# 2023年の日本
2023年の日本（2023ねんのにほん）では、2023年（令和5年）の日本の出来事・流行・世相などについてまとめる。

## 他の紀年法
日本では、西暦の他にも以下の紀年法を使用している。なお、以下の紀年法は西暦と月日が一致している。
- 元号
  - 令和5年
- 神武天皇即位紀元
  - 皇紀2683年
- 干支
  - 癸卯（みずのと う）

## カレンダー
| 1月 |    |    |    |    |    |    |
| 日  | 月 | 火 | 水 | 木 | 金 | 土 |
| 1   | 2  | 3  | 4  | 5  | 6  | 7  |
| 8   | 9  | 10 | 11 | 12 | 13 | 14 |
| 15  | 16 | 17 | 18 | 19 | 20 | 21 |
| 22  | 23 | 24 | 25 | 26 | 27 | 28 |
| 29  | 30 | 31 |    |    |    |    |
|     |    |    |    |    |    |    |

| 2月 |    |    |    |    |    |    |
| 日  | 月 | 火 | 水 | 木 | 金 | 土 |
|     |    |    | 1  | 2  | 3  | 4  |
| 5   | 6  | 7  | 8  | 9  | 10 | 11 |
| 12  | 13 | 14 | 15 | 16 | 17 | 18 |
| 19  | 20 | 21 | 22 | 23 | 24 | 25 |
| 26  | 27 | 28 |    |    |    |    |
|     |    |    |    |    |    |    |

| 3月 |    |    |    |    |    |    |
| 日  | 月 | 火 | 水 | 木 | 金 | 土 |
|     |    |    | 1  | 2  | 3  | 4  |
| 5   | 6  | 7  | 8  | 9  | 10 | 11 |
| 12  | 13 | 14 | 15 | 16 | 17 | 18 |
| 19  | 20 | 21 | 22 | 23 | 24 | 25 |
| 26  | 27 | 28 | 29 | 30 | 31 |    |
|     |    |    |    |    |    |    |

| 4月 |    |    |    |    |    |    |
| 日  | 月 | 火 | 水 | 木 | 金 | 土 |
|     |    |    |    |    |    | 1  |
| 2   | 3  | 4  | 5  | 6  | 7  | 8  |
| 9   | 10 | 11 | 12 | 13 | 14 | 15 |
| 16  | 17 | 18 | 19 | 20 | 21 | 22 |
| 23  | 24 | 25 | 26 | 27 | 28 | 29 |
| 30  |    |    |    |    |    |    |
|     |    |    |    |    |    |    |

| 5月 |    |    |    |    |    |    |
| 日  | 月 | 火 | 水 | 木 | 金 | 土 |
|     | 1  | 2  | 3  | 4  | 5  | 6  |
| 7   | 8  | 9  | 10 | 11 | 12 | 13 |
| 14  | 15 | 16 | 17 | 18 | 19 | 20 |
| 21  | 22 | 23 | 24 | 25 | 26 | 27 |
| 28  | 29 | 30 | 31 |    |    |    |
|     |    |    |    |    |    |    |

| 6月 |    |    |    |    |    |    |
| 日  | 月 | 火 | 水 | 木 | 金 | 土 |
|     |    |    |    | 1  | 2  | 3  |
| 4   | 5  | 6  | 7  | 8  | 9  | 10 |
| 11  | 12 | 13 | 14 | 15 | 16 | 17 |
| 18  | 19 | 20 | 21 | 22 | 23 | 24 |
| 25  | 26 | 27 | 28 | 29 | 30 |    |
|     |    |    |    |    |    |    |

| 7月 |    |    |    |    |    |    |
| 日  | 月 | 火 | 水 | 木 | 金 | 土 |
|     |    |    |    |    |    | 1  |
| 2   | 3  | 4  | 5  | 6  | 7  | 8  |
| 9   | 10 | 11 | 12 | 13 | 14 | 15 |
| 16  | 17 | 18 | 19 | 20 | 21 | 22 |
| 23  | 24 | 25 | 26 | 27 | 28 | 29 |
| 30  | 31 |    |    |    |    |    |
|     |    |    |    |    |    |    |

| 8月 |    |    |    |    |    |    |
| 日  | 月 | 火 | 水 | 木 | 金 | 土 |
|     |    | 1  | 2  | 3  | 4  | 5  |
| 6   | 7  | 8  | 9  | 10 | 11 | 12 |
| 13  | 14 | 15 | 16 | 17 | 18 | 19 |
| 20  | 21 | 22 | 23 | 24 | 25 | 26 |
| 27  | 28 | 29 | 30 | 31 |    |    |
|     |    |    |    |    |    |    |

| 9月 |    |    |    |    |    |    |
| 日  | 月 | 火 | 水 | 木 | 金 | 土 |
|     |    |    |    |    | 1  | 2  |
| 3   | 4  | 5  | 6  | 7  | 8  | 9  |
| 10  | 11 | 12 | 13 | 14 | 15 | 16 |
| 17  | 18 | 19 | 20 | 21 | 22 | 23 |
| 24  | 25 | 26 | 27 | 28 | 29 | 30 |
|     |    |    |    |    |    |    |

| 10月 |    |    |    |    |    |    |
| 日   | 月 | 火 | 水 | 木 | 金 | 土 |
| 1    | 2  | 3  | 4  | 5  | 6  | 7  |
| 8    | 9  | 10 | 11 | 12 | 13 | 14 |
| 15   | 16 | 17 | 18 | 19 | 20 | 21 |
| 22   | 23 | 24 | 25 | 26 | 27 | 28 |
| 29   | 30 | 31 |    |    |    |    |
|      |    |    |    |    |    |    |

| 11月 |    |    |    |    |    |    |
| 日   | 月 | 火 | 水 | 木 | 金 | 土 |
|      |    |    | 1  | 2  | 3  | 4  |
| 5    | 6  | 7  | 8  | 9  | 10 | 11 |
| 12   | 13 | 14 | 15 | 16 | 17 | 18 |
| 19   | 20 | 21 | 22 | 23 | 24 | 25 |
| 26   | 27 | 28 | 29 | 30 |    |    |
|      |    |    |    |    |    |    |

| 12月 |    |    |    |    |    |    |
| 日   | 月 | 火 | 水 | 木 | 金 | 土 |
|      |    |    |    |    | 1  | 2  |
| 3    | 4  | 5  | 6  | 7  | 8  | 9  |
| 10   | 11 | 12 | 13 | 14 | 15 | 16 |
| 17   | 18 | 19 | 20 | 21 | 22 | 23 |
| 24   | 25 | 26 | 27 | 28 | 29 | 30 |
| 31   |    |    |    |    |    |    |
|      |    |    |    |    |    |    |

### 祝日
本年は祝日の新設・廃止・変更はなし。以下、移動祝日のみ記載。
- 成人の日：1月9日
- 春分の日：3月21日
- 海の日：7月17日
- 敬老の日：9月18日
- 秋分の日：9月23日
- スポーツの日：10月9日

## 在職者

### 皇室
- 天皇：徳仁（今上天皇：第126代）
- 皇嗣：秋篠宮文仁親王
- 上皇：明仁

### 三権
- 内閣
  - 第2次岸田第1次改造内閣 ：（ - 9月13日）
  - 第2次岸田第2次改造内閣：（9月13日 - ）
    - 内閣総理大臣：岸田文雄（第101代）
    - 内閣官房長官：松野博一（ - 12月14日）、林芳正（12月14日 - ）
- 国会
  - 衆議院議長：細田博之（ - 10月20日）、額賀福志郎（10月20日 - ）
  - 参議院議長：尾辻秀久
    - 第211回国会（常会：1月23日 - 6月21日）
    - 第212回国会（臨時会：10月20日 - 12月13日）
- 裁判所
  - 最高裁判所長官：戸倉三郎

## 世相

### 2023年の流行語
「アレ（A.R.E）」（岡田彰布）が新語・流行語大賞の年間大賞を受賞した（その他の受賞語は後節「#流行語」も参照）。

### 2023年の漢字
「税」増税や減税に関する議論やインボイス制度など税に関わる話題が多かったことから。

### 周年
- 1月
  - 日本におけるグレゴリオ暦導入から150周年。
  - 東京日日新聞と大阪毎日新聞が、題字を「毎日新聞」に統一してから80周年。
  - フジテレビ系で日本国産連続30分テレビアニメ第1号『鉄腕アトム』放映開始から60年。
  - 日本テレビ系全国ネットで「キユーピー3分クッキング」放送開始から60年。
  - 第65代横綱貴乃花引退から20年。
  - 文藝春秋創刊100周年[1]。
  - アルジェリア人質事件（日本人10人死亡）から10年[2]。
  - 昭和38年1月豪雪（三八豪雪）から60年[3]。
- 2月
  - 日本におけるテレビジョン放送（NHK総合テレビジョン本放送）開始から70周年[4]。
  - 川辺創業100周年[b 1]。
  - 日本が変動相場制を導入してから50年。
  - 徳川家康の征夷大将軍任命から420年。
  - サンケイスポーツ東京発刊60周年[5]。
  - 北九州市市制60周年[b 2]。
  - ハイデイ日高創業50周年[b 3]。
  - タイガー魔法瓶創立100周年[b 4]。
- 3月
  - 東京メトロ副都心線と東急東横線との相互直通運転開始から10周年。
  - 東京メトロ半蔵門線と東武伊勢崎線（東武スカイツリーライン）との相互直通運転開始から20周年。
  - 宮崎駿監督「千と千尋の神隠し」が第75回アカデミー賞長編アニメ映画賞受賞から20年。
  - 東京ドーム開場から35周年。
  - 青函トンネルの開通から35周年。
  - 上尾事件から50年。
  - 昭和三陸地震から90年[6]。
- 4月
  - 瀬戸大橋の開通から35周年。
  - 福島テレビ開局から60年[7]。
  - 日本コカ・コーラがスポーツ飲料「アクエリアス」、大塚製薬が「カロリーメイト」、カシオ計算機が「G-SHOCK」をそれぞれ発売してから40周年。
  - 東京ディズニーリゾート開業から40周年。
  - 福岡ドーム落成・開場から30周年。
  - 明石海峡大橋開通および神戸淡路鳴門自動車道全通25周年[8]。
  - 株式会社エニックスと株式会社スクウェアが合併し、スクウェア・エニックスが発足してから20年。
  - 六本木ヒルズがグランドオープンから20年。
  - NHK大河ドラマ放送開始から60周年。
  - 美幌町町制施行100周年[9]。
  - 円谷プロダクション創立から60周年[10]。
  - 「ガチャピン」、「ムック」デビュー（『ひらけ！ポンキッキ』放送開始から）50周年
  - 奈良テレビ放送開局50周年。
  - 武蔵野線（東日本旅客鉄道）開通50周年。
  - 国立高等専門学校「沖縄工業高等専門学校」設立20周年[11]。
  - NHK番組『クローズアップ現代』30周年[12]。
- 5月
  - 貝塚市市制施行80周年[13]。
  - 四電工設立60周年[14]。
  - Jリーグ開幕から30周年。
  - アッツ島の戦い・玉砕から80年[15]。
  - 大阪府泉南郡熊取町での未解決小学生誘拐事件から20年[16]。
  - 日本海中部地震から40年[17]。
- 6月
  - 千葉県誕生150周年[18]。
  - 栃木県誕生150周年[19]。
  - 徳仁と皇后雅子の結婚から30周年（真珠婚）。
  - 崇仁親王妃百合子100歳。
  - NHK名古屋放送局・NHK大阪放送局ラジオ第2開局から90周年。
  - NHK前橋放送局開局から90周年[20]。
  - UNESCO世界遺産（文化遺産）『富士山-信仰の対象と芸術の源泉』登録10周年[21]。
  - 福井地震から75年。
  - サザンオールスターズデビュー45周年[22]。
  - 依田勉三生誕170年[23]。
  - 昭和28年西日本水害から70年[24]。
- 7月
  - 東京都制施行から80年。
  - 沼津市制100周年[25]。
  - 平成30年7月豪雨（西日本豪雨）から5年[26]。
  - 能登空港（のと里山空港）開港20周年[27]。
  - 芸能事務所の太田プロダクション設立から60周年。
  - 日本で最初の高速道路の名神高速道路の初開通から60周年。
  - 日本赤軍によるドバイ日航機ハイジャック事件から50年。
  - ファミリーコンピュータ 生誕40周年。
  - 北海道南西沖地震（奥尻島震災）から30年[28]。
  - NHK徳島放送局開局90周年[29]。
  - 空海（弘法大師）生誕1250年。
  - パナソニック ホームズ創立60周年。
  - 紀州大水害から70年[30]。
  - 未解決事件「五霞町女子高生殺害事件」から20年[31]。
- 8月
  - 門真市市制施行60年[32]。
  - 平成5年8月豪雨から30年。
  - 日本テレビ（日本初の民放テレビ局）開局から70周年。
  - 金大中事件から50年。
  - 細川連立内閣が誕生し55年体制が崩壊から30年。
  - レインボーブリッジが開通・開業から30周年。
  - 日本国と中華人民共和国との間の平和友好条約（日中平和友好条約）締結から45年[33]。
  - 南山城水害から70年[34]。
  - 日本・ペルー外交関係樹立150周年[35]。
  - ダ・カーポ結成・デビュー50年[36]。
- 9月
  - 関東大震災（大正関東地震）から100年[37]。
  - 関東大震災朝鮮人虐殺事件から100年。
  - 福田村事件から100年[38]。
  - 大韓航空機撃墜事件から40年[39]。
  - 北海道胆振東部地震から5年[40]。
  - 十勝沖地震から20年[41]。
  - 伊勢丹新宿本店開店から90周年。
  - テレビ愛知（日本で100局目の民放テレビ局）開局から40周年。
  - 日本・ベトナム外交関係樹立50周年[42]。
  - 鳥取地震から80年[43]。
  - ファミリーマート1号店が埼玉県狭山市に開店してから50周年[44]。
- 10月
  - 新潟テレビ21開局から40周年。
  - J-WAVE開局から35周年。
  - ドーハの悲劇から30年。
  - ニンテンドー3DSソフト『ポケットモンスター X・Y』発売から10周年。
  - テレビアニメ『ポケットモンスター XY』放送開始から10周年。
  - 学徒出陣から80年[45]。
  - 台風第26号・伊豆大島土砂災害から10年[46]。
- 11月
  - 日本におけるセブン-イレブン（当時は株式会社ヨークセブンとして設立）創業50周年[47]。
  - 関門橋開通50周年[48]。
  - 大洋デパート火災から50年[49]。
  - 祝祭日休暇制定から150年。
  - 明治六年政変（征韓論政変）から150年。
  - 三井三池三川炭鉱炭じん爆発から60年[50]。
  - 富士河口湖町町制施行20周年[51]。
  - 忠犬ハチ公生誕100周年[52]。
  - ホワイティうめだ創業60周年[53]。
  - イラク日本人外交官射殺事件から20年[54]。
- 12月 
  - UNESCO無形文化遺産「和食；日本人の伝統的な食文化」登録から10周年[b 5]。
  - 国家安全保障会議（NSC）発足から10年[55]。
  - 世界遺産（自然遺産）『白神山地』登録から30年[56]。
  - 世界遺産（自然遺産）『屋久島』登録から30年[57]。
  - 世界遺産（文化遺産）『姫路城」登録から30年[58]。
  - 日産自動車設立から90周年。
  - 奄美群島本土復帰70周年。
  - テレビユー福島開局から40周年。
  - 王将社長射殺事件から10年
  - バスキン・ロビンス（サーティーワンアイスクリーム）日本上陸50周年[59]。
  - 明治ブルガリアヨーグルト発売から50年[60]。
  - 1993年米騒動から30年。
  - 五九豪雪から40年（-1984年4月）。
  - 地上デジタルテレビ放送が東京を中心に放送を開始してから20年。
  - 力道山没後60年。
  - 田中角栄没後30年。
- 日本・東南アジア諸国連合（ASEAN）友好協力から50年[61]。
- 日印協会創立120周年[62]。
- 日本・カンボジア外交関係樹立70周年[63]。
- 中東調査会設立60周年[64][65]。
- 日本・中東3か国（アラブ首長国連邦・オマーン・バーレーン）外交関係樹立50周年[66]。
- アフリカ開発会議（TICAD）創設30周年[67]。

## できごと

### 1月
- 1月1日
  - 日本が国際連合安全保障理事会非常任理事国に就任（加盟国最多12回目）。任期は2024年末まで[68]。
  - 第67回全日本実業団対抗駅伝競走大会（ニューイヤー駅伝）が催行され、Hondaが2年連続2度目の優勝[注 1]。
  - 昭和電工・昭和電工マテリアルズ両社合併により、新会社レゾナック・ホールディングス、および事業会社レゾナック発足[69]。
  - 徳川宗家第19代当主に徳川家広が継承[70]。
  - 住民基本台帳カードの有効期限切れの始期。制度が個人番号カード（マイナンバーカード）に置き換えられているため更新は出来ない。
  - スポーツ基本法の一部を改正する法律施行[71]。
- 1月2日 - コロナ禍で2021年と2022年は中止となった新年一般参賀を抽選制で3年ぶりに開催。成年皇族として愛子内親王が初参加。新型コロナウイルス感染防止対策で事前申込制で人数を大幅に絞り、約10万2370人の応募に対し約9600人が当選（倍率約10.6倍）、参加実数約7310人宮内庁庁舎前に設置された特設記帳所には5330人が訪問[72]。
- 1月3日
  - 東京箱根間往復大学駅伝競走（箱根駅伝）で、駒澤大学が2日の往路、3日の復路・総合で優勝。前年の出雲全日本大学選抜駅伝競走、全日本大学駅伝対校選手権大会に続く優勝で主要大学駅伝競走大会3冠を達成。
  - 渋谷区の公式ウェブサイトがDDoS攻撃とみられるトラブルで閲覧不可となる[73]。
- 1月4日
  - SBIホールディングス傘下の新生銀行が「SBI新生銀行」に社名変更[74]。
  - 名古屋市交通局、名古屋市営地下鉄4駅の駅名変更[75]。
  - 長崎市役所庁舎が旧長崎市公会堂跡に建設された地上19階建の新庁舎に移転開業、従前複数の建物に分散していた機能を集約[76]。
  - 万平ホテルが一時休館。2024年夏にリニューアルオープンを予定[77]。
  - 警視庁によると、昨年1年間の全国の交通事故死者は2610人で、統計を取り始めた1948年以降の最少を6年連続で更新[78]。
- 1月5日
  - 後藤田正純衆議院議員（比例四国ブロック）が辞職[79]、翌6日、徳島県知事選挙への出馬を表明[80]。瀬戸隆一が繰り上げ当選[81]。
  - 法人等による寄附の不当な勧誘の防止等に関する法律施行[82][注 2]。
  - 消費者契約法及び独立行政法人国民生活センター法の一部を改正する法律施行[83]。
- 1月6日 - 内閣総理大臣の岸田文雄とウクライナ大統領のウォロディミル・ゼレンスキーと電話会談[84]。
- 1月7日 - 成田国際空港発福岡空港行きのジェットスター501便が、同便に対する爆破予告により中部国際空港に緊急着陸。中部国際空港の滑走路が閉鎖され、多数の遅延・欠航便が発生[85]。
- 1月8日 - 中国からの入国者に対しての新型コロナウイルス感染症（COVID-19）の水際措置を強化。中国から直行便での入国者に対する入国時検査の方法を抗原定量またはPCR検査に切り替えるほか、出国前72時間以内に受けた検査の陰性証明書の提出を求める[86]。
- 1月9日
  - 内閣総理大臣の岸田文雄、フランス、イタリア、英国、カナダ、米国を歴訪（-15日）[注 3][87][88]。
  - 全国各地の自治体が従来の成人式に代わる20歳が集うための式典を開催。前年4月1日の改正民法の施行により成年が20歳から18歳となったことに伴い、大半の自治体では「成人式」に代わる別の名称を付けつつ、従来通り20歳の人が対象。18歳を対象とした成人式を開催する一部自治体は別の日に開催[89]。
  - 大阪府・大阪湾の淀川河口付近でマッコウクジラとみられるクジラが迷い込み「淀ちゃん」や「ヨドちゃん」の愛称で呼ばれたが、11日から動かなくなり13日に死亡確認 [90][91]。→ウィキニュース
  - 高病原性鳥インフルエンザ（HPAI）の発生が国内56例目、今シーズンの殺処分対象羽数約998万羽に達し過去最多を更新[92]。
  - 和歌山県白浜町にあるアドベンチャーワールドで、19歳でオスのライオンが新型コロナウイルス感染症（COVID-19）に感染し死亡。12日、21歳でメスのライオンがCOVID-19に感染し死亡、ともに高齢で基礎疾患を有していた（感染発表は3月9日）[93]。
- 1月10日
  - 12時10分頃、山口県周防大島沖で年次検査の試験をしていた海上自衛隊の護衛艦「いなづま」船体から油が流出、自力航行ができない状態となる[94]。
  - 中国政府、新型コロナウイルス感染の水際措置として、日本を含む各国に査証（ビザ）の発給を一時的に制限すると発表[95]。29日、駐日中華人民共和国大使館が発給の再開を発表[96]。
  - 第101回全国高等学校サッカー選手権大会の決勝戦が行われ、岡山学芸館高校が東山高校(京都)を3-1で下し、県勢初の優勝を決めた。
- 1月11日 - 岩手県警察、岩手県で味付きタマゴを茹でる際に使用が禁止されている消毒剤「塩化ジデシルジメチルアンモニウム」を使用していた惣菜業者の会長と生産部次長を食品衛生法違反で逮捕。当該業者は県から既に無期限の営業禁止処分済[97]。
- 1月12日 - 鹿児島県馬毛島の自衛隊基地建設を開始[98]。
- 1月13日
  - 本年の野球殿堂が発表され、2001年から2013年までヤクルト・巨人・DeNAで計2017安打をあげたアレックス・ラミレス、1983年から1988年まで阪神に在籍し2度の三冠王を獲得したランディ・バースが競技者表彰（プレーヤー表彰）で、全国高等学校野球選手権大会の大会歌『栄冠は君に輝く』や『阪神タイガースの歌』『巨人軍の歌 -闘魂こめて- 』など野球に関する応援歌を数多く手がけた作曲家の古関裕而（1989年没）が特別表彰で選出された[99]。
  - 徳島県選挙区の廃止に伴い、2019年の第25回参議院議員通常選挙で特定枠で当選し、2022年12月19日に記者会見で徳島県知事選挙への立候補を正式に表明していた三木亨参議院議員（自由民主党・比例）が議員辞職[100]。17日、田中昌史の繰上げ当選が決定[101]。
- 1月14日
  - 1日あたりの新型コロナウイルス感染症（COVID-19）の死者数は503人となり、初めて500人台を超えた。前日比から23人増え、今月12日の過去最多487人を更新[102]。
  - 鳥取連続不審死事件の死刑囚が広島拘置所で窒息死[103]。
- 1月15日 - 三井アウトレットパーク マリンピア神戸が、この日の営業をもって一時閉館[104]。
- 1月16日
  - 水道橋博士参議院議員（れいわ新選組・比例）が議員辞職。同党は、辞職議員の残り任期（5年程度）を使い、第26回参議院議員通常選挙の比例名簿に記された5候補が1年毎に議員任期を交代する「ローテーション制度」の導入を発表[105]。17日、大島九州男が繰り上げ当選を決定[106]。
  - 福岡市博多区の博多駅近くで女性が刺殺される事件が発生。18日、元交際相手の男を殺人で逮捕[107]。→ウィキニュース
- 1月18日 - 東京都の都営地下鉄大江戸線が、平日朝のラッシュ時に女性専用車両の運行を開始[108]。
- 1月19日 - 東京都狛江市駒井町で住民女性の強盗殺人事件発生。前年から続く同様の強盗事件で初の殺人[109]。→ウィキニュース
- 1月20日
  - 「サクマ式ドロップス」を製造・販売している佐久間製菓（東京都豊島区）[注 4] が廃業[110][111]。
  - 内閣総理大臣の岸田文雄、新型コロナウイルスについて、原則として今春に感染症法上の位置付けを季節性インフルエンザなどと同じ5類に移行する方向で調整を進めるよう加藤勝信厚生労働大臣ら関係閣僚に指示[112]。
- 1月21日 - 令和4年台風14号の影響により2022年9月17日から不通となっていたJR九州日南線南郷駅-志布志駅間のうち、南郷駅-福島今町駅間の運転を再開[b 6]。
- 1月22日
  - 車椅子テニス選手の国枝慎吾（ユニクロ）がITF車いすテニスツアーの引退を表明[113]。
  - クープ・デュ・モンド・ドゥ・ラ・パティスリーで日本代表が16年ぶり3度目の優勝[114]。
  - 任期満了に伴う山梨県知事選挙で現職の長崎幸太郎が再選[115]。
  - 任期満了に伴う甲府市長選挙で現職の樋口雄一が3選[116]。
- 1月23日 - 第211回国会（通常国会）招集[117]。
- 1月24日
  - 9時35分頃、沖縄県竹富島西方沖にて、パナマ籍貨物船が乗り揚げているところを海上保安庁の巡視船が確認、乗組員19名（中国国籍）を海上保安庁の航空機及び機動救難士によって全員救助[b 7]。
  - 23時15分頃、第七管区海上保安本部が香港籍貨物船（乗組員22人、中国及びミャンマー国籍）の遭難信号を受信。翌24日午前2時46分頃、長崎県男女群島西方沖で沈没[118]、25日時点で漂流していた5人の生存を確認[b 7][119]。
  - この日から日本国内各地に強烈な寒気が流れ込み、中国地方・近畿地方などでは大雪が発生。10年に一度の大雪とされる。
    - 大雪によりJR西日本の京都線・琵琶湖線向日町駅・京都駅・山科駅構内など21箇所でポイントが切り替わらなくなり、合わせて15本の列車が立ち往生、翌25日未明にかけ列車内に最大で7000人近くが閉じ込められ、最長で10時間近く閉じ込められた乗客も発生[120]。
- 1月25日
  - 日本放送協会（NHK）稲葉延雄新会長就任[121]。
  - 最高裁判所、一票の格差が最大2.08倍だった2021年の第49回衆議院議員総選挙につき合憲判断。次回選挙では、「アダムズ方式」の導入を予定[122]。
  - 奈良市は、富雄丸山古墳から蛇行剣・鼉龍文盾形銅鏡が出⼟したと発表した[123]。
- 1月26日
  - 電子処方箋が運用開始[124]。
  - H-IIAロケット46号機打ち上げ[125]。
  - ベヨネース列岩の明神礁に噴火警報（周辺海域）を発表[126]。
- 1月27日 - 内閣総理大臣の岸田文雄、新型コロナウイルス対策本部で、新型コロナウイルスの感染症法上の位置付けを5月8日から5類へ移行する方針、並びに大声を伴うイベントに参加する人数制限についても会場の収容定員の50％としていた上限を1月27日付で撤廃し、定員の100％まで入場を可能とすることを決定。5類移行に伴い、マスク着用については屋内外を問わず個人の判断に委ねるとする方針を示す[127]。
- 1月28日 - ギリシャ共和国首相のキリアコス・ミツォタキスが訪日（-31日）[128]。
- 1月29日
  - エックスゲームズ（Winter X Games XXVII（英語版））の女子ビッグエアがアメリカ合衆国で行われ、岩渕麗楽（バートン）が優勝[129]。
  - 長野県小谷村の栂池高原スキー場のバックカントリーで雪崩が発生、4人が巻き込まれ、フリースタイルスキー世界選手権（2015年フリースタイルスキー世界選手権（英語版））のハーフパイプで優勝したカイル・スメイン を含む2人が死亡[130][131][132]。
- 1月30日 - 北大西洋条約機構（NATO）事務総長のイェンス・ストルテンベルグ訪日（-2月1日）[133]。翌31日、内閣総理大臣の岸田文雄と会談[134]。2月1日、外務大臣の林芳正と会談[135]。
- 1月31日
  - 東京都渋谷区の東急百貨店本店がこの日限りで閉店[136]。
  - 北海道帯広市の百貨店「藤丸」が閉店[137][138]。
  - NTT東日本とNTT西日本がフレッツ・ADSLのサービスを終了（一部地域除く）[139][140]。
  - 羽田エアポートガーデン全面開業[141]。
  - 秋田港の洋上風力発電商業運転開始[142]。
  - 愛媛県西条市のアサヒビール四国工場閉鎖[143][144]。
  - 中国の比亜迪汽車（BYD）が日本国内で初となるEVSUV「ATTO 3」を発売[145][146]。

### 2月
- 2月1日
  - 緊急地震速報の発表基準に「長周期地震動」を新たに追加。震度5弱以上を予想した場合に加えて、長周期地震動階級3以上を予想した場合、緊急地震速報（警報）を発表する[注 5][147][148][149]。
  - デイヴィッド・パヌエロミクロネシア連邦大統領3度目の訪日（-4日）[150]。翌2日、日本・ミクロネシア首脳会談[151]。
- 2月4日 - 内閣総理大臣の岸田文雄、3日夜にオフレコを前提にした記者団の取材に応じた際に、性的少数者に対する差別的な発言をしたと報道された内閣総理大臣秘書官（事務担当秘書官）の荒井勝喜を解任。後任に伊藤禎則（経済産業省）就任[152]。6日、内閣官房副長官の磯﨑仁彦が「発言につきましては、不当な差別と受け取られても仕方がないものでありまして、またあの政府の方針と全く相いれず、言語道断であり、遺憾であるというふうに認識しております」と発言[153]。

- 2月5日
  - 任期満了に伴う愛知県知事選挙（候補者6人）で、現職の大村秀章（無所属）が当選（4選）[154]。
  - 北九州市の北橋健治市長の任期満了に伴う市長選（候補者4人、全員新人）で、元厚生労働官僚の武内和久が当選。元国土交通官僚で自民・立憲・公明・国民4党の推薦と社民の支持を受けた津森洋介を破っての当選[155]。
  - クック諸島首相のマーク・ブラウン（英語版）など太平洋諸島フォーラム（PIF）代表団が訪日（-9日）[156]。7日、日本・クック諸島首脳会談[157]。同7日、内閣総理大臣の岸田文雄がPIF代表団と会談[158]。
  - 日本共産党、記者会見や1月に出版した著書「シン・日本共産党宣言」などを通じ、党首公選制や自衛隊・日米安全保障条約容認などを求めた、元政策委員会安保外交部長で同党党員のジャーナリスト松竹伸幸を「党内に派閥・分派はつくらない」「党に敵対する行為はおこなわない」「党の決定に反する意見を、勝手に発表することはしない」とする党の規約に反すると認定、「規定を踏みにじる重大な規律違反だ」として除名処分[159][160]。
- 2月6日 - トルコ・シリア地震（現地時間：午前4時17分、日本時間：午前10時17分）の発生に伴い、国際消防救助隊の先遣隊（18名）をトルコ共和国に派遣。翌8日、第2陣を同国に派遣。カフラマンマラシュで活動。15日、帰国[161]。
- 2月7日
  - ルフィ広域強盗事件の指示役と見られる日本人特殊詐欺グループメンバーのうち2名がフィリピン政府から強制退去処分を受け日本へ移送、航空機内で窃盗容疑で逮捕[162]。
  - 警視庁、NPO法人「難病患者支援の会」がベラルーシやキルギスなどでの臓器移植を仲介し、移植手術で体調を悪化させた患者が複数発生していた問題で、活動をホームページで広く紹介し、連絡してきた患者に移植を勧めたり、病院への紹介状を作成したりしていたことが、臓器移植法で禁止する「臓器斡旋業」に当たると判断、同会理事長を逮捕[163]。
  - 野村哲郎農林水産大臣、外食産業界で客の迷惑行為を撮影した動画が拡散されている一連の件に関し、「消費者に大変な不安を与え、食品産業事業者への影響も大きいものであり、誠に非常に残念（全文）」と発言[164]。今年1月から2月にかけて、客の迷惑行為の動画がソーシャルメディア上に複数出回り、一部事業者は刑事・民事の対応を取ると表明。一方で、動画に登場する人物への過剰な反応（ネットいじめ・私刑）も深刻な問題となっている。
  - 新潟県中越地方を営業エリアとする牛乳・乳製品メーカーの良寛が経営悪化により事業停止[165]。10日、業務終了[166]。
  - 岸信夫衆議院議員（山口県第2区）が、健康上の理由で辞職[167]。
  - 青森県警察、青森県大間まぐろの漁獲量について、2021年夏、地元の漁師から買ったクロマグロ計約18トンの漁獲を県に報告しなかった漁業法違反容疑で、大間町の水産会社社長2人を逮捕[168]。
- 2月8日
  - フェルディナンド・マルコスフィリピン共和国大統領が訪日（-12日）[169]。9日、日比首脳会談[170]。
  - 東京地検特捜部、2020年東京オリンピック・パラリンピックを巡る談合事件で、大会組織委員会の大会運営局元次長、電通スポーツ局長補、番組制作会社フジクリエイティブコーポレーションとイベント会社セレスポ両社の専務の4名を私的独占の禁止及び公正取引の確保に関する法律（独占禁止法）違反（不当な取引制限）容疑で逮捕、次長ならびに局長補の自宅と、セレスポ・フジクリエイティブコーポレーション両社を家宅捜索[171]。
  - テレビ東京、同局が2022年9月23日に放送し、宮城県では東北放送が2023年1月7日に放送した『やりすぎ都市伝説』番組内で、宮城県の上下水道について、一部水道の『運営株』過半数を外国企業が取得しており、「気が付いたら、日本にいる日本人なのに日本の水が飲めないという未来がやって来るかもしれない」と放送した件につき、村井嘉浩宮城県知事が、同県の水道事業に『運営株』は存在しておらず、施設の所有権は同県が所有しているなど事実誤認があったとして、放送倫理・番組向上機構（BPO）に申し立てを行っていた件につき、番組チーフプロデューサーやテレビ東京幹部らが宮城県庁を訪問、知事に番組公式サイトや次回放送で謝罪文やお詫び放送などの実施を確約[172][173]。
- 2月9日
  - ルフィ広域強盗事件の指示役と見られる日本人特殊詐欺グループメンバーのうち残る2名をフィリピンから日本へ移送、航空機内で逮捕[174]。
  - 九州電力、テロ対策施設工事のため前年9月から運転停止していた玄海原子力発電所4号機の発電を再開[175]。
  - 東京都、2020年東京オリンピック・パラリンピックを巡る談合事件を受け、同月8日に役職員らが独占禁止法違反容疑で東京地検特捜部に逮捕された電通、フジクリエイティブコーポレーション、セレスポの3社に指名停止処分。大阪府、大阪市、2025年日本国際博覧会の運営組織日本国際博覧会協会も、電通、セレスポ両社の入札参加資格を停止[176]。
- 2月10日 - 日本政府、被災したトルコへの国際緊急援助隊・医療チームの派遣と緊急援助物資（テント、毛布、スリーピングパッド）の供与を決定[177][178]。14日、緊急支援物資が現地に到着[179]。
- 2月11日
  - 内閣総理大臣の岸田文雄、東京都内の病院で鼻茸を伴う慢性副鼻腔炎の内視鏡手術、全身麻酔を伴うため、その間内閣官房長官の松野博一が内閣総理大臣臨時代理となる[180]。
  - FUJIFILM SUPER CUP 2023が国立競技場で開催され、横浜F・マリノス（2022明治安田生命J1リーグ優勝）がヴァンフォーレ甲府（天皇杯 JFA 第102回全日本サッカー選手権大会優勝）に2-1で勝利し初優勝。今試合は、全席でのマスクを着用した声出し応援が解禁された[181]。
- 2月13日 - 原子力規制委員会の臨時委員会で、原子力発電所の運転期間を原則40年、最長60年とする規定を原子炉等規制法から削除、上限を60年とする規定自体は経済産業省が所管する電気事業法に移して残した上で、規制委による審査などで停止した期間分だけ、60年を超えても運転できるようにし、運転開始から30年目以降は10年間隔で規制委が認可を繰り返す制度を導入し、経年劣化した原発の安全性を確認する方針を多数決で採択[182]。
- 2月14日 - 岡島百貨店が一時閉店。3月3日、ココリ内に移転して再開[183]。
- 2月15日
  - 政府中央省庁、2020年東京オリンピック・パラリンピックを巡る談合事件を受け、電通、フジクリエイティブコーポレーション、セレスポの3社に対し、同日から9か月間の指名停止措置、経済産業省については同期間補助金交付も停止[184]。
  - 千葉地方裁判所、成田国際空港北側のB滑走路近くにあり、成田国際空港会社が2003年に取得を完了しながらも依然空港反対派の占拠が続く約4600平方メートルの土地に三里塚・芝山連合空港反対同盟北原派が設置したやぐらや立て看板などの撤去と土地の明け渡しについて強制執行に着手。反対派の抵抗に対する強制執行は2017年5月の団結小屋の撤去以来ほぼ6年ぶり[185]。
  - 被災したシリア・アラブ共和国に緊急援助物資（毛布、スリーピングパッド、プラスチックシート、テント）を現地で引き渡し[186]。
- 2月16日
  - 消費者庁、2022年5月21、22日に東京ドームで開催されたL'Arc〜en〜Cielのコンサート『L'Arc〜en〜Ciel 30th L'Anniversary LIVE』の座席レイアウトが直前に変更され批判が集まった問題で、「実際のものよりも著しく優良であると示すもので、景品表示法に違反する」として、共同でライブを運営したプロダクションマーヴェリック・ディー・シー・グループ、チケットサービス会社ボードウォーク、イベント会社オン・ザ・ラインの3社に対し、前日15日付で措置命令を出したことを発表[b 8][187]。
  - 全日本空手道連盟、2020年東京五輪の空手競技・形の金メダリスト喜友名諒の引退を発表[188]。3月17日、沖縄県豊見城市で引退会見[189]。
- 2月17日
  - 宇宙航空研究開発機構、種子島宇宙センターから先進光学衛星だいち3号を搭載した新型液体燃料ロケットH3ロケット試験機1号機を打ち上げるため主エンジンに点火したものの、ロケットの自動カウントダウンシーケンス中に、1段機体システムが異常を検知し、固体ロケットブースタ(SRB-3)の着火信号を送出しなかったため固体ロケットに点火せず、同日の打ち上げを中止[190]。
  - 内閣総理大臣の岸田文雄、LGBT支援団体などの関係者と会合を開催、先の前総理大臣秘書官の発言に関して謝罪。また、内閣総理大臣補佐官のLGBT理解増進担当に森まさこを女性活躍担当に加えて新たに任命し、会合に出席、「政府としましては、多様性が尊重され、そして、全ての人々がお互いの人権、あるいは尊厳を大切にする、そして、生き生きとそれぞれの人生を享受できる社会を目指すべく努力していかなければならないと思っています」と発言[191]。
  - 内閣総理大臣の岸田文雄、レジェップ・タイイップ・エルドアントルコ大統領と電話会談、トルコへの緊急支援物資の追加供与と850万米ドル規模の緊急人道支援を実施する予定を表明[192]。
- 2月18日 - 17時21分頃、朝鮮民主主義人民共和国（北朝鮮）が平壌近郊から日本海（東海）に向け大陸間弾道ミサイル（ICBM）1発を発射。18時27分頃、北海道渡島大島の西方約200kmの日本の排他的経済水域（EEZ）内に落下したと推定される[193]。日本政府、在中華人民共和国日本国大使館の外交ルートを通じて厳重に抗議[194]。内閣総理大臣の岸田文雄は、病院に入る直前で発射の報告を受け、情報提供や安全確認を直接指示。院内でも報告を受け続けて、指示を行う体制を整えていた[195]。
- 2月19日
  - ジョージア・バクリアニ（英語版）で開催された2023年フリースタイルスキー&スノーボード世界選手権（英語版）の女子パラレル大回転で、三木つばきが決勝戦を制し、初優勝（日本勢としても競技史上初の優勝）[196]。
  - 第1回愛玩動物看護師国家試験を実施[197]。同年3月17日に合格発表され、同年4月に愛玩動物看護師が誕生[198]。
- 2月21日
  - 恩賜上野動物園のジャイアントパンダ「シャンシャン（香香）」が、中国へ返還されるため、12時45分成田国際空港発の航空機で成都双流国際空港へ出発[199]。
  - 最高裁判所第3小法廷、給料の前払いをうたい文句に事実上、現金を貸し付ける給料ファクタリングが、貸金業法が適用される「貸し付け」にあたるとの初判断を示し、無登録で貸金業を営んだとして同法違反などの罪に問われた被告の上告を棄却[200]。
  - アルバニア共和国首相のエディ・ラマが訪日（-25日）[201]。22日、日本・アルバニア首脳会談[202]。
- 2月22日
  - 和歌山県白浜町のアドベンチャーワールドで飼育されているジャイアントパンダのうち、雄で30歳の「永明」と、双子のメスの子ども「桜浜」と「桃浜」の3頭を中国・四川省へ返還[203]。
  - 参議院本会議、ガーシー参議院議員（NHK党）に懲罰の「公開議場における陳謝[204]」を科す採決を賛成多数で可決[205]。
- 2月23日 - 4年2ヶ月ぶりかつ令和初の天皇誕生日一般参賀を事前申込・抽選制で実施。成年皇族として愛子内親王が初参加。2020年から2022年までの3年間はコロナ禍で中止となったため、今上天皇(徳仁)即位後では初[注 6][206]。定員4500人余りの枠に対して倍率約12.6倍の6万1031人が応募[207]。
- 2月25日
  - 福井鉄道、JR西日本北陸新幹線金沢駅-敦賀駅延伸開業と同時に予定される越前たけふ駅設置に伴い、福武線の越前武生駅の名称を「たけふ新駅」に変更[b 9]。
  - 福岡県警察、2月17日に福岡市西区今宿の海岸で、男性が首にロープを巻き付けられたまま死亡しているのが見つかった事件で、大阪市平野区の男子高校生を殺人の疑いで逮捕[208]。
  - 熊本県熊本市と天草市を結ぶ熊本天草幹線道路の一部で、天草諸島上島と下島を結ぶ全長1148mの天草未来大橋を含む自動車専用道、本渡道路1.3kmが開通[209]。
  - 内閣総理大臣の岸田文雄が議長を務めるG7首脳テレビ会議を開催[210]。
- 2月26日 - 東京都文京区の日本サッカー協会ビル内にあった日本サッカーミュージアムが、日本サッカー協会オフィスの移転に伴いこの日をもって休館[b 10]。
- 2月27日
  - 坂井英隆佐賀市長、同市役所で井野俊郎防衛副大臣と会談し、陸上自衛隊の輸送機オスプレイの佐賀空港への受け入れを表明[211]。
  - 千葉県警察船橋警察署、2022年11月18日18時半頃、船橋市立船橋高等学校の体育館で、同校教諭でバレーボール部顧問の男が、部員の男子生徒が練習中にミスをしたことに怒り、服を上半身脱がせた状態で頭髪をわしづかみにして引きずったほか、至近距離からバレーボールを顔面に数回投げつけるなどの暴行を加えた疑いで逮捕[212]。
  - 大阪地裁、2018年2月1日に発生した聴覚障害のある女子小学生が暴走した重機にはねられ死亡した事故について、重機を操縦していた当時の土木作業員らに対し、遺失利益を約85%とし損害賠償3700万円余の支払いを求める判決[213]。
- 2月28日
  - 宇宙航空研究開発機構、前年4月に始めた宇宙飛行士選抜試験に、世界銀行上級防災専門官の諏訪理と、日本赤十字社医療センターの外科医米田あゆの2名が合格したと正式に発表。正式に就任すれば、諏訪は日本史上最年長、米田は若田光一、山崎直子と並び史上最年少の宇宙飛行士となる[214]。
  - 東京地検特捜部、東京五輪・パラリンピックを巡る談合事件につき、広告会社電通、博報堂、東急エージェンシー、イベント会社セレスポ、セイムトゥー、番組制作会社フジクリエイティブコーポレーションの6社と各社幹部計7名を、独占禁止法違反（不当な取引制限）罪で起訴。起訴に先立ち、公正取引委員会は談合の規模を約437億円と認定し検事総長に告発。独占禁止法違反で広告業界が刑事処分を受けるのは初[215]。
  - 千葉県船橋市にある大型商業施設の津田沼PARCOが閉店[216][217]。
  - マイナポイント第2弾（ポイント特典付与）のマイナンバーカード（個人番号カード）申請期限が終了[注 7]。ポイントの申込期限は5月末まで[218][219]。翌3月1日時点で、申請件数が9,400万件を超え、人口に対する割合は約74.8%となった[220]。

### 3月
- 3月1日
  - 国際連合大学学長にチリツィ・マルワラが就任[221]。
  - 林芳正外務大臣がこの日からインドで開催されるG20外相会合を欠席[222]。代理として山田賢司外務副大臣が出席[b 11]。
  - 埼玉県戸田市の市立美笹中学校に無断で侵入し、室内にいた男性教員と廊下でもみ合いになり、ナイフで切りつけた高校生の少年を殺人未遂容疑で逮捕。容疑者は前月さいたま市内で5件発生した猫の死骸放置事件への関与も供述[223]。
  - 西陣が廃業することを発表[224]。
  - ドイツのクルーズ客船「アマデア（旧：飛鳥）」が清水港に入港。外国の船会社による日本への運航として、3年ぶりの再開[225]。
- 3月2日 - 最高裁判所第3小法廷、長崎県の諫早湾干拓事業について、潮受け堤防排水門の開門を命じた確定判決を無効にするよう国が求めた訴訟の上告審で、開門を求めた漁業者側の上告を棄却、開門命令を無効と認めた差し戻し後の福岡高等裁判所判決が確定し、司法判断が統一され決着[226]。
- 3月3日
  - 林芳正外務大臣がインドを訪問、日米豪印外相会合に出席[227]。
  - 原子力規制委員会、同日の会合で、北陸電力志賀原子力発電所2号機につき、敷地内の10本の断層はいずれも原子力発電所の稼働を禁ずる活断層ではないと結論づける[228]。
  - 大阪府警察、2022年10月15日に死亡した当時立命館大学の女子大学生にタリウムを摂取させ殺害した殺人容疑で、不動産会社経営者の男を逮捕[229]。
  - 警視庁捜査2課、楽天モバイルの携帯電話基地局建設を巡る設備運搬の業務委託に絡み、2021年7月に水増し請求で同社から約25億円を詐取していた詐欺の疑いで、同社元物流管理部長、委託先の物流会社元常務、下請け先の運送会社社長の3容疑者を逮捕[230]。
  - 鳥取県がこの日限定で、「兎取（とっとり）県」に改名。鳥取県は、古事記の神話「因幡の白兎」の舞台として知られ、卯（癸卯）の年を記念して、行った[231]。
- 3月4日 - ジョージア・バクリアニ（英語版）で開催された2023年フリースタイルスキー&スノーボード世界選手権（英語版）の男子ビッグエアで長谷川帝勝が金メダルを獲得[232]。
- 3月5日 -  クラウス・ヨハニスルーマニア大統領が訪日（-9日）[233]。7日、日本・ルーマニア首脳会談[234]。
- 3月6日
  - 不安定化を受けて昨年10月から一時閉館されていたハイチのポルトープランスにある在ハイチ日本国大使館が、十分な安全対策を講じた上で再開[235][236]。
  - 大韓民国政府が、元徴用工訴訟問題（旧朝鮮半島出身労働者問題）訴訟で判決が確定した日本企業2社への賠償の支払いを韓国政府傘下の財団が肩代わりする解決策を発表[237][238]。
  - 立憲民主党と社会民主党、国会に同性結婚を可能とする民法改正案を提出[239]。
- 3月7日
  - 東京地検特捜部、管理などを任されていた会社の預金口座から3回にわたりTRIBAY CAPITALの債務弁済に充てる目的で計4億2千万円を振り込ませたとして、同ファンド代表を業務上横領容疑で逮捕[240]。
  - 宇宙航空研究開発機構、種子島宇宙センターから先進光学衛星だいち3号を搭載した新型液体燃料ロケットH3ロケット試験機1号機を打ち上げたものの、第2段ロケットの着火を確認出来ず、正常な飛行は不可能と判断し、破壊を指令する信号を送る「指令破壊」の措置をとったことにより打ち上げ失敗[241]。
- 3月8日
  - 警視庁生活環境課、2009年に東京工業大学の研究所から卵が流出した遺伝子組換えにより体が赤色に発光するメダカを、国の承認を受けずに育成、販売や河川へ放流するなどのカルタヘナ法違反容疑でメダカの愛好家や販売業者ら5人を逮捕、4人を書類送検。同法違反容疑の逮捕は全国初[242]。
  - ガーシー参議院議員（NHK党）に対し「議場での陳謝」の懲罰に応じさせるために開かれた参院本会議をガーシー本人が欠席、参議院本会議で尾辻秀久参議院議長が懲罰委員会に再び処分の審査を付託[243]。
  - 立花孝志NHK党党首、前述のガーシー議員の欠席を受け、同日付で党首を辞任、後任の党首に大津綾香が就任するとともに、党名を『政治家女子48党』に変更することを発表[244]。翌9日、党名変更及び党首異動を総務省に届け出[245]。
  - 愛知県警察、未成年1人を含む3人を、2月3日夜にくら寿司名古屋栄店でテーブルに設置されたしょうゆ差しの注ぎ口を口に含むなどした様子を撮影、その動画をSNS上に投稿し店側に臨時清掃を余儀なくさせるなどして営業を妨害した威力業務妨害の疑いで逮捕。各地で相次いでいた外食店における同様の行為に対する初の逮捕例[246]。
  - 厚生労働省、新型コロナウイルス感染症の飲み薬について、塩野義製薬の「ゾコーバ」とファイザーの「パキロビッドパック」を保険適用とすることを決定、厚生労働大臣の諮問機関・中央社会保険医療協議会が了承。いずれも服薬期間は5日間で、患者1人あたりの薬剤費は、ゾコーバが約5万2000円、パキロビッドパックが約9万9000円だが、政府は、新型コロナの感染症法上の位置づけを五類感染症に移行した後も、当分の間患者負担を無料のままとする方針[247]。
  - 皇居における信任状捧呈式に臨む新任大使を乗せた馬車での送迎が3年ぶりに再開。この日は、フィジー[248] とパキスタン[249] の大使の信任状捧呈式が行われ、それぞれ馬車を選択[250]。
  - 大阪府警察捜査第1課、1月に長野県警察に器物損壊容疑で、2月16日には山梨県警察に、2022年1月と3月の2回、長崎幸太郎山梨県知事や同県幹部職員らに、危害を加える内容の脅迫文と刃物を郵送したとして逮捕されたものの、いずれも処分保留で釈放されていた元長野県小布施町役場係長の男を、2022年4-5月に吉村洋文大阪府知事に脅迫文とカッターナイフの刃1枚を郵送していた脅迫容疑で逮捕[251]。
  - （現地時間）世界保健機関、職員に対して人種差別的で威圧的な言動をしたと告発されていた葛西健西太平洋地域事務局長を解任したと発表[252]。
- 3月9日
  - セブン&アイ・ホールディングス、傘下のイトーヨーカ堂の不採算店舗を整理し、前月末時点の126店舗のうち14店舗を閉鎖、2026年2月末迄に93店舗まで削減し、衣料品事業から完全撤退する案を発表[253]。
  - 政府、ウクライナへ地雷除去探知機数十台に加え、がれきを除去する資機材や農業用トラクター等の機材提供など9項目、1国への支援としては過去最大となる総額約224億円の無償資金協力を決定、国際協力機構とウクライナ副首相がオンライン署名式を挙行[254]。
  - 佐賀県警察、同日佐賀県鳥栖市の住宅で住人の夫婦が刺殺された事件で、大学生の息子を殺人容疑で逮捕[255]。
  - 消費者庁、食品表示法に基づく食品表示基準を改正、食物アレルギー表示の義務表示の対象となる特定原材料に「くるみ」を追加。特定原材料は8品目になる。経過措置期間（猶予期間）は2025年3月31日まで。また、特定遺伝子組換え農産物としての義務表示の対象に、「エイコサペンタエン酸（EPA）及びドコサヘキサエン酸（DHA）を産生する遺伝子組換えなたね」を追加[256]。
- 3月10日
  - 福岡県警察、福岡県条例が週1回以上必要と定めた浴場の湯の取り換えを年2回しか行わず、2022年11月に基準値の約3,700倍のレジオネラ属菌が検出された上、県に湯の交換頻度や塩素注入は適正と虚偽報告していた公衆浴場法違反容疑で、県が刑事告発していた筑紫野市の老舗旅館を家宅捜索[257]。
  - 参議院本会議、前日に衆議院本会議で了承された、政府提出の日本銀行総裁、副総裁の人事案を与党などの賛成多数で可決[258]。
  - 参議院、大分県知事選挙出馬のため前日辞職願を提出した安達澄（大分県選挙区）の辞職を許可。安達の後任議員については第20回統一地方選挙後半日程と同日の4月23日に補欠選挙挙行[259]。
- 3月11日 -  （現地時間）国際宇宙ステーション（ISS）での長期滞在を終了した若田光一宇宙飛行士が搭乗するクルードラゴン（Crew-5）宇宙船がアメリカ合衆国フロリダ州タンパ沖のメキシコ湾に帰還。若田宇宙飛行士は通算宇宙滞在時間504日18時間35分、通算ISS滞在時間482日15時間57分で、いずれも日本人宇宙飛行士で1位[b 12]。
- 3月12日
  - 大阪市鶴見区の「三井アウトレットパーク 大阪鶴見」が閉館。来月開業予定の「ららぽーと門真・三井アウトレットパーク 大阪門真」に拡張移転する[260]。
  - ジョアン・ロウレンソアンゴラ共和国大統領が訪日（-15日）[261]。翌13日、日本・アンゴラ首脳会談[262]。
- 3月13日 - 新型コロナウイルス感染症（COVID-19）対策としてのマスクの着用について、屋内・屋外を問わず個人の判断に委ねられる[263]。なお、医療機関を受診する時、高齢者など重症化リスクの高い方が多く入院・生活する医療機関や高齢者施設などへ訪問する時、通勤ラッシュ時等混雑した電車やバスに乗車する時は、マスクの着用が効果的であるとして、着用を引き続き推奨している[264][265]。
- 3月14日
  - 北海道北広島市にドーム球場「エスコンフィールドHOKKAIDO」が開業。プロ野球チームで、日本野球機構（NPB）のパシフィックリーグに属する北海道日本ハムファイターズの新たな拠点となる。
  - 大阪城公園にてLift aircraft社のHEXAを使った空飛ぶクルマの有人飛行実験が行われる[266]。
- 3月15日
  - 令和4年台風14号の影響で、2022年9月17日から不通となっていたJR九州日南線南郷駅-志布志駅間のうち、残る不通区間だった福島今町駅-志布志駅間の運転が再開し、全線復旧[267]。
  - 参議院本会議、「議員ガーシー君懲罰事犯の件」を賛成235票・反対1票で可決。同議員は除名となり議員の身分を失う[268]。国会議員の除名は72年ぶりで現憲法下で3例目、（長期の）欠席に基づく除名は初[269]。23日、齊藤健一郎の繰り上げ当選が決定[注 8][270]。
  - 目黒区三田の目黒川沿いの目黒清掃工場建替工事が竣工[271]。
- 3月16日
  - 尹錫悦大韓民国大統領が訪日（-17日）[272]。同日、日韓首脳会談。概要は、日韓友好協力関係の発展、日韓シャトル外交の再開の一致、日韓・韓日未来パートナーシップ基金の創立等[273]。両首脳は、首脳会談後に煉瓦亭などで会食[274]。
  - 日本政府、フッ化水素・フッ化ポリイミド・レジストの韓国への輸出管理の運用の見直しを行うと発表[275]。
  - 陸上自衛隊、南西地域における陸自の空白地帯を埋め、抑止力を高め、各種自体発生時には迅速的な初動対応を可能とするため、八重山警備隊を新編し、石垣駐屯地を開設[276]。地元住民の一部が開設の強行やミサイル部隊の配備を受けて抗議[277]。
  - 警視庁、前日参議院を除名処分となったガーシー元参議院議員が、インターネットの動画投稿サイトで複数の著名人を脅迫したなどとして、暴力行為等処罰法違反（常習的脅迫）などの容疑で逮捕状を取得[278] 。
  - 大成建設、札幌市中央区の旧北海道放送本社跡地で同社が2024年2月竣工予定で施工している高さ約116メートルの超高層ビル「（仮称）札幌北1西5計画」の現場で、鉄骨建て方とスラブ厚の精度不良があり、鉄骨精度の計測値を偽って工事監理者に報告していたことを発表。既に15階まで立ち上がった地上部分全体と地下の一部を撤去した上で再構築するため、竣工時期は約2年遅れの2026年6月末頃になる見込み[279]。
  - 日本共産党中央委員会、鈴木元が同年1月に出版した『志位和夫委員長への手紙』の中で志位和夫同党委員長の辞任や党首公選制の導入を主張したことを、鈴木が所属する同党京都府委員会が分派活動と認定、前日付で鈴木を除名処分としたことを承認。同様の理由による除名処分は前月の松竹伸幸に続き2人目[280]。
- 3月17日
  - 公正取引委員会、コーヒーや輸入食材などの販売会社カルディコーヒーファームの運営会社キャメル珈琲が、下請け事業者に納入品を不当に返品するなどした下請法違反で再発防止を勧告、同社はプライベートブランド商品の製造を委託した67社に対し、違反認定された総額約1366万円を返金[281]。
  - 2017年12月に近畿大学テニスサークルの飲み会で多量のビールやウォッカを一気飲みし急性アルコール中毒で死亡した学生の両親が、大阪地方裁判所に大学と飲み会に参加していた元学生18人を相手取り計約1億500万円の損害賠償を求め訴えていた裁判で、近大側が弔意を示し、大学周辺の飲食店に飲酒事故防止への協力を呼びかけるなどの再発防止策の徹底を約束し、両親との和解成立。元学生らとは和解せず、3月31日判決[282]。
  - 車いすテニス選手の国枝慎吾に国民栄誉賞を授与。個人としては27人目[283]。
- 3月18日
  - JRグループダイヤ改正ならびに各種変更。
    - JR北海道日高本線浜田浦駅廃止。
    - JR東日本
      - 鉄道駅バリアフリー料金の収受開始に伴い、東京の電車特定区間内で普通運賃・通勤定期運賃を値上げ[284]。
      - 東京近郊エリアで、平日朝のピーク時間帯以外で利用できる、通常より割安な定期券「オフピーク定期券」を導入、これに伴い通常の通勤定期運賃を値上げ[284]。
      - 京葉線幕張豊砂駅、田沢湖線前潟駅開業。
      - 山田線平津戸駅廃止。
      - 上越新幹線大宮駅-新潟駅間の最高速度が従来の240km/hから275km/hに向上、同区間の所要時間が最速1時間29分となり最大7分短縮。

    - JR西日本
      - 大阪駅うめきたエリア（地下ホーム）供用開始。従来大阪駅に停車しなかった特急はるか・くろしおが地下ホームに停車するほか、おおさか東線が同駅まで乗り入れ開始。
      - 先述の上越新幹線の最高速度向上により、北陸新幹線金沢駅-東京駅相互間の所要時間が最速2時間25分となり最大2分短縮。
      - 奈良線JR藤森駅-宇治駅・新田駅-城陽駅・山城多賀駅-玉水駅間合計14.0km複線化により、京都駅-城陽駅間全区間複線化。

  - 相鉄・東急直通線（神奈川東部方面線）の羽沢横浜国大駅 - 日吉駅間が開業、併せて両社ともダイヤ改正し、東急東横線・目黒線と相鉄本線・いずみ野線間で相互直通運転開始[285]。
  - 相鉄、東急に加え、東京メトロ、東武鉄道、西武鉄道などダイヤ改正。前述私鉄5社と、小田急電鉄、横浜高速鉄道が鉄道駅バリアフリー料金の収受開始。
  - オラフ・ショルツ首相のドイツ連邦共和国をはじめとする閣僚団が訪日（-3月19日）。日独首脳会談、外相会談など開催[286]。
  - 第95回記念選抜高等学校野球大会が阪神甲子園球場で開幕。
- 3月19日
  - 建物老朽化により2019年6月に閉鎖され建て替えられていた沖縄県那覇市中心部の第一牧志公設市場が新市場の営業を開始[287]。
  - 内閣総理大臣の岸田文雄がインドを訪問（-3月22日）、滞在中首相のナレンドラ・モディと会談[b 13]。
  - 将棋の第48期棋王戦5番勝負第4戦で、挑戦者の藤井聡太竜王が勝利し、渡辺明棋王からタイトルを奪取、1994年12月の羽生善治以来史上2人目の六冠保持者となる。羽生の当時24歳2か月を大幅に下回る20歳8ヶ月での達成[288]。
  - 雨宮正佳、若田部昌澄両日本銀行副総裁の任期満了[258]。
- 3月20日
  - 氷見野良三前金融庁長官と、内田真一日銀理事が日本銀行副総裁就任。任期は5年[258]。
  - 日本銀行、この日から少なくとも4月末まで、日銀とアメリカFRB、欧州中央銀行、イングランド銀行、スイス国立銀行、カナダ銀行の中央銀行6行が協調して金融市場へのドル供給を強化、FRBがほかの中銀に対してドルを融通するスワップ（通貨交換）を強化し、各中央銀行がドルを1週間の期間で市場に供給する公開市場操作の回数を週次から日次に増やす[289]。
- 3月21日
  - （現地時間）内閣総理大臣の岸田文雄、インドからチャーター機でポーランド・ジェシュフ＝ヤションカ空港へ移動し、同地から列車にてウクライナを訪問、ロシアにより多数の民間人虐殺が行われたブチャを訪問後、首都キーウでウクライナ大統領のウォロディミル・ゼレンスキーと首脳会談[290]。岸田は、ゼレンスキーに厳島の必勝しゃもじと宮島焼（宮島御砂焼き）の折鶴ランプを贈呈[291]。
  - （現地時間）2023 ワールド・ベースボール・クラシック決勝戦（アメリカ合衆国フロリダ州マイアミ・ローンデポ・パーク）で、日本がアメリカを3-2で破り、3大会ぶり3度目の優勝[292]。
  - 駐日中華人民共和国大使館の大使に呉江浩が着任[293]。5月31日、信任[294]。
- 3月22日
  - JR西日本、『おサイフケータイ』対応のAndroidスマートフォンにおいて、同社が発行するIC乗車カードICOCAの機能を搭載したアプリケーションソフトウェア（モバイルアプリケーション）モバイルICOCAのサービス開始[b 14]。
  - （現地時間）内閣総理大臣の岸田文雄、ポーランド・ワルシャワで、同国首相のタデウシュ・マゾヴィエツキ、大統領のアンジェイ・ドゥダと相次いで会談[295]。
  - 学校法人恵泉女学園、東京都多摩市で運営する1988年開学の恵泉女学園大学の閉学を前提とし、大学および大学院の学生募集を2024年度から停止することを発表[296]。
- 3月23日
  - 2016年熊本地震で被災しターミナルビルが損壊した熊本空港の新ターミナルビルが開業。以前は分かれていた国内線と国際線のターミナル機能を一体化、保安検査後の搭乗待合エリアを、国内線と国際線の利用客が共用できる「滞在型ゲートラウンジ」として整備[297]。
  - 外務省、警察庁の要請に基づき、アラブ首長国連邦に滞在中とされるガーシー元参議院議員（東谷義和）に対し、同年4月13日を期限とする旅券返納命令。同日までに返納に応じない場合パスポートは無効となる[298]。
  - 大学改革支援・学位授与機構、2022年度の認証評価で、司法試験合格率が平均の半分以下に低迷した上智大学法科大学院を、継続的な改善の取り組みが認められない「不適合」とする結果を公表[299]。
  - 最高裁判所第1小法廷、成田国際空港を運営するNAAが、空港用地内に三里塚芝山連合空港反対同盟ら反対派が設置したやぐらと看板の撤去や土地の明け渡しを求めた訴訟で、反対派の上告を退け、NAAの要求を認めた1、2審判決が確定[300]。
  - さいたま市のさいたまスーパーアリーナで開催されている2023年世界フィギュアスケート選手権のペアスケーティングフリースケーティングが行われ、三浦璃来・木原龍一ペアが日本勢で初の優勝[301]。
- 3月24日
  - 篠栗男児餓死事件の主犯格の女に対し、福岡高等裁判所が3月9日に下した懲役15年の判決に対し被告側が23日までに上告せず判決が確定[302]。
  - さいたま市のさいたまスーパーアリーナで開催されている2023年世界フィギュアスケート選手権の女子シングルスケーティングフリースケーティングが行われ、坂本花織が優勝し日本勢初の2連覇を達成[303][注 9]。
- 3月25日
  - 東九州自動車道清武南IC―日南北郷IC間17.8kmが開通、起点となる北九州JCT（福岡県北九州市）から先行開通していた日南北郷ICー日南東郷ICまで直結[304]。
  - 自衛隊東京大規模接種会場及び自衛隊大阪大規模接種会場におけるCOVID-19ワクチン接種がこの日をもって終了[305]。
  - さいたまスーパーアリーナで開催された2023年世界フィギュアスケート選手権の男子シングルで、宇野昌磨が同大会における日本男子選手初となる2連覇を達成[306]。
  - （現地時間）アラブ首長国連邦のメイダン競馬場で開催された競馬の第27回ドバイワールドカップで、ウシュバテソーロ（騎手-川田将雅）が日本調教馬として12年ぶりの優勝[307]。
- 3月27日
  - 福岡市地下鉄七隈線天神南駅-博多駅間延伸、途中に櫛田神社前駅開業。併せて天神南駅と福岡市地下鉄空港線天神駅相互間で適用していた乗継特例措置を廃止、両路線の乗継駅を博多駅に変更。2016年11月に発生した博多駅前道路陥没事故のため、当初計画より約2年遅れの開通となる[308]。
  - 西日本鉄道が鉄道駅バリアフリー料金の収受開始に伴う料金改定[309]。
  - 文化庁が移転先の京都府京都市での業務を開始[310]。
  - 中華人民共和国外交部報道官、北京市で同月初頭アステラス製薬の日本人男性幹部を同国反スパイ法容疑で拘束したことを公表[311]。
  - ソニーとパナソニックの有機ELパネルの開発部門を統合して設立し、政府系投資ファンドINCJ（旧産業革新機構）が巨額支援していた『国策有機EL会社』ことJOLEDが東京地方裁判所に民事再生手続を申し立て経営破綻。負債総額約337億円。製造事業から撤退し、石川県能美市と千葉県茂原市の生産拠点を閉鎖、ディスプレーの技術開発事業はジャパンディスプレイが継承[312]。
  - 改正旅券法施行。パスポート（旅券）の更新手続きのオンライン申請が開始。マイナポータルとマイナンバーカード（個人番号カード）を利用する必要がある。パスポートの残存有効期間が1年未満となった人と、査証欄の余白が見開き3ページ以下になった人が対象。また、パスポートの申請手続に必要となる戸籍については、戸籍抄本が除外され、戸籍謄本の提出のみ受け付ける[313]。
- 3月28日
  - 参議院本会議で、一般会計総額114兆3812億円の令和5年度予算案が与党などの賛成多数で可決、成立。当初予算として110兆円を超えるのは初となり、防衛費は米軍再編経費などを含め6兆8219億円、医療や介護などの社会保障費も36兆8889億円でいずれも過去最大[314]。
  - 政府、2022年度予算に計上した新型コロナウイルス・物価高対策の予備費から2兆2226億円を支出すると閣議決定。国が地方に配る「地方創生臨時交付金」に1兆2000億円を充てるほか、病床を確保する医療機関への交付金向けに7365億円を支出、自治体を通じLPガス利用者などの負担軽減や低所得世帯へ一律3万円、低所得世帯の子ども1人につき5万円の給付を実施する原資などとする。加えて一般予備費からロシアの侵攻を受けるウクライナの復旧・復興支援や物資提供の経費などとして655億円の支出も決定[315]。
  - 文部科学省、大阪府藤井寺市の教科書汚職事件に関与した大日本図書に対し、新たな中学校教科書の発行を認めないとした罰則を適用することを通知。罰則の初適用事例[316]。
  - 午前11時頃、京都府亀岡市の保津峡（桂川）の「大高瀬」と呼ばれる急流の難所付近で、保津川下りの遊覧船が岩に衝突して転覆、子ども3人を含む乗客25人と船頭4人が川に転落、船頭1人死亡、行方不明となった別の船頭1人も30日に遺体で発見。国の運輸安全委員会が船舶事故調査官2人を派遣[317]。
  - 警察庁、サイバー攻撃事案について、家庭用ルーターが外部から操作され、永続的に不正利用可能な状態にされる事例が捜査過程で確認されたため注意喚起[b 15]。
- 3月29日
  - 国、山梨県、静岡県、神奈川県などで作る富士山火山防災対策協議会、富士山の噴火に備えて2014年に策定した避難計画を全面的に改定、火口から溶岩が流れ出る溶岩流が発生した場合、車の渋滞を防いで支援が必要な人を車で優先的に避難させるため、その他の住民が原則徒歩で避難することなどを明記した「富士山火山避難基本計画」を了承[318]。
  - 統一地方選挙前半戦の1つとして同日告示された41の道府県議会議員選挙で、合計945の選挙区のうち全体の39％にあたる371の選挙区で定員を超える立候補者がなく、計612人が無投票で当選。2019年の前回統一地方選より111人増え、総務省に記録が残っている1951年以降最多となり、定員全体に占める割合も前回より5ポイント高い27％と最高[319]。
  - 公正取引委員会、福岡県北九州市に本社を置くホームセンターナフコが、プライベートブランド商品に係る受入検査を行っていないにもかかわらず、当該商品に瑕疵があることを理由として、下請事業者181名に総額4042万6744円分の商品を引き取らせ、送料を負担させていた下請法違反で勧告[b 16]。
  - 青森公立大学、香取薫学長による教員に対する7件のパワーハラスメントを認定。同学長は「健康上の理由」により同月末をもって辞任[320]。
  - 海洋気象観測船「凌風丸」進水。凌風丸の後継に当たる。来年3月に竣工予定[321]。
- 3月30日
  - みずほフィナンシャルグループとLINE、2018年11月に設立を発表し、当初共同で2020年度の開業を目指すも2022年度をめどに2年延期していた新銀行「LINEバンク」の設立中止決定を発表[322]。
  - 防衛省内の自衛官最高位である統合幕僚監部第7代統合幕僚長に吉田圭秀第38代陸上幕僚長が就任[b 17]。また、第39代陸上幕僚長に森下泰臣、第35代海上幕僚長に酒井良、第37代航空幕僚長に内倉浩昭が着任。
  - 参議院本会議、4月23日に挙行される参議院議員大分県選挙区補欠選挙立候補のため3月28日に辞表を提出した吉田忠智（立憲民主党）の辞職を了承。吉田は前回当選時には社会民主党から立候補し比例区名簿1位で当選しているため補充議員は立憲民主党ではなく社民党からとなり、同党名簿順位2位と3位の候補者が削除されているため、同4位の大椿裕子現同党副党首が繰り上げ当選となる[323]。4月6日、大椿の繰り上げ当選が決定[324]。
  - 公正取引委員会、事業者向け電力販売などで顧客獲得を制限するカルテルを結んだ独占禁止法違反（不当な取引制限）で、中国電力に約707億円、中部電力と子会社中部電力ミライズに計約275億5千万円、九州電力に計27億6千万円の課徴金命令。一方電力3社とそれぞれカルテルを結んでいたと認定された関西電力は、調査開始前の自主的な違反申告が認められ課徴金減免制度に基づき処分を免除[325]。
  - 求人情報メディア・人材紹介サービス等の運営企業エン・ジャパン、同社の転職情報サイト『エン転職』のWebサーバに不正アクセスを受け 、2000年以降に同サイトに登録した人のうち、Web上に登録した履歴書25万5765人分が漏洩した可能性があることを発表[326]。
- 3月31日
  - 西日本新聞社発行のスポーツ紙「西日本スポーツ」（1955年創刊）が同日朝の発行分をもって紙面発行休止、Web媒体中心への報道に移行[327]。
  - 泉健太立憲民主党代表、衆議院憲法審査会について「毎週開催はサルのやることだ」と発言した小西洋之参院議員に対し厳重注意の上、参議院憲法審査会筆頭幹事の職を更迭することを表明[328]。
  - 経済産業省、従来は対象に含めていなかった高性能な半導体製造装置23品目を輸出管理の対象に追加する方針を発表。中華人民共和国などに向けた輸出にあたり許可を取ることが必要となる[329]。
  - 動画配信サービス『GYAO!』『GYAO!ストア』が同日17時をもってサービス終了[330]。
  - ルイス・アビナデルドミニカ共和国大統領が訪日（-4月5日）[331]。
  - JR東海名古屋駅前の商業施設「名鉄レジャック」（1972年開業）が建物の老朽化と賃貸借契約満了のため閉鎖。建物は解体されるが時期は未定[332]。
  - ソフトバンクが自動販売機やコインパーキング等で利用されていた法人向けテレメトリングを含む非音声PHSサービスを終了し停波、日本国内のPHSサービスが終了。ただし病院の内線用など独自回線については4月以降も利用可能[333]。
  - JR北海道留萌本線石狩沼田駅-留萌駅間がこの日限りで廃止。
  - 浪江町にある特定復興再生拠点区域の避難指示がこの日午前10時をもって解除[334]。
  - 箱根★サン＝テグジュペリ 星の王子さまミュージアム閉館[335]。
  - リオデジャネイロオリンピックのレスリング競技で金メダルを獲得した土性沙羅が現役引退[336]。
  - 長期連載漫画「ジャンケンポン」が、16,362話で完結[b 18]。1969年9月からの連載期間は、53年7か月という記録的長期にわたった。

### 4月
- 4月1日
  - こども基本法施行[337]。
  - こども家庭庁発足[338]。初代長官に同庁設立準備室室長の渡辺由美子が就任[339]。
  - 宮内庁に広報室を新設[340]。
  - 改正道路交通法施行。この日以降公道における自転車乗車時のヘルメット着用が努力義務化[341]。
  - 文部科学省が同年3月17日に各教育委員会に通達した新指針により、この日から始まる新学期以降、小中高校の児童生徒や教職員に新型コロナウイルス感染症予防策として求められていたマスクの着用が原則不要となる。ただし基礎疾患があるなど引き続き着用が必要な児童生徒や、それ以外でも登下校時に混み合う電車やバスに乗る際、病院・高齢者施設を訪問する校外学習などでは引き続き着用を推奨する[342]。
  - 幼稚園、幼稚園型認定こども園、特別支援学校、幼保連携型認定こども園、保育所、保育所型認定こども園の送迎バスに、置き去り防止を支援する安全装置の設置義務化。違反者には業務停止命令（1年の猶予期間付き）[b 19]。
  - 中小企業の月60時間超の時間外労働に対する割増賃金率が25%から50%に増加[343]。
  - 不当勧誘防止法改正。不当な寄付勧誘をした法人や団体に対する勧告や命令などの行政措置や罰則規定の他、生活に不可欠な資産の処分や借金による資金調達を要求することを禁止する規定を施行[344]。
  - 改正道路交通法施行、自動運転車レベル4「特定条件下における完全自動運転」の公道での運用が解禁[345]。
  - 自動車損害賠償責任保険に被害者支援及び事故防止のために使われる「被害者保護増進等事業に充当するための賦課金」を新たに設置する一方、準保険料率を2年ぶりに値下げし、総額では基本的に値下げとなる[346]。
  - 改正育児介護休業法施行。従業員数1000人以上の企業に対し男性社員の育児休業取得率公表を義務化[347]。
  - 出産時に支払われる出産育児一時金について、従来の原則42万円から50万円に引き上げ[347]。
  - 公的年金の支給額を67歳以下で前年度比2.2%、既に受給している68歳以上で同1.9%それぞれ増額[347]。
  - 預金口座を介さずに、給与をスマートフォンの決済アプリなどで受け取れる「デジタル給与払い」が解禁 [347]。
  - 日本電産が社名を「ニデック」に変更[348]。
  - ゼンショーの子会社ゼンショーファストホールディングスが、ロッテリアの親会社であるロッテホールディングスからロッテリア全株式の譲渡を受け完全子会社化、「ロッテリア」ブランドは当面維持[349]。
  - JRグループにおける営業制度等の変更
    - 通年同額だったグリーン席・寝台利用時の特急料金が、普通車指定席利用時と同様シーズン別料金へ移行[284]。
    - 2022年8月に記録的大雨で被災し不通となったJR東日本磐越西線のうち、残る不通区間だった喜多方駅-山都駅間の運転を再開。福島県内の鉄道路線から災害の影響による不通区間が解消されるのは2011年の東日本大震災前以来12年ぶり[350]。
    - JR東海・JR西日本・JR四国・JR九州各社において、シーズン別指定席特急料金の区分を見直し、「通常期」「最繁忙期」「繁忙期」「閑散期」の4つのシーズンを設定[284]。
    - JR西日本岡山駅-新下関駅間の山陽新幹線とJR西日本・四国在来線特急との乗継割引、ならびにサンライズ瀬戸とJR四国の特急の乗継割引廃止[284]。
    - JR西日本
      - 鉄道駅バリアフリー料金の収受開始に伴い、大阪の電車特定区間内の普通運賃・通勤定期運賃、および一部特定区間の運賃を値上げ[284]。
      - 山陽新幹線のぞみ・みずほ乗車時の特急料金と、関西周辺および七尾線の特急料金（B特急料金をA特急料金に統合）、山陰本線の特定区間および博多南線で一部の特急料金をそれぞれ値上げ[284]。
      - 山陽本線新南陽駅-下関駅の各駅と、山口線山口駅・湯田温泉駅で新たにICOCAが利用可能となる[284]。

    - JR九州、新幹線および在来線特急のグリーン料金値上げ[284]。

  - 京阪電気鉄道・阪急電鉄・阪神電気鉄道・大阪メトロ・神戸電鉄・山陽電気鉄道の関西私鉄各社が、鉄道駅バリアフリー料金の収受開始に伴い、普通および定期運賃改定[351]。
  - 林芳正外相、中華人民共和国を訪問（-2日）、秦剛国務委員兼外交部長と会談[352]。李強国務院総理と日本の閣僚として初の対談、王毅政治局員と会談の後夕食会。
  - 110番映像通報システム本実施[353]。
  - 日立物流が、社名を「ロジスティード」へと変更[354]。
  - 沖縄県差別のない社会づくり条例施行[355]。
  - 富岡町の特定復興再生拠点区域に設定されている夜の森地区及び大菅地区の一部の避難指示解除[356]。
  - 松本市野球場の命名権をセキスイハイム信越が獲得したことにより、愛称が「セキスイハイム松本スタジアム（ハイスタ）」になる[357]。
  - 第95回記念選抜高等学校野球大会の決勝が阪神甲子園球場で行われ、山梨学院（関東・山梨）が7-3で報徳学園（近畿・兵庫）を下して山梨県勢として春夏通じ初優勝。
- 4月3日
  - 7時10分頃、NTT東日本とNTT西日本において、光回線設備故障により、西日本は8時49分、東日本は10時8分に復旧するまで、フレッツ光・ひかり電話で通信障害が発生、ひかり電話で110番・119番にかかりづらくなったほか、フレッツ光の卸提供を受けるドコモ光（NTTドコモ）やソフトバンク光（ソフトバンク）にも影響が波及[358]。
  - 経済産業省、3月30日に公正取引委員会から排除措置命令及び課徴金納付命令を受けた電力各社に対し補助金交付等停止措置及び指名停止等措置。期間は関西電力と中国電力が12か月、中部電力と中部電力ミライズが9か月、九州電力が7か月、九電みらいエナジーが6か月[b 20]。
  - 大阪高等検察庁、2019年6月に発生した吹田警察署千里山交番警察官襲撃事件について、大阪高等裁判所が3月20日に被告の重い統合失調症による心神喪失を理由に1審判決の懲役12年を覆し下した無罪判決に対し上告を断念、被告の無罪が確定[359]。
  - 林芳正外相、ベルギーを訪問（-6日）、NATO外相会合に出席[360]。
  - 全日本空輸の国内線システムに14時10分頃システム障害発生、55便が欠航し約2万6千人に影響[361]。
- 4月4日
  - 政府、中国系動画配信アプリケーションソフトウェアTikTokにつき「政府機関が要機密情報を取り扱う場合には、利用することはできない」とする答弁書を閣議決定[362]。
  - 東京海洋大学・西オーストラリア大学などの国際研究チームが、2022年8月15日に太平洋の伊豆・小笠原海溝の水深8,336mの超深海帯で撮影したクサウオ科の魚が「最も深い場所で確認された魚」としてギネス世界記録認定[363]。
- 4月5日
  - 政府、国家安全保障会議9大臣会合を持ち回りで開催、前年改定した国家安全保障戦略に基づき、日本の安全保障環境の改善に向け、法の支配などの価値観を共有する「同志国」の軍などに資機材やインフラ整備を提供する無償資金協力の新制度「政府安全保障能力強化支援（OSA）」を創設したと発表 [364]。
  - 警視庁捜査2課、3月3日に楽天モバイルの携帯電話基地局整備をめぐる不正請求で逮捕した同社元物流管理部長ら3名が他に24億円程度を水増し請求した詐欺容疑で再逮捕。水増し総額100億円近くのうち約50億円を元部長や妻の口座に還流させたとみて調べる[365]。
- 4月6日
  - トヨタ自動車、始動装置（スタータ）不具合により最悪の場合火災に至る恐れがあるとの理由で、シエンタ、ポルテ、スペイド、カローラアクシオ、カローラフィールダーの5車種計234,787台をリコール[b 21]。
  - 公正取引委員会、納入業者に在庫の返品を不当に求めた独占禁止法違反（優越的地位の乱用）の疑いで2022年4月に立ち入り検査を受けたドラッグストアダイコクについて、同社が独占禁止法の「確約手続き」に基づき申請した違法な返品行為をやめた上で納入業者約80社に計約7億5000万円を返金することなどを盛り込んだ自主的改善計画を了承[366]。
  - 15時56分頃、坂本雄一第8師団長を含む陸上自衛隊隊員10名が搭乗するUH-60JA多用途ヘリコプター（陸上自衛隊第8師団第8飛行隊所属）が、沖縄県宮古島周辺空域を飛行中に、レーダーから航路が消失[367]。18時50分頃救命いかだが発見され[368]、同日夜、森下泰臣陸上幕僚長が航空事故と判断[369]。
  - アブドゥッラー2世ヨルダン国王訪日（-12日）[370]。
  - 韓国野党議員団（4人）が訪日。7日、福島県を視察。議員団はALPS処理水の海洋放出に反対している。8日、帰国[371]。
- 4月7日 - 韓国の野党議員団ら13人が、新潟県佐渡市の佐渡金山を視察。訪問団は日本政府に対し「佐渡金山の強制労働の歴史を省略している」として登録申請を撤回するよう求めた[372]。
- 4月8日
  - 黒田東彦日本銀行総裁の任期満了[258]。
  - 19時50分頃、名古屋市南区の名古屋鉄道名古屋本線本笠寺駅のプラットホーム待合室で、胸に刃物が刺さった状態で女性が倒れているのが見つかり、左胸など3箇所の深い刺し傷もあり約2時間半後に死亡確認。駅の同じホームで被害者女性発見直前に年齢不詳の男性がホームから列車に飛び込み列車と接触して死亡。愛知県警察が関連捜査[373]。
- 4月9日
  - 共立女子大学教授で元日本銀行審議委員の経済学者植田和男が日本銀行総裁就任。任期は5年。戦後初の学識者出身の日銀総裁となる[258]。
  - 第20回統一地方選挙前半日程[注 10][374]。
    - 北海道[注 11]、神奈川県[注 12]、福井県[注 13]、大阪府[注 14]、奈良県[注 15]、鳥取県[注 16]、島根県[注 17]、徳島県[注 18]、大分県[注 19] の9道府県知事選挙[375]。
    - 札幌市[注 20]、相模原市[注 21]、静岡市[注 22]、浜松市[注 23]、大阪市[注 24]、広島市[注 25] の6政令指定都市市長選挙[376]。
    - 岩手県、宮城県、福島県、茨城県、東京都、沖縄県を除く、41道府県議会議員選挙。
      - 2023年北海道議会議員選挙。
      - 2023年青森県議会議員選挙。
      - 2023年秋田県議会議員選挙。
      - 2023年山形県議会議員選挙。
      - 2023年群馬県議会議員選挙。
      - 2023年栃木県議会議員選挙。
      - 2023年埼玉県議会議員選挙。
      - 2023年神奈川県議会議員選挙。
      - 2023年千葉県議会議員選挙。
      - 2023年山梨県議会議員選挙。
      - 2023年新潟県議会議員選挙。
      - 2023年長野県議会議員選挙。
      - 2023年富山県議会議員選挙。
      - 2023年石川県議会議員選挙。
      - 2023年福井県議会議員選挙。
      - 2023年岐阜県議会議員選挙。
      - 2023年静岡県議会議員選挙。
      - 2023年愛知県議会議員選挙。
      - 2023年滋賀県議会議員選挙。
      - 2023年三重県議会議員選挙。
      - 2023年奈良県議会議員選挙。
      - 2023年和歌山県議会議員選挙。
      - 2023年京都府議会議員選挙。
      - 2023年大阪府議会議員選挙。
      - 2023年兵庫県議会議員選挙。
      - 2023年鳥取県議会議員選挙。
      - 2023年島根県議会議員選挙。
      - 2023年山口県議会議員選挙。
      - 2023年岡山県議会議員選挙。
      - 2023年広島県議会議員選挙。
      - 2023年徳島県議会議員選挙。
      - 2023年香川県議会議員選挙。
      - 2023年愛媛県議会議員選挙。
      - 2023年高知県議会議員選挙。
      - 2023年福岡県議会議員選挙。
      - 2023年大分県議会議員選挙。
      - 2023年佐賀県議会議員選挙。
      - 2023年長崎県議会議員選挙。
      - 2023年熊本県議会議員選挙。
      - 2023年宮崎県議会議員選挙。
      - 2023年鹿児島県議会議員選挙。

    - 仙台市、静岡市、北九州市以外の17政令指定都市議会議員選挙。
      - 2023年札幌市議会議員選挙。
      - 2023年さいたま市議会議員選挙。
      - 2023年千葉市議会議員選挙。
      - 2023年横浜市議会議員選挙。
      - 2023年川崎市議会議員選挙。
      - 2023年相模原市議会議員選挙。
      - 2023年新潟市議会議員選挙。
      - 2023年浜松市議会議員選挙。
      - 2023年名古屋市議会議員選挙。
      - 2023年京都市議会議員選挙。
      - 2023年大阪市議会議員選挙。
      - 2023年堺市議会議員選挙。
      - 2023年神戸市議会議員選挙。
      - 2023年広島市議会議員選挙。
      - 2023年岡山市議会議員選挙。
      - 2023年福岡市議会議員選挙。
      - 2023年熊本市議会議員選挙。
- 4月10日 - 2月21日に発生した渡刈クリーンセンターのプラント内での火災に伴い、愛知県豊田市は処理能力が低下しているとして、「ごみ非常事態宣言」を発令。7月6日、解除[377]。
- 4月11日
  - 消費者庁、大幸薬品に対し、同社が製造・販売し、空気中のウイルスや菌を除去できるとした『クレベリン』の表示や広告には根拠がなく、景品表示法違反（優良誤認）にあたるとして、6億744万円の課徴金納付命令。同法に基づく課徴金命令額として過去最高額[378]。
  - 警視庁、1月にカンボジア現地警察が同国南部シアヌークビル州のリゾートホテルで摘発、拘束していた日本の特殊詐欺グループの男19名の引き渡しを受け、プノンペン国際空港から日本へ移送中のチャーター機内で詐欺容疑で逮捕[379]。
  - 防衛省、海上自衛隊の潜水艦から発射できる長距離ミサイルの開発のため、去る7日に三菱重工業と契約、敵基地攻撃能力での使用を想定し、2027年度末までの完了を目指す計画を発表。併せて垂直ミサイル発射システム（VLS）を搭載した潜水艦開発も進める[380]。
- 4月12日 - 国民生活センター、「花粉症に効く」などとテレビ番組等で紹介された『ジャムー・ティー・ブラック』について、ステロイド系抗炎症薬デキサメタゾンが検出されたこと、ならびに説明書および輸入・販売元が運営する通信販売サイト内の医薬品的な効能効果や用法用量と受け取れる記載については薬機法、パッケージについては同法および食品表示法にいずれも抵触の恐れがあることを公表。消費者に医療機関受診を勧奨、事業者に直ちに販売を中止するとともに、購入者へ医療機関の受診を勧める周知を行うよう要望[b 22]。
- 4月13日
  - 青森県六戸町の住宅で火災が発生。死者5人、負傷者2人、全焼4棟、半焼1棟、部分棟2棟[381]。
  - 朝鮮民主主義人民共和国（北朝鮮）が、午前7時22分に同国内陸部から、少なくとも1発の大陸間弾道ミサイル（ICBM）級の可能性がある弾道ミサイルを発射した、と内閣官房及び防衛省は発表した。発射後、弾道ミサイルが北海道周辺に落下すると予測したことを理由に、道内に全国瞬時警報システム（Jアラート）及び緊急情報ネットワークシステムでその旨を公表。内閣官房長官の松野博一は日本領域内への落下はなかったと確認した旨を公表[382][383][384][385]。札幌市圏では、通勤・通学時間帯に鉄道など交通機関が運行を見合わせ、混乱も発生した[386]。
  - 2025年日本国際博覧会（2025年大阪・関西万博）起工[387]。
- 4月14日
  - 斉藤鉄夫国土交通大臣が、大阪府の統合型リゾート（IR）区域整備計画を認定[388]。
  - 東急歌舞伎町タワー開業[389]。
- 4月15日
  - 内閣総理大臣の岸田文雄の遊説先の和歌山市雑賀崎漁港でパイプ爆弾と見られるものが投げられ、爆発する事件が発生。総理はすぐに避難した為、無事だった[390]。
  - G7札幌気候・エネルギー・環境大臣会合（-16日）[391]。
- 4月16日
  - G7長野県軽井沢外相会合（-18日）[392]。
  - 第20回統一地方選挙後半日程告示日。25市長選挙で無投票当選[393]。
    - 大分市長選挙が告示され、新人の足立信也（無所属）が無投票で初当選[394]。
    - 中央区長選挙が告示され、現職の山本泰人（無所属）が無投票で再選[395]。

  - 内閣総理大臣夫人の岸田裕子がアメリカ合衆国を訪問。岸田は、ファーストレディ（大統領夫人）のジル・バイデンの招待を受けて訪米（-18日）[396][397][398]。なお、内閣総理大臣夫人は安倍政権下で私人との閣議決定を受けているが、総理外国訪問の随行時と同様に必要な経費は公費で賄われる見通し[399]。
  - 午前3時20分頃、神奈川県相模原市内のキャンプ場で倒木が発生。巻き込まれた宿泊者が死亡[400]。
  - 午前9時頃、大阪府堺市で祭事中のだんじりが横転し、11人が重軽傷[401]。
- 4月18日
  - 福岡県警は、福岡県筑紫野市の二日市温泉にある老舗旅館「大丸別荘」が大浴場の湯を年に2回しか交換していなかったとして、大丸別荘の運営会社と、3月に死亡した前社長を公衆浴場法違反の疑いで書類送検[402]。
  - 大分県宇佐市の農地に海上保安庁の訓練機が不時着[403]。乗員2人が軽傷。
  - 横須賀市役所が、ChatGPTの全庁的な活用実証を開始[404]。
- 4月19日 - スーダン共和国の情勢を鑑み、林芳正外務大臣から浜田靖一防衛大臣にスーダンに滞在する日本人等の輸送の実施に必要となる準備行為の要請が出された。これを受け、防衛大臣が航空自衛隊の輸送機をジブチ共和国まで移動させ、待機することを命じた[405]。24日夜、国連や韓国、UAEの協力を得て、在留日本人とその配偶者の45人がジブチに退避[注 26][406]。29日、ジブチに退避していた日本人とその家族ら48人が搭乗するチャーター機が国内に到着[407]。
- 4月20日
  - 陸上幕僚長の森下泰臣は、第8師団長を21日付で、第11旅団長の青木伸一陸将補が昇格すると発表。6日の事故の乗員とされる坂本雄一と交代する[408]。
  - 内閣総理大臣の岸田文雄が、茶道裏千家第15代家元の千玄室に内閣総理大臣顕彰を授与[409]。
- 4月21日
  - 参議院本会議で、新型インフルエンザ等対策特別措置法及び内閣法の一部を改正する法律案が採決が行われ、起立多数で可決・成立した[410]。
  - 内閣総理大臣の岸田文雄と厚生労働大臣の加藤勝信が、靖国神社の春季例大祭で真榊を奉納。経済安全保障担当大臣の高市早苗は同神社を参拝し、私費で玉串料を納めた[411]。
- 4月22日
  - G7倉敷労働雇用大臣会合（-23日）[412]。
  - G7宮崎農業大臣会合（-23日）[413]。
- 4月23日
  - 東京レインボープライド2023開催[414]。
  - 千葉県第5区、和歌山県第1区、山口県第2区、山口県第4区において衆議院議員補欠選挙。いわゆる「10増10減」後の選挙区割ではなく、前衆院選の選挙区割で挙行される。
    - 衆議院千葉5区補欠選挙で、新人の英利アルフィヤ（自由民主党）が初当選[415]。
    - 衆議院和歌山1区補欠選挙で、新人の林佑美（日本維新の会）が初当選[416]。
    - 衆議院山口2区補欠選挙で、新人の岸信千世（自由民主党）が初当選[417]。
    - 衆議院山口4区補欠選挙で、新人の吉田真次（自由民主党）が初当選[418]。

  - 大分県選挙区において参議院議員補欠選挙。新人の白坂亜紀（自由民主党）が初当選[419]。
  - 第20回統一地方選挙後半日程。以下、主な首長選挙を記載。
    - 函館市長選挙で、新人の大泉潤（無所属）が初当選[420]。
    - 室蘭市長選挙で、現職の青山剛（無所属）が4選[421]。
    - 夕張市長選挙で、現職の厚谷司（無所属）が再選[422]。
    - 稚内市長選挙で、現職の工藤広（無所属）が4選[423]。
    - むつ市長選挙で、新人の山本知也（無所属）が初当選[424]。
    - 水戸市長選挙で、現職の高橋靖（無所属）が4選[425]。
    - 行田市長選挙で、新人の行田邦子（無所属）が初当選[426]。
    - 東大和市長選挙で、新人の和地仁美（無所属）が初当選[427]。
    - 文京区長選挙で、現職の成澤廣修（無所属）が5選[428]。
    - 台東区長選挙で、現職の服部征夫（無所属）が3選[429]。
    - 墨田区長選挙で、現職の山本亨（無所属）が3選[430]。
    - 大田区長選挙で、新人の鈴木晶雅（無所属）が初当選[431]。
    - 江戸川区長選挙で、現職の斉藤猛（無所属）が2選[432]。
    - 江東区長選挙で、新人の木村弥生（無所属）が初当選[433]。
    - 世田谷区長選挙で、現職の保坂展人（無所属）が4選[434]。
    - 渋谷区長選挙で、現職の長谷部健（無所属）が3選[435]。
    - 豊島区長選挙で、新人の高際みゆき（無所属）が初当選[436]。
    - 北区長選挙で、新人の山田加奈子（無所属）が初当選[437]。
    - 津市長選挙で、現職の前葉泰幸（無所属）が3選[438]。
    - 多治見市長選挙で、新人の高木貴行（無所属）が初当選[439]。
    - 白山市長選挙で、新人の田村敏和（無所属）が初当選[440]。
    - 河合町長選挙で、新人の森川喜之（日本維新の会）が初当選[注 27][441]。
    - 吹田市長選挙で、現職の後藤圭二（無所属）が3選[442]。
    - 高槻市長選挙で、現職の濱田剛史（無所属）が4選[443]。
    - 八尾市町選挙で、現職の大松桂右（大阪維新の会）が再選[444]。
    - 寝屋川市長選挙で、現職の広瀬慶輔（無所属）が再選[445]。
    - 高石市長選挙で、新人の畑中政昭（大阪維新の会）が初当選[446]。
    - 明石市長選挙で、新人の丸谷聡子（無所属）が初当選[447]。
    - 芦屋市長選挙で、新人の高島崚輔（無所属）が初当選[注 28][448]。
    - 姫路市長選挙で、現職の清元秀泰（無所属）が再選[449]。
    - 高松市長選挙で、現職の大西秀人（無所属）が5選[450]。
    - 長崎市長選挙で、新人の鈴木史朗（無所属）が初当選[451]。
    - 佐世保市長選挙で、新人の宮島大典（無所属）が初当選[452]。
- 4月24日
  - （現地時間）在スーダン日本国大使館が一時閉館、ジブチに臨時事務所を設置[453]。
  - アメリカ合衆国フロリダ州知事のロン・デサンティスが訪日（-25日）[454]。同日、内閣総理大臣の岸田文雄を表敬[注 29][455]。
- 4月26日
  - 内閣総理大臣の岸田文雄は、バングラデシュ人民共和国首相のシェイク・ハシナと首脳会談[456]。
  - ispace開発の月面探査機の月面着陸ミッションが実施されたが、着陸途中で通信が途絶[457]。
- 4月27日 - 相続土地国庫帰属制度開始[458][459]。法務省は、10月2日までに、富山県内2件の土地の国庫への帰属を確認している。この制度の申請件数は8月31日までに885件ある[460]。
- 4月28日 -  福岡市中央区天神に、いずれも2022年8月に休業した旧ミーナ天神とノース天神を統合、全面改装した、売場面積約2万2千平方メートルの大型商業施設ミーナ天神が開業、3月まで天神ロフトビルで営業した後一旦休館する天神ロフトもテナントとして移転し同日開業[461]。
- 4月29日
  - G7群馬高崎デジタル・技術大臣会合（-30日）[462]。
  - 内閣総理大臣の岸田文雄は5か国[注 30] を訪問（-5月5日）[463]。外務大臣の林芳正は中南米5か国[注 31] を訪問（-5月7日）[464]。経済産業大臣の西村康稔が欧州8か国[注 32] を訪問（-5月8日）[465]。
- 4月30日 - 大阪府豊中市千里中央駅近くにあるショッピングモールオトカリテが、老朽化などの影響でこの日一杯で閉店[466]。日本万国博覧会開幕直前の1970年3月11日に『千里サンタウン』として開業後、経営母体を変えながら53年間営業し、1973年に第1次オイルショックを遠因とするトイレットペーパーの買い占め騒動が全国で初めて発生した場所でもあった。

### 5月
- 5月1日 - 朝日新聞、朝夕刊セット版の月ぎめ購読料を500円値上げし4900円に、1部売りは朝刊を20円値上げし180円、夕刊は10円値上げし70円とする。値上げは2021年7月以来1年10か月ぶり[467]。併せて 愛知県・岐阜県・三重県の東海3県でこの日以降夕刊の発行を休止（祝日・週末を挟むため最終発行日は4月28日）[468]。
- 5月4日 - 同月6日（現地時間）挙行のイギリス国王チャールズ3世・同王妃カミラ戴冠式出席のため、秋篠宮文仁親王・文仁親王妃紀子がイギリスを訪問（-7日）[469]。
- 5月5日 - 午後2時42分頃、石川県珠洲市を震源とするマグニチュード6.5（同県珠洲市正院町で最大震度6強）の地震が発生。1人が死亡、44人が負傷（重傷2人、軽傷35人）[470]。
- 5月6日 - AFCチャンピオンズリーグ2022で、浦和レッドダイヤモンズ（2021年天皇杯優勝枠）が3度目の優勝。
- 5月7日 - 内閣総理大臣の岸田文雄が大韓民国を訪問（-5月8日）[471]。同日、同国大統領の尹錫悦と首脳会談[472][473]。
- 5月8日
  - 厚生労働省、新型コロナウイルスの感染症法上の位置づけを結核やSARS等と同様の2類相当から季節性インフルエンザ等と同様の5類に変更[474]。
  - 兵庫県伊丹市、県管理河川の天神川堤防工事箇所で堤防決壊が発生[475]。
- 5月9日
  - 法務省のホームページが閲覧できない事象が発生[476]。
  - 秋田市にて、コンクリート詰めにされた状態の女性遺体が発見[477]。女性は2021年にさいたま市で行方不明となっていた[477]。
- 5月10日 - 参議院本会議で、刑事訴訟法等の一部を改正する法律案が、起立多数で可決、成立[478]。
- 5月11日
  - 5年ぶり、令和となってからは初となる春の園遊会を実施[479]。
  - G7新潟財務大臣・中央銀行総裁会議（-5月13日）[480]。
- 5月12日
  - 参議院本会議で採決が行われ、全世代対応型の持続可能な社会保障制度を構築するための健康保険法等の一部を改正する法律案が、起立多数で可決、成立[481]。
  - G7富山・金沢教育大臣会合（-5月15日）[注 33][482]。
- 5月13日
  - 沖縄県内各地で「5・15平和行進」が4年ぶりに行われた[483]。
  - 神田祭の主要行事「神幸祭」催行。神田祭は、4年ぶりの開催。11日から17日まで[484]。
  - G7長崎保健大臣会合（-5月14日）[485]。
- 5月18日
  - 歌舞伎役者の市川猿之助、猿之助の父で歌舞伎役者の市川段四郎、段四郎の妻の3人が東京都目黒区の自宅内で倒れているのが発見される。段四郎と妻が死亡。猿之助は病院に搬送され一命を取り留める[486]。
  - 日米首脳会談[487]。
  - 日伊首脳会談[488]。
  - 日英首脳ワーキング・ディナー[489]。
- 5月19日
  - 第49回先進国首脳会議（G7広島サミット）1日目。
    - 日仏首脳会談[490][491]。
    - 日独首脳会談[492][493]。
    - 日加首脳会談[494][495]。
    - 内閣総理大臣岸田文雄夫妻が広島平和記念公園で出迎え、各首脳揃って広島平和記念資料館を訪問、被爆者と対話、芳名録に記帳[496][497]。続いて、各首脳は原爆死没者慰霊碑に献花し、黙祷[498]。その後、広島市長の松井一實から原爆ドームについて説明を受け、同公園内で被曝桜を植樹[499]。
    - セッション1（ワーキング・ランチ[500]）「分断と対立ではなく協調の国際社会へ／世界経済」開催[501]。
    - G7首脳が厳島神社（嚴島神社）を訪問[502]。
    - セッション2「ウクライナ」開催[503]。「ウクライナに関するG7首脳声明」を発出[504]。
    - セッション3（ワーキング・ディナー[505]）「外交・安全保障」開催[506]。「核軍縮に関するG7首脳広島ビジョン」を発出[507]。

  - 韓国大統領の尹錫悦が、歴代大統領で初めて在日韓国人被爆者らと面会[508]。
- 5月20日
  - 第49回先進国首脳会議（G7広島サミット）2日目。
    - 日印首脳会談[509]。
    - 日・インドネシア首脳会談[510]。
    - 日・ブラジル首脳会談[511]。
    - セッション4「パートナーとの関与の強化（グローバル・サウス、G20）」開催[512]。
    - セッション5「経済的強靱性・経済安全保障」開催[513]。「経済的強靭性及び経済安全保障に関するG7首脳声明」発出[514]。「G7クリーン・エネルギー経済行動計画」発出[515]。
    - G7及び招待国の首脳が、「強靱なグローバル食料安全保障に関する広島行動声明」を発出[516]。
    - セッション6「複合的危機への連携した対応」開催。G7首脳に加え、8か国の招待国[注 34] と7つの招待機関[注 35] も参加[517]。
    - 日米豪印首脳会合（日米豪印戦略対話）、日米豪印首脳ビジョン・ステートメント及び日米豪印首脳共同声明発出[518]。
    - セッション7「持続可能な世界に向けた共通の努力」開催。招待国や招待機関も参加[519]。
    - 日・クック諸島首脳会談[520]。
    - G7首脳配偶者が嚴島神社を訪問[521]。
    - G7首脳配偶者が平和記念資料館を訪問、記帳[522]。
    - ウクライナ大統領のウォロディミル・ゼレンスキーが訪日[523]。同日、伊独印仏独5か国及び欧州連合と会談[524]。ゼレンスキーは「G7に先立っての広島での初日はとてもパワフルだ」とツイートした[525]。
    - グローバル・インフラ投資パートナーシップ（PGII）に関するサイドイベント開催。多数のG7首脳や招待国首脳、民間セクター参加者、世界銀行総裁等が参加[526]。
    - イタリア首相のジョルジャ・メローニが、酷い天候緊急事態2023年エミリア＝ロマーニャ州の洪水（英語版）の綿密な監視を理由に、予定より早く帰国を決断した旨を記者会見で発表[527]。

  - インド首相のナレンドラ・モディが、広島市にマハトマ・ガンディーの胸像を寄贈し、同日除幕式[528]。
  - 広島市は、午後4時45分から同市ホームページが閲覧しにくい状態が続いている、と発表[529]。翌21日午後までに解消。
  - 四国旅客鉄道（JR四国）が運賃を改定[284][530]。
- 5月21日
  - 第49回先進国首脳会議（G7広島サミット）3日目。
    - 日韓首脳会談[531]。
    - 日・コモロ首脳会談[532]。
    - セッション8「ウクライナ」開催。G7首脳及びウクライナ首脳が参加[533]。
    - 日豪首脳間の懇談[534]。
    - 内閣総理大臣の岸田文雄、招待国首脳と国際機関の長が平和記念資料館訪問、1つの芳名録に記帳。その後、原爆死没者慰霊碑献花[535]。
    - セッション9「平和で安定し、繁栄した世界に向けて」開催[536]、G7閉幕[537]。
    - 内閣総理大臣夫人岸田裕子、招待国配偶者が平和記念資料館訪問、1つの芳名録に記帳。原爆死没者慰霊碑献花[538]。
    - G7首脳及び招待国の配偶者が、広島県立美術館と縮景園を訪問[539]。

  - 内閣総理大臣の岸田文雄が、国際連合事務総長のアントニオ・グテーレスと会談[540]。
  - 日・ウクライナ首脳会談[541]。
  - 内閣総理大臣の岸田文雄が、ウクライナ大統領のウォロディミル・ゼレンスキーと共に、平和記念公園を訪問、芳名録に記帳[542]。その後、原爆死没者慰霊碑に献花[543]。
  - 日・ベトナム首脳会談[544]。
  - 足立区長選挙で、現職の近藤弥生（無所属）が5選[545]。
- 5月22日 - ジャニーズ事務所所属のKing & Princeのメンバー5人のうち、平野紫耀・岸優太・神宮寺勇太がグループから脱退。平野と神宮寺は脱退と同時にジャニーズからも退所し、岸は9月に退所予定。これによりグループは2人体制となった。
- 5月24日
  - 白山手取川ジオパークが国内10か所目のユネスコ世界ジオパークに認定[546]。
  - 『智証大師円珍関係文書典籍ー日本・中国の文化交流史ー[547]』が世界の記憶に登録決定[548]。
- 5月25日
  - 長野県中野市で散弾銃を持った同市議会議長の息子が自身の自宅に立てこもる事件が発生[549]。この事件の影響で、警察官2人が殉職、女性2人が死亡[550]。
  - ラオス人民民主共和国国家主席兼党書記のトーンルン・シースリットが訪日（-5月27日）[551]。
- 5月27日
  - 第99代内閣総理大臣の菅義偉の胸像が出身地の秋田県湯沢市[注 36] で完成した。同日、本人出席のもと除幕式[552]。
  - JR東日本北東北エリア（青森市・盛岡市・秋田市周辺）の乗車にSuicaの利用が可能となる[284]。
- 5月29日
  - 気象庁は北部九州・四国地方・中国地方・近畿地方・東海地方が梅雨入りしたとみられると発表した。例年より約2週間早く、近畿地方と東海地方が5月に梅雨入りするのは2013年以来10年ぶりとなった[553]。
  - 山口祥義佐賀県知事が、日吉神社の土地で石棺墓が出土した旨の臨時記者会見を行った。邪馬臺國（邪馬台国）時代の可能性が高いとされている[554]。
- 5月31日
  - 午前6時28分、朝鮮民主主義人民共和国（北朝鮮）が東倉里付近から1発の弾道ミサイルの可能性のあるものを南方向に発射。35分頃、黄海上で消失した[555]。政府は日本上空を通過する可能性があるとして沖縄県を対象にJアラートを発令[556]。29日に衛星（日本政府の主張では「弾道ミサイル」）を発射すると日本政府に通報があった[557]。
  - 参議院本会議で、国立健康危機管理研究機構法案が可決、成立した[558]。
  - 参議院本会議で、孤独・孤立対策推進法案が可決、成立[559]。
  - 参議院本会議で、脱炭素社会の実現に向けた電気供給体制の確立を図るための電気事業法等の一部を改正する法律案が可決、成立[560]。
  - 参議院本会議で、道路整備特別措置法及び独立行政法人日本高速道路保有・債務返済機構法の一部を改正する法律案が可決、成立[561]。
  - 韓国の済州島で実施されるPSI海上阻止訓練に海上自衛隊の護衛艦が参加し、自衛隊旗（旭日旗）を掲場[562]。

### 6月
- 6月1日
  - アカミミガメ及びアメリカザリガニが「条件付特定外来生物」に指定され、販売・頒布を目的とした飼養等、販売・頒布・購入、輸入、野外への放出等に関して規制がかけられる[563]。
  - 将棋の第81期名人戦七番勝負第5局で、挑戦者の藤井聡太竜王[注 37]が渡辺明名人に94手で勝利[565]。この結果、4勝1敗で名人を奪取した藤井竜王は史上最年少名人、史上最年少七冠を達成した[565]。
  - 内閣総理大臣の岸田文雄の息子で岸田翔太郎が内閣総理大臣秘書官を本日付で辞任、5月29日に交代を発表していた[566]。退職手当、勤勉手当、期末手当が支給された場合は、全て返納する意向を示している[567]。
  - 大手電力会社7社[568] が規制料金を値上げ[569]。
- 6月2日
  - 昨年（2022・令和4）年人口動態統計を公表。1年間の日本人のみの出生率は77万747人で過去最少、合計特殊出生率は1.26で過去最低となった[570]。
  - 参議院本会議で、行政手続における特定の個人を識別するための番号の利用等に関する法律等の一部を改正する法律案が可決、成立[571]。
  - 参議院本会議で、福島復興再生特別措置法の一部を改正する法律案が可決、成立[572]。
  - 参議院本会議で、令和五年三月予備費使用及び令和五年度予算に係る子育て関連給付金に係る差押禁止等に関する法律案が可決、成立[573]。
- 6月4日
  - 元参議院議員のガーシーこと東谷義和が成田空港で逮捕される。同氏は著名人3人を動画で常習的に脅迫したなどの疑いで4月に国際手配されていた[574]。
  - 青森県知事選挙が投開票され、新人の宮下宗一郎（無所属）が初当選[575]。
  - 堺市長選挙が投開票され、現職の永藤英機（大阪維新の会）が再選[576]。
  - 青森市長選挙が投開票され、新人の西秀記（無所属）が初当選[577]。
  - 蕨市長選挙が投開票され、賴髙英雄（無所属）が5選[578]。
- 6月7日
  - 参議院本会議で、防衛省が調達する装備品等の開発及び生産のための基盤の強化に関する法律案が可決、成立[579]。
  - 参議院本会議で、空家等対策の推進に関する特別措置法の一部を改正する法律案が可決、成立[580]。
  - 参議院本会議で、不正競争防止法等の一部を改正する法律案が可決、成立[581]。
  - 参議院本会議で、法務大臣齋藤健君問責決議案[582] は反対が賛成を上回り、否決[583]。
- 6月8日
  - 参議院の法務委員会で入管法改正案の採決時に、れいわ新選組代表の山本太郎が杉久武法務委員長に飛びかかろうとし、止めに入った若林洋平参院議員と永井学参院議員がケガを負った。山本は「わざとじゃなかった」としたうえで謝罪[584]。
  - 同性同士の結婚が認められないのは違憲として同性カップルが国を訴えた裁判で、福岡地裁は同性婚が認められないのは憲法に違反する状態と判断を示した[585]。
  - 全仏オープンの混合ダブルスで、加藤未唯・ティム・プッツ（ドイツ）組が優勝[586]。
  - パスモは無記名式の交通系ICカード「Suica」の新規発行を停止。[587]
- 6月9日
  - 内閣総理大臣の岸田文雄がウクライナのゼレンスキー大統領と電話会談を行う。カホフカダム決壊を受けて、ウクライナへの500万米ドル規模の緊急人道支援を実施する予定と表明[588]。
  - 人口減少に歯止めがかからないとして山梨県は全国で初めてとなる人口減少の問題に対する非常事態宣言を県独自で発出した[589]。
  - 中国海軍の測量船1隻が鹿児島県・屋久島の南西の日本領海内に侵入[590]。
  - 参議院本会議で、出入国管理及び難民認定法の一部を改正する法律案が与党および国民党、維新の賛成多数で可決、成立[591]。国会前では連日、廃案を求め約4000人規模の集会やデモが行われていた[592]。
- 6月10日
  - 羽田空港でエバー航空とタイ国際航空の主翼の接触事故が発生し、滑走路が一時閉鎖された。ケガ人はなし[593]。
  - 全仏オープンの車いすテニス男子シングルスで、小田凱人が優勝[594]。
- 6月11日
  - 気象庁は北陸地方と東北地方が梅雨入りしたとみられると発表した[553]。
  - 東日本旅客鉄道の観光列車「SL銀河」が最終運行を迎える[595]。
- 6月12日
  - パラオ大統領のスランゲル・ウィップス・ジュニアが訪日。14日、日本・パラオ首脳会談[596]。6月15日まで滞在予定[597]。
  - 安倍晋三銃撃事件の実行犯の第1回公判前整理手続が予定されていた奈良地方裁判所に不審物（後に減刑請願の署名と判明）が届き、手続が中止された[598]。
- 6月13日 - 内閣総理大臣の岸田文雄が少子化対策の「こども未来戦略方針」を閣議決定し、記者会見で発表[599]。
- 6月14日
  - 午前9時頃、岐阜県岐阜市の陸上自衛隊日野基本射撃場で自衛官候補生が3人に向けて発砲する事件が発生、2名が死亡[600]。これを受け、陸上自衛隊は全ての射撃訓練を一時中止した[601]。 
  - 参議院本会議で、共生社会の実現を推進するための認知症基本法案が全会一致で可決、成立[602]。
  - 参議院本会議で、活動火山対策特別措置法の一部を改正する法律案が全会一致で可決、成立[603]。
  - 俳優座劇場が2025年4月で閉館と発表[604]。
- 6月15日 - 防衛省及び内閣官房は、朝鮮民主主義人民共和国（北朝鮮）が午後7時台[注 38] に同国西岸付近から少なくとも2発の弾道ミサイルを東方向に向けて発射した、と発表。石川県舳倉島の日本海（東海）の日本の排他的経済水域（EEZ）内に落下したと推定した[605]。
- 6月16日
  - 東京都練馬区のとしまえん跡地にワーナーブラザース スタジオツアー東京 ‐ メイキング・オブ・ハリー・ポッターが開業[606]。
  - 衆議院本会議で、出入国管理及び難民認定法の改正およびLGBT法案成立を理由とする岸田文雄内閣不信任決議案が立憲民主党により提出され[607]、自由民主党と公明党のほか、野党の日本維新の会や国民民主党などの反対により反対多数で否決[608]。
  - 参議院本会議で、性的指向及びジェンダーアイデンティティの多様性に関する国民の理解の増進に関する法律（LGBT理解増進法）が与党および国民民主党と日本維新の会の賛成多数で可決、成立[609]。 23日、同法施行[610]。
  - 参議院本会議で、防衛財源確保法が与党の賛成多数により可決・成立[611]。
  - 自由民主党の高野光二郎（2019年参院選当選、徳島県・高知県選挙区選出）が、記者会見を開き、辞職を表明[612]。
  - G7三重・伊勢志摩交通大臣会合、6月18日まで[613]。
- 6月17日 - 天皇・皇后がインドネシアを訪問、23日に帰国[614][615]。
- 6月18日 - 正午ごろ、北海道八雲町の国道5号で、札幌から函館に向かっていた都市間バスと豚30頭を積んだトラックが正面衝突する事故が発生。双方の運転手とバス乗客3人の合わせて5人が死亡、12人が重軽傷。北海道警の調べでトラックが対向車線にはみ出したものと見られている[616]。
- 6月21日 - 第211回国会が閉会[617]。
- 6月22日 - 自由民主党の高野光二郎（2019年参院選当選、徳島県・高知県選挙区選出）が議員を辞職[618]。
- 6月23日
  - 国立感染症研究所は、世界で確認されていないオズウイルス感染症の発生例の記事を発表。厚生労働省の資料によると、2022年初夏に茨城県で心筋炎で亡くなった患者としている[619][620]。
  - 韓国の野党「正義党」の国会議員らが、同党が反対するALPS処理水[注 39] の放出元の福島県福島第一原子力発電所を視察[621]。
- 6月24日 - G7栃木県・日光男女共同参画・女性活躍担当大臣会合。翌25日まで。内閣府特命担当大臣（男女共同参画）の小倉將信が議長を務めた[注 40]。「G7ジェンダー平等大臣共同声明（日光声明）」を採択[622]。
- 6月25日 - 気象庁は沖縄地方が梅雨明けしたとみられると発表した[553]。
- 6月26日 - 気象庁は奄美地方が梅雨明けしたとみられると発表した[553]。
- 6月27日 - 実の母親の自殺を手助けしたとして、警視庁捜査一課は歌舞伎俳優の四代目市川猿之助（本名・喜熨斗孝彦）を自殺幇助の罪で逮捕[623][624]。さらに3週間後の7月18日には実の父親で同じく歌舞伎俳優の四代目市川段四郎（本名・喜熨斗弘之）に対する自殺幇助容疑で再逮捕された[625]。
- 6月29日
  - 東京で日韓財務対話が開かれ、8年ぶりの日韓通貨スワップの再開に合意した[626]。
  - 北海道蘭越町で地熱発電の資源調査の掘削中に大量のヒ素を含む水蒸気が噴出し、ヒ素を含む約2000リットルの水が流出。この事故により19人が体調不良となる[627]。

### 7月
- 7月1日 - 改正道路交通法の施行により「特定小型原動機付自転車」を新設。これに該当する車両（電動キックボードなど）は運転免許証無しでの運転が可能になる。ただし、通常の原付と同じくナンバープレートの登録や自動車損害賠償責任保険（自賠責保険）の加入、軽自動車税の支払いは必要。
- 7月2日
  - JR中野駅前の複合施設「中野サンプラザ」（1973年6月開業[注 41]）が中野駅新北口駅前エリア再整備事業によりこの日開催されたシンガーソングライター・山下達郎のライブ、そして直後に行われたクロージングセレモニーをもって閉館。また建物も老朽化に伴い解体される[628][629][630]。
  - 立憲民主党、日本維新の会、国民民主党からなる議員団が台湾を訪問[631]。
  - 茨城県水戸市、旧京成百貨店跡地と周辺に新しい水戸市民会館が開館[632][633]。
  - 札幌市のすすきのにあるホテルで殺人と死体損壊事件が発生[634][635][636]。
- 7月3日
  - 森ビルが麻布台ヒルズ森JPタワーの完成を発表。あべのハルカスを抜き日本一高い高層ビルとなった[637]。
  - 沖縄県知事の玉城デニーを含む日本国際貿易促進協会（会長：河野洋平）一行が中華人民共和国を訪問、数日滞在[638][639]。
- 7月4日 - 国際原子力機関（IAEA）事務局長のラファエル・グロッシーが訪日し、内閣総理大臣の岸田文雄と会談[640]。その後に日本記者クラブで会見したグロッシ事務局長は、海洋放出によって放射線が人や環境に与える影響は「無視できるレベルだ」との見解を示したが[641]、海洋放出には国内外では不安や怒りの声もあがっている[642]。
- 7月6日 - Metaが、ソーシャルメディア「Threads」を日本などの国々でサービス提供を開始。
- 7月7日
  - 千葉県千葉市で第64回国際数学オリンピック日本大会開催（-7月13日）。日本での開催は20年ぶり[643][644][645]。
  - G7香川・高松都市大臣会合（-7月9日）。コミュニケ、持続可能な都市の発展に向けた協働を進めるため「香川・高松原則」を取りまとめた[646]。
- 7月9日 - 中国の税関当局が、日本から輸入する水産物に対して監督管理を強化する旨を発表した[647]。
- 7月10日
  - 東京消防庁は、同月1日から運用を開始した「救急車ひっ迫アラート」を初めて発表[648]。
  - 第53回国際物理オリンピック日本大会開催（-7月17日）。日本での開催は初[649][650]。
  - イオングループが、オンラインマーケット「グリーンビーンズ」のサービス開始[651][652][653]。
- 7月11日
  - 経済産業省に務めるトランス女性が職場のトイレの使用を制限され、処遇改善を求めた裁判で、最高裁判所第3小法廷の裁判官5人は全会一致で使用制限は違法との判決を示した。最高裁判所が性的少数者の職場環境の在り方に判断を示すのはこの判決が初めてとなった[654]。
  - 内閣総理大臣の岸田文雄は、リトアニア・ビリニュスでの北大西洋条約機構（NATO）首脳会合と[655]、ベルギー王国・ブリュッセルでの日EU定期首脳協議に出席するため、この日から欧州を訪問、14日まで滞在[656]。
- 7月12日 - 箱根ホテル小涌園が、全面リニューアルし、開業[657]。
- 7月13日
  - 刑法及び刑事訴訟法の一部を改正する法律施行[658]。
  - 性的な姿態を撮影する行為等の処罰及び押収物に記録された性的な姿態の影像に係る電磁的記録の消去等に関する法律施行[658]。
- 7月14日
  - 秋田県能代市のJAXAの能代ロケット実験場で固体燃料ロケットのイプシロンロケットの試験中に爆発が発生[659]。
  - 大阪市此花区北港緑地の「空の広場」で15日と16日に開催予定だった音楽イベント「WATERBOMB JAPAN 2023」の準備中、誤って噴射された水が男性スタッフを直撃し、脳挫傷で死亡する事故が発生。これを受け、イベントは中止となった[660]。
  - 福岡県福岡市で2023年世界水泳選手権開催（-7月30日）。当初2021年開催予定だったが、新型コロナウイルス（COVID-19）感染拡大のため2年延期。同市での開催は2001年以来22年ぶり2回目。日本代表は、この大会でアーティスティックスイミングで4つの金メダルを獲得。
  - 2021年8月に発生した小田急線刺傷事件で、東京地方裁判所は被告の37歳の男に懲役19年（求刑：懲役20年）の実刑判決を言い渡した[661][662]。
- 7月15日
  - 2016年熊本地震により被災し不通となっていた南阿蘇鉄道立野駅-中松駅間が7年3か月ぶりに運転を再開し全線復旧。同時にJR九州豊肥本線肥後大津駅まで一部列車の乗り入れを開始[663][664][665]。
  - 東武鉄道の特急列車「東武N100系電車（スペーシアX）」運行開始。
- 7月16日
  - ウィンブルドン選手権で、小田凱人が初優勝。全仏オープンに続く、グランドスラム大会を制覇した[666]。
  - 内閣総理大臣の岸田文雄が、サウジアラビア王国、アラブ首長国連邦（UAE）、カタール国を訪問（-7月18日）[667][668]。
- 7月20日
  - 気象庁は中国地方、近畿地方、東海地方が梅雨明けしたとみられると発表した[553]。
  - 東海道・山陽新幹線で運行中のN700A・N700Sのうち、東海旅客鉄道（JR東海）所属編成の車内チャイムとして20年間親しまれていたTOKIOの楽曲『AMBITIOUS JAPAN!』の旋律がこの日を以って終了[669]。翌21日から、UAの楽曲『会いにいこう』の旋律が流される。
  - モユクサッポロ開業[670]。
- 7月21日
  - 国土交通省と地方運輸局にトラックGメンを創設。長時間の荷待ちや運賃・料金等の不当な据え置きなど、適正な取引を阻害する疑いのある荷主企業・元請事業者の監視を強化する[671][672]。
  - 福岡県宮若市の宮若市立宮若西小学校の小学6年生の児童3人が犬鳴川で溺れて亡くなる事故が発生した[673][674]。
  - 気象庁は北陸地方、四国地方が梅雨明けしたとみられると発表した[553]。
  - 輸出貿易管理令の一部を改正する政令が施行。大韓民国向けの輸出について、一般包括許可が適用可能となるとともに、キャッチオール規制の対象から外れる[675]。2019年に安倍内閣が開始した韓国への輸出規制（輸出管理優遇措置指定の解除期間）が終結。
- 7月22日 - 気象庁は関東甲信地方、東北地方が梅雨明けしたとみられると発表した[553]。
- 7月23日
  - 群馬県知事選挙が投開票され、現職の山本一太（無所属）が再選[676]。
  - 三田市長選挙が投開票され、新人の田村克也（無所属）が初当選[677]。
- 7月27日 - （現地時間）イタリアのミラノで開催されている2023年世界フェンシング選手権（英語版）の女子個人サーブル決勝が行われ、江村美咲が優勝、大会同種目2連覇[678]。
- 7月28日
  - 名古屋シネマテーク閉館[679][680]。
  - 関西電力の原子力発電所「高浜発電所 1号機」が再稼動[681][682]。8月2日、調整運転開始[683]。
- 7月29日
  - 第46回隅田川花火大会催行。4年ぶりの開催となる[684]。
  - 悠仁親王が初の地方公務
- 7月30日
  - （現地時間）イタリアのミラノで開催されている2023年世界フェンシング選手権（英語版）の男子団体フルーレ決勝が行われ、日本代表が同大会同種目で初優勝[685]。
  - 2023年仙台市議会議員選挙。
- 7月31日
  - 2021年10月に発生した京王線刺傷事件で、東京地方裁判所立川支部は被告の26歳の男に懲役23年（求刑：懲役25年）の実刑判決を言い渡した[686]。その後、期限までに検察・弁護双方が控訴しなかったため、男の実刑判決が確定した[687]。
  - 大阪府の日刊紙・大阪日日新聞が「かつてない厳しい経営環境に陥った」としてこの日の発行をもって休刊[688]。

### 8月
- 8月1日 - バス・タクシー・自家用有償旅客運送の車内における乗務員等の氏名などの提示義務を廃止[689]。
- 8月2日 - パスモは記名式の交通系ICカード「Suica」の新規発行を停止。[587]
- 8月3日
  - （現地時間）ニジェールからの退避を希望していた在留日本人8人が、フランス政府が手配した航空機にてニジェールからパリに退避。1日にパリに退避した2人を合わせて、退避を希望していた10人全員の出国が完了した[690]。
  - 欧州連合（EU）、ノルウェー、アイスランドが日本産食品の輸入規制を撤廃[691][692]。
- 8月4日
  - 外務大臣政務官の秋本真利（2021年衆院選当選、比例南関東ブロック選出）が同職を辞職[693]。翌5日、所属する自由民主党を離党[694]。
  - 法務大臣の齋藤健は、日本で生まれ育ったものの在留資格を有していない外国人のこどもに在留特別許可を付与をすると発表。日本での生活を希望しており、家族一体として日本での結びつきを考慮する。なお、親に看過し難い消極事情がある場合は、そのこどもに出せない可能性もあるとした。対象者の少なくとも7割程度、改正法施行時点で学齢期に達しているこどもの8割程度に付与すると想定[695]。
  - 英国のカフェチェーンストア「コスタコーヒー」の第1店が渋谷に開店[696]。
- 8月5日 - 21時30分頃、東海道本線藤沢駅 - 大船駅間で線路内に傾斜していた架線柱に列車が衝突。東海道線などで翌朝8時まで運休や大幅な遅れが発生[697]。
- 8月6日
  - 埼玉県知事選挙が投開票され、現職の大野元裕（無所属）が再選[698]。
  - 第105回全国高等学校野球選手権大会が阪神甲子園球場にて開幕。
- 8月7日 - 麻生太郎自由民主党副総裁が台湾を訪問。8日には蔡英文総統と会談。現職の副総裁が台湾を訪問するのは1972年の日台断交以来初めて[699]。
- 8月8日 - ヘンリー王子が東京都で開かれるチャリティーイベントに出席するために来日[700]。
- 8月9日
  - 台風第6号の接近に伴い、長崎原爆犠牲者慰霊平和祈念式典の会場を出島メッセ長崎に変更し、全ての参列を中止（内閣総理大臣など来賓を含む[701]）[702]。
  - ロシアの産業基盤強化に資する物品の輸出禁止措置に関する輸出貿易管理令の改正施行。1,900cc超の自動車やハイブリッドエンジン式乗用車、大型車両用タイヤなどについてロシア向けの輸出が禁止される[703][704]。
- 8月10日 - 中国は、日本への団体旅行を解禁[705]。
- 8月12日
  - 徳島市阿波おどり通常開催（-15日）。コロナ禍により、参加ができなかった徳島県内外の「連」も参加する。なお、今大会は有料演舞場の1つ「紺屋町演舞場」の設置を断念。また、1人20万円の少人数制桟敷席を導入する。最終15日は、台風7号による安全面を理由に中止。
  - 米国ハワイ州での山火事被害に関して、内閣総理大臣の岸田文雄及び外務大臣の林芳正がそれぞれお見舞いメッセージを発出[706][707]。山火事では、ラハイナ本願寺やラハイナ浄土院も被災した[708][709]。政府は、被災者救援のために総額200万ドル程度の支援を行う[710]。株式会社ポケモンの海外子会社も、13日に20万ドルの寄付を表明している[711]。
- 8月13日 - 盛岡市長選挙が投開票され、新人の内舘茂（無所属）が初当選[712]。
- 8月14日 - 大分空港滑走路上に小型機が胴体着陸。けが人はなかった。運輸安全委員会は、重大インシデントとして航空事故調査官を派遣[713]。
- 8月15日
  - 全国戦没者追悼式開催。なお、台風7号の影響で、1府8県の遺族が参加を見合わせる[714]。
  - 経済安全保障内閣府特命担当大臣の高市早苗や自民党政務調査会長の萩生田光一などが、靖国神社を参拝。内閣総理大臣の岸田文雄は、私費で玉串料を納めた[715]。韓国は遺憾を表明[716]、中国は抗議[717]。21日、経済産業大臣の西村康稔が同神社を参拝[718]。
  - スイス及びリヒテンシュタインが日本産食品に対しての輸入規制を撤廃[719]。
- 8月17日 - 内閣総理大臣の岸田文雄が訪米（-8月19日）。日米韓首脳会合に出席するために米国のキャンプ・デービッドを訪問する。外務大臣の林芳正も同行[720][721]。現地時間18日（日本時間19日）、日米韓首脳会合[722]。
- 8月22日 - 北海道庁は、7月30日早朝に釧路町で有害駆除されたヒグマが、2019年から北海道東部で乳牛60頭余りを襲撃し、うち32頭を殺害したOSO18（雄）であったことを発表。体毛をDNA鑑定した結果、当該クマであったことを確認したもの[723][724]。
- 8月23日 - 第105回全国高等学校野球選手権大会の決勝が阪神甲子園球場で行われ、慶応高校（神奈川）が前年優勝校の仙台育英高校（宮城）を8-2で下し優勝。1916年（第2回）以来107年ぶりの優勝[725]。
- 8月24日
  - 防衛省と内閣官房は、午前3時51分頃に、朝鮮民主主義人民共和国（北朝鮮）が東倉里から弾道ミサイル技術をした発射を強行したと発表。発射された1発は複数に分離後、朝鮮半島の西約300kmの黄海・朝鮮半島の南西約350kmの東シナ海・フィリピンの東約600kmの太平洋（日本のEEZ外）上の予告落下区域外にそれぞれ落下した[726]。この人工衛星ロケットの発射を理由に、午前3時54分に沖縄県を対象とした全国瞬時警報システム（Jアラート）を発出。
  - 福島第一原子力発電所事故で発生した汚染された水を浄化したALPS処理水の太平洋への排水を午後1時から開始[727]。中国や北朝鮮の近隣諸国や漁業者[728]、環境保護団体、市民団体、国外のネチズンなどを中心に反発していた。また、この日から海外各所より、国内各地の公共機関から法人や有権者などの民間人にまで及んで抗議の電話が多数発生した。
  - 中国税関は、同日から日本からの水産物の輸入を停止すると発表[729]。
- 8月25日
  - ハンガリー・ブダペストで開催されている2023年世界陸上競技選手権大会の女子やり投げで、北口榛花が同大会初優勝[730]。
  - 2023年FIBAバスケットボール・ワールドカップ開幕。フィリピン・日本・インドネシアの共催。日本では、沖縄県沖縄市の沖縄アリーナが会場となり、男子日本代表の5試合を含む1次ラウンド・グループEや順位決定戦などの試合で使用された。男子日本代表は3勝2敗で同大会を終え、最終順位は19位でアジア最上位となった。
- 8月26日
  - 栃木県宇都宮市・芳賀町で宇都宮ライトレール宇都宮駅東口-芳賀・高根沢工業団地間14.6kmが開業。既存路線の延長ではない全線を新規に建設する路面電車の開業は、1948年の富山地方鉄道伏木線以来75年ぶり[731][732][733]。
  - クルードラゴン宇宙船「スペースX Crew-7の打ち上げ成功。日本から古川聡が搭乗[734]。
- 8月28日 - 日田彦山線BRT添田駅-日田駅間が開通[735]。2017年の九州北部豪雨で被災した日田彦山線添田駅-夜明駅間をBRTに転換した。
- 8月31日 西武池袋本店で行なわれたストライキの様子

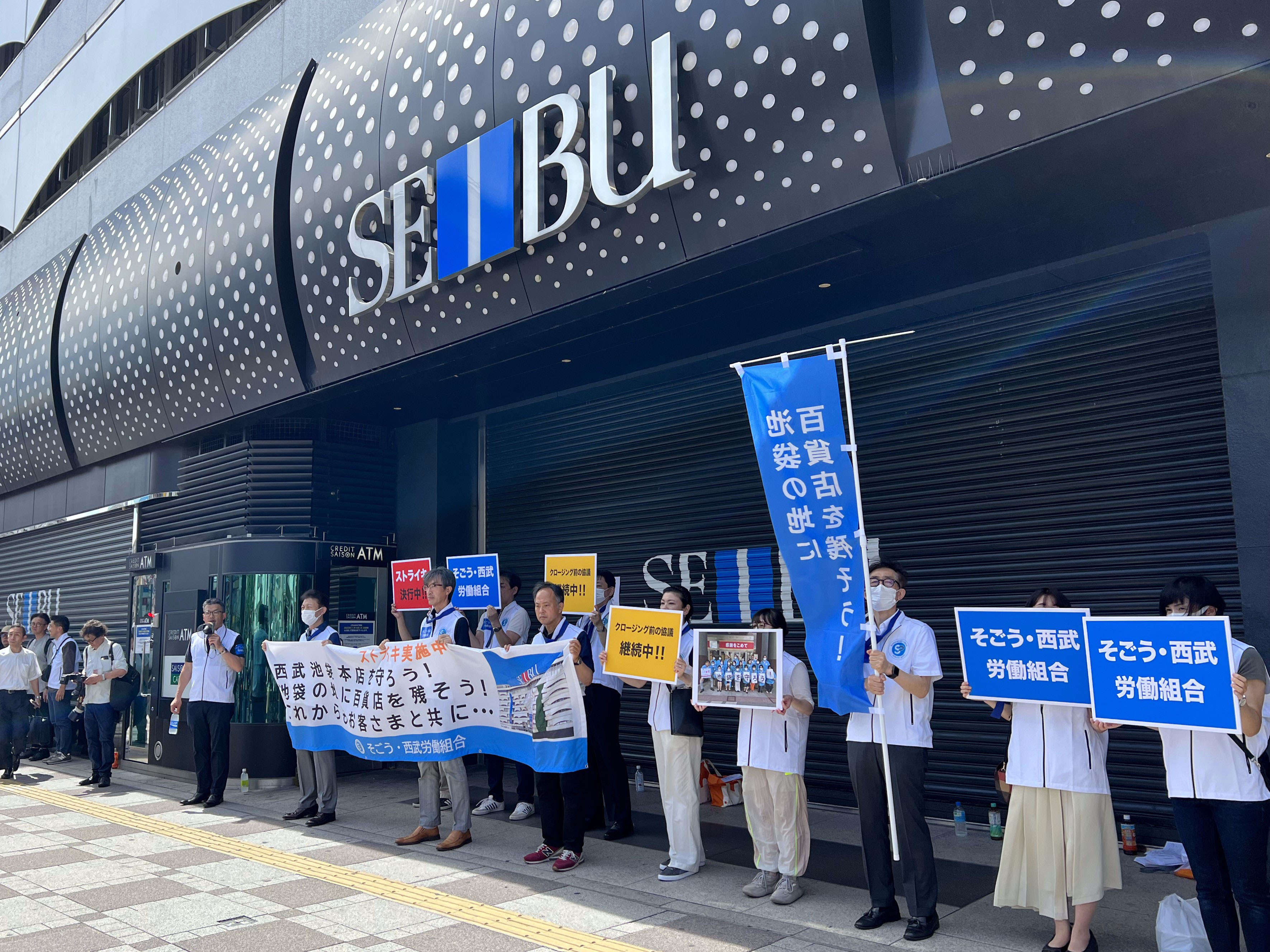
西武池袋本店で行なわれたストライキの様子

  - 百貨店「そごう・西武」の労働組合が、親会社・セブン&アイ・ホールディングスが米国ファンドへのそごう・西武の売却に反対するとしてストライキを決行。これにより西武池袋本店が終日営業休止に。大手の百貨店がストライキで終日休業するのは1962年の阪神百貨店以来61年ぶり[736][737]。しかし、セブン&アイ・ホールディングスは同日、翌9月1日付でそごう・西武を売却することを臨時の取締役会で正式決議した[738]。
  - JR札幌駅隣接の商業施設「札幌エスタ」（1978年9月開業）が、北海道新幹線札幌延伸に伴う再開発事業に伴いこの日の21時をもって閉店。45年の歴史に幕。またエスタ1階に設置していたバスターミナルも9月30日で閉鎖。閉鎖後に建物も解体される[739]。

### 9月
- 9月1日
  - 四国電力の石油火力発電所「阿南発電所 4号機」廃止[740]。
  - 内閣感染症危機管理統括庁発足[741]。内閣官房長官の松野博一は、記者会見で同庁の意義について問われ、「感染症危機への対応に係る司令塔機能を強化し、次の感染症危機に迅速・的確に対応できる体制を整えるために設置されたものであり、その目的を果たすべく取り組んで参りたいと考えております」と述べた[742]。
    - 感染症危機管理担当大臣に新型コロナ対策・健康危機管理担当大臣の後藤茂之が就任。新型コロナ対策・健康危機管理担当大臣は廃止された。

  - 岐阜県でパートナーシップ宣誓制度が始まる[743]。
  - 文部科学大臣の永岡桂子は、国際卓越研究大学の審査において、10大学の申請から東北大学が、一定の条件を満たした場合に認定するという留保を付しまして、同制度の認定候補とすることが適当との判断に至った、と有識者会議から報告を受けたと発表[744]。
  - セブン&アイ・ホールディングス傘下のイトーヨーカ堂が同傘下のヨークを吸収合併[745]。
  - カミキリムシ科のツヤハダゴマダラカミキリ及びサビイロクワカミキリが特定外来生物に追加され、飼養等、輸入、譲渡し等、放出等が禁止される[746]。
  - 日本国政府は、朝鮮民主主義人民共和国（北朝鮮）の核その他の大量破壊兵器及び弾道ミサイル関連計画その他の北朝鮮に関連する国際連合安全保障理事会決議により禁止された活動等に関与する者（3団体・4個人）に対する資産凍結等を実施[747]。
  - デュシット・インターナショナルのホテル「デュシタニ京都」開業。
- 9月2日 - 玉木雄一郎の任期満了に伴う国民民主党代表選挙が投開票され、玉木が前原誠司を破り再選する[748]。
- 9月3日
  - 岩手県知事選挙が投開票され、現職の達増拓也（無所属）が5選[749]。
  - 立川市長選挙が投開票され、新人の酒井大史（無所属）が初当選[750]。
  - 枚方市長選挙が投開票され、現職の伏見隆（大阪維新の会）が3選[751]。
  - 2023年岩手県議会議員選挙[752]。
- 9月4日 - 最高裁第1小法廷は、普天間飛行場の県内移設計画で、埋め立て工事の設計変更を承認しなかった県に国土交通相が是正指示をしたのは違法として、県が取り消しを求めた訴訟の上告審判決で、沖縄県側の上告を棄却[753][754]。
- 9月5日
  - 2019年に発生した「京都アニメーション放火殺人事件」の裁判員裁判が京都地方裁判所で開始され、被告人の男（当時45歳）は起訴事実を認めた一方、被告人の弁護人は犯行当時の被告人の責任能力について争う構えを見せた[755]。
  - 午前1時8分、兵庫県相生市佐方の山陽自動車道下りの尼子山トンネルで車両火災が発生。翌6日午後5時30分、鎮火。8人が負傷。車両被害は33台に上る[756]。この日より、播磨ジャンクション・赤穂インターチェンジ区間の上下線の通行止めが続いている（上りは解除、下りは同トンネルの甚大な損傷から相当期間を要する）[757]。
- 9月6日
  - ジャニーズ事務所が記者会見を開き、ジャニー喜多川による性加害はあったとの認識を示し、被害者に謝罪した。喜多川の姪で同社社長の藤島ジュリー景子は同社社長を5日付で引責辞任したことを発表[注 42]。後任に東山紀之が就任[758]。
  - 東京地検特捜部は、衆議院議員の秋本真利（比例南関東ブロック選出）を受託収賄の疑いで逮捕した。秋本は、弁護士を通じて「国会質問をした謝礼として賄賂を受けたという事実はありません。私は潔白です」というコメントを出した[759]。
  - 第26回日ASEAN首脳会議[760]。
  - 第26回ASEAN+3（日中韓）首脳会議[761]。
- 9月7日
  - 第18回東アジア首脳会議[762]。
  - X線分光撮像衛星（XRISM）と小型月着陸実証機（SLIM）を搭載したH-IIAロケット47号機の打ち上げが成功した[763]。
- 9月9日
  - 外務大臣の林芳正がウクライナを訪問。同国外務大臣のドミトロ・クレーバと会談[764][765]。林はブチャを訪問[766]。
  - 国土交通省は、みなとオアシス和倉温泉をみなとオアシスに新規登録。「温泉（和倉温泉）の文化とスポーツが融合した海辺空間」をコンセプトとした施設で構成されており、代表施設に和倉温泉お祭り会館がある[767]。
  - （現地時間）第18回20か国・地域首脳会合（-9月10日）[768]。
- 9月10日
  - インド（バーラト）を訪問中の内閣総理大臣の岸田文雄が、G20首脳向けプログラムの一環でラージ・ガート（英語版）に献花[769]。
  - 山形市長選挙が投開票され、現職の佐藤孝弘が3選[770]。
- 9月13日
  - 午前に第2次岸田第1次改造内閣の閣僚の辞表の取りまとめを行い[771]、午後に第2次岸田第2次改造内閣発足。各主要派閥等の入閣待機組（未入閣の自由民主党所属国会議員）の割り当て、留任1人と新任3人を含む女性5人が入閣、公明党との連立維持（自公連立政権）を特徴とする。外務大臣に元法務大臣の上川陽子、内閣府特命担当大臣（経済財政政策担当）に元総務大臣の新藤義孝が着任。財務大臣の鈴木俊一、経済産業大臣の西村康稔、国土交通大臣の斉藤鉄夫、内閣官房長官の松野博一、デジタル大臣の河野太郎、内閣府特命担当大臣（経済安全保障等）の高市早苗、内閣官房副長官の栗生俊一は留任。第1次岸田内閣より内閣官房副長官を務めていた木原誠二と磯﨑仁彦に代わり、村井英樹と森屋宏が着任。
  - 自由民主党新執行部発足。副総裁に麻生太郎（再任）、幹事長に茂木敏充（再任）、政務調査会長に萩生田光一（再任）、国会対策委員長に高木毅（再任）、総務会長に小渕優子（新任）、広報本部長に平井卓也（新任）[772]。
- 9月14日 - プロ野球・阪神が巨人を4-3で下し、18年ぶり6回目のセ・リーグ優勝を決める[773]。
- 9月15日 - 英国の名門校「ラグビー・スクール」の日本校が千葉県柏市柏の葉に開校[774]。
- 9月16日 - FIVBバレーボールワールドカップ女子が国立代々木競技場第一体育館で開幕（-9月24日）。上位2チームはパリオリンピック同競技出場権を獲得する。日本代表（監督：眞鍋政義）は3位。
- 9月18日 - 外務大臣の上川陽子が訪米（-9月23日）。各種国際会議や二国間の外相会談等に出席[775][776]。
- 9月19日 - 内閣総理大臣の岸田文雄が訪米（-9月21日）。第78回国際連合総会に出席[777]。同日、岸田は同総会で一般討論演説[778][779]。
- 9月20日
  - 皇嗣の秋篠宮文仁親王及び皇嗣妃の文仁親王妃紀子がベトナムを訪問（-9月25日）[780][781]。
  - プロ野球・オリックスがロッテを6-2で下し、2021年から3年連続15回目のパ・リーグ優勝[782]。
- 9月21日
  - 日本テレビホールディングスが、子会社の日本テレビ放送網がスタジオジブリの株式を取得し、子会社化することを発表した[783]。
  - 噴火浅根の噴火警報（周辺海域）を解除。昨年3月27日から28日に、噴火が発生したと判断され、27日に同警報が出されていた[784]。
- 9月22日
  - ソロモン諸島の首相のマナセ・ソガバレは、国際連合総会の一般討論演説で、処理水の放出を非難し、放出の即刻停止を求めた[785]。
  - 「男性・男児の性暴力被害者ホットライン[786]」開始[787]。
- 9月23日 - 中華人民共和国浙江省杭州市で第19回アジア競技大会開幕（-10月8日）。2022年アジア競技大会日本選手団は、金メダル52個・銀メダル67個・銅メダル69個の計188個を獲得。アジアの国別では開催国の中華人民共和国に次ぐ2位（2022年アジア競技大会のメダル受賞数一覧（英語版））。
- 9月24日
  - 東大阪市長選挙が投開票され、現職の野田義和（大阪維新の会）が5選[788]。
  - 真鶴町長解職に係る住民投票の開票結果が同町から発表され、有効投票3,582票のうち賛成が2,204票で有効投票の半数である1,791票を超え、同町長の松本一彦は失職[789]。
- 9月25日
  - 熊本県上益城郡山都町にある通潤橋が国宝に指定された[790]。
  - 厚生労働省が、エーザイ等開発のアルツハイマー病治療薬「レカネマブ」を承認。同病気の進行を抑制する国内で初めて承認される医薬品となる[791]。
- 9月26日 - 日本維新の会所属で衆議院議員の前川清成（比例近畿ブロック）が、奈良市で記者会見を開き、議員を辞職する意向を表明[792]。10月4日、前川は議員辞職。同月18日、選挙会が開催され、中嶋秀樹を当選人に決定した。19日、当選人の告示及び当選の告知が行われる[793]。
- 9月27日 - 財務省は、造幣局が日カンボジア友好70周年を記念する銀貨幣の製造をカンボジア国立銀行から受注した、と発表。日本においては、造幣局が販売する[794]。
- 9月29日
  - 中秋の名月。今年は満月で迎えた。
  - Kアリーナ横浜が、神奈川県横浜市に開業[795]。
- 9月30日
  - 新型コロナウイルス感染症（COVID-19）治療薬に係る薬剤費の全額公費負担が終了。来月以降は、一部自己負担となる[796]。
  - 兵庫県神戸市の有楽名店街閉鎖[797][798]。
  - 広島県呉市の日本製鉄瀬戸内製鉄所呉地区全面閉鎖[799][800]。
  - 日韓交流おまつりが東京都世田谷区の駒沢オリンピック公園で4年ぶりに対面開催[801]。
  - 北海道新聞及び信濃毎日新聞（長野県）の夕刊が原材料費の高騰、輸送コスト上昇、インターネットの普及などの理由によりこの日の発行をもっていずれも休刊。翌10月1日以降は朝刊及び電子版を拡充する[802][803]。
  - マイナポイント第2弾申込の受付が終了。2020年7月から開始した同ポイントに約7,556万人が申し込んだ。9月末時点で累計のマイナンバーカードの交付枚数は9,600万枚超、保有枚数は9,000万超、と総務大臣の鈴木淳司は記者会見で明かした[804]。
  - FIVBバレーボールワールドカップ男子が国立代々木競技場第一体育館で開幕（-10月8日）。上位2チームはパリオリンピック同競技出場権を獲得する。日本代表（監督：フィリップ・ブラン）は2位。

### 10月
- 10月1日
  - 消費税の仕入税額控除の方式としてインボイス制度が開始[805]。
  - 改正地域交通法（地域公共交通の活性化及び再生に関する法律）施行[b 23]。
  - 広告であることを明示せず一般の口コミを装い、インターネットや交流サイト（SNS）で商品などを宣伝するステルスマーケティングを不当表示の類型として新たに指定し禁止した改正景品表示法施行。ただし事業者のみ違反に対し行政指導の対象となりいわゆるインフルエンサーは対象外[806]。
  - 匿名通報事業の制度を変更。治安対策上の脅威となっている犯罪組織に関する情報やオンラインカジノに関する情報についても、制度の対象に追加。犯罪組織の壊滅につながる情報に対しては、情報料の上限額を100万円に引き上げる[807]。
  - 凸版印刷が持株会社に移行し、社名をTOPPANホールディングスに変更[808]。
  - 商船三井子会社の商船三井フェリーとフェリーさんふらわあが事業統合。新会社「商船三井さんふらわあ」が発足[809]。
  - 東京都、0〜2歳児の第2子の保育料を一律で無償化[810]。
  - 南海電気鉄道運賃改定[811]。
  - 徳島バスが徳島バス阿南を吸収合併[812]。
  - NHK受信料値下げ[813]。
  - 広島県廿日市市は厳島（宮島）に観光目的で入島する人に対し宮島訪問税の徴収（1人100円）を開始。宮島行きのフェリー運賃に100円を上乗せして支払う[814]。
- 10月2日 - ジャニーズ事務所が記者会見を行った。同社代表取締役社長の東山紀之やジャニーズアイランド代表取締役社長の井ノ原快彦などが登壇[注 43] し、創業者の性加害を改めて謝罪。同事務所は社名をSMILE-UP.に10月17日付での変更が発表された。[815]
- 10月3日
  - （現地時間）コソボ・プリシュティナに元内閣総理大臣の安倍晋三に因んで名付けられた「安倍晋三公園（PARKU SHINZO ABE）」が開設された[816]。
  - 外国為替市場で円相場が一時、1ドル=150円台をつけた[817][818]。
  - （現地時間）世界体操競技選手権の男子団体決勝がベルギー・アントワープで行われ、日本代表が優勝[819]。5日、橋本大輝が男子総合で2連覇[820]。詳細は2023年世界体操競技選手権。
- 10月6日
  - 日本政府は、アルメニア及びアゼルバイジャンにおけるナゴルノ・カラバフの避難民等に対して、総額200万ドルの緊急無償資金協力の実施を決定[b 24]。
  - 日本政府は、リビア東部で発生した洪水被害に対して、総額300万ドルの緊急無償資金協力を実施することを決定[b 25]。
- 10月7日 - 特別国民体育大会 燃ゆる感動かごしま国体が鹿児島県で開幕（-10月17日）[注 44][821]。「国民体育大会（国体）」の名称で催行された最後の大会だった。来年度の第78回大会（佐賀県）から「国民スポーツ大会（国スポ）」の名称で催行。
- 10月8日
  - フランスで9月8日から開催されているラグビーワールドカップのプールD・日本代表-アルゼンチン代表戦が行われ、27-39で惜敗。日本代表の通算成績は2勝[注 45] 2敗[注 46] で3位。ノックアウトステージ（決勝トーナメント）進出を逃したが、ラグビーワールドカップ2027の予選が免除され、出場権を獲得。
  - 「イスラエル・パレスチナ武装勢力間の衝突について」と題した外務大臣談話を発表[b 26]。内閣総理大臣の岸田文雄はXで日本語・英語で投稿[822]。
- 10月10日
  - 全国銀行通信データ通信システムで不具合が発生。一時、一部銀行で他行宛の振込取引ができない状況に陥った[823]。
  - 日本維新の会の参議院議員鈴木宗男が同政党に離党届を提出し、受理された[824]。
  - 徳島県議会で、徳島県知事の在任期間に関する条例の制定について採決され、賛成多数で可決[825]。前知事の任期が長期化したことに伴い、起案されていた。
  - （現地時間）国際連合人権理事会理事国選挙が行われ、日本は第1回目の投票で理事国に選出された。アジア太平洋グループの当選国は、インドネシア、クウェート、日本、中国。任期は2024年1月1日から3年間[b 27]。
  - 日本政府は、2023年アフガニスタン西部地震（英語版）被害に対し、緊急援助物資（テント、毛布等）を供与することを決定[b 28]。17日、300万ドルの緊急無償資金協力の実施を決定[b 29]。加えて、ジャパン・プラットフォームを通じたODAによる支援として、約146万ドルの支援を行う[826]。
  - 長崎県第4区補欠選挙への立候補に伴い、立憲民主党の衆議院議員末次精一（比例九州ブロック）が退職。欠員の繰上補充により、屋良朝博の当選が決定。任期は19日から[827]。
- 10月11日 - 第71期王座戦第4局が京都府京都市ウェスティン都ホテル京都で行われ、藤井聡太7冠（竜王・名人・王位・叡王・棋王・王将・棋聖）が永瀬拓矢王座に競り勝ち、将棋のタイトル戦において前人未到の8冠を達成。
- 10月12日 - 東京都は、咽頭結膜熱（プール熱）の都内の小児科定点医療機関の10月2日から10月8日までにおける患者報告で、警報レベルにある保健所の管内人口の合計が都全体の人口の30％超となり、都全体としての警報基準に達した、と発表した。都全体で警報基準に達するのは、感染症法施行後初めて[828]。
- 10月13日
  - 日本国内で唯一タスマニアデビルを飼育していた多摩動物公園の動物個体「テイマー」が死亡。16日時点で、国内飼育頭数は0頭になった[829]。
  - 文部科学省が世界平和統一家庭連合に解散命令請求を行い、東京地方裁判所は受理[830][831]。
- 10月14日
  - （現地時間）イスラエルに滞在していた日本人8人が、政府の手配したチャーター機によって、アラブ首長国連邦のドバイに到着[b 30]。
  - 韓国政府が派遣した軍の輸送機に日本人51人が同乗し、イスラエルを出国。夜、ソウル近郊の空港に到着[832]。15日、日韓外相電話会談が行われ、外務大臣の上川陽子が韓国外交部長官の朴振に韓国政府の支援に対して深い感謝の意を表明した[b 31]。
  - 第38回国民文化祭 第23回全国障害者芸術・文化祭 いしかわ百万石文化祭2023開催（-11月26日）[833]。
- 10月16日 - 翌17日付でSMILE-UP.への社名変更に伴い、ジャニーズ事務所がこの日を以って消滅。ジャニーズショップの実店舗及びオンラインストアの営業もこの日を以って終了。
- 10月18日 - 日本政府代表（中東和平担当特使）の上村司を中東諸国（エジプト、ヨルダン、カタール）に派遣（-10月22日）[b 32]。
- 10月19日 - （現地時間）航空自衛隊のKC-767がイスラエルを出国し、ヨルダンを経由。日本人60人及びその外国籍の家族4人、韓国人18人及びその外国籍の家族1人が搭乗[b 33][b 34]。日本時間21日、日本に到着[b 35]。
- 10月20日
  - 第212回国会（臨時会）開会。
    - 昨19日に衆議院議長の細田博之（自由民主党）から一身上の都合による辞任願に対し、国会は辞任を許可。
    - 第79代衆議院議長に額賀福志郎（自由民主党）が当選。

  - 環境大臣の伊藤信太郎は、記者会見で「今年度のクマによる人身被害の件数は、9月末時点で全国計105件でございまして、統計を取り始めた平成18年度以降で最も多い数」と明かし、国民に改めて注意を呼びかける旨を述べた[834]。
- 10月22日
  - 衆議院及び参議院補欠選挙。
    - 衆議院長崎県第4区が投開票され、新人の金子容三（自由民主党）が初当選[835]。
    - 参議院徳島県・高知県選挙区が投開票され、元職の広田一（無所属）が当選[836]。

  - 2023年宮城県議会議員選挙。
  - 所沢市長選挙が投開票され、新人の小野塚勝俊（無所属）が初当選[837]。
- 10月23日
  - デンマーク首相のメッテ・フレデリクセンが訪日（-10月26日）[838]。25日、日・デンマーク首脳会談[839]。
  - 文部科学省の外郭団体（日本私立学校振興・共済事業団）、日本大学に対して私立大学の補助金の不交付を決定[840]。
  - 核融合実験装置JT-60SAがプラズマの生成に初めて成功[841]。
- 10月24日
  - 各地方運輸局が、ビッグモーターの34事業所に対して行政処分[b 36]。
  - 日本政府は、パレスチナのガザ地区における人道状況の悪化を踏まえ、1,000万ドルの緊急無償資金協力の実施を決定[b 37]。
  - 外務省人事異動で、国際連合日本政府代表部在勤特命全権大使（国連大使）に山﨑和之、中華人民共和国駐箚特命全権大使に金杉憲治、アメリカ合衆国駐箚特命全権大使に山田重夫、欧州連合日本政府代表部在勤特命全権大使に相川一俊、ロシア連邦駐箚特命全権大使に武藤顕などが着任[842]。
- 10月25日
  - 最高裁大法廷は、トランスジェンダーが戸籍上の性別を変えるのに、生殖能力を失わせる手術を必要とする「性同一性障害特例法」の要件[注 47]を、「違憲（日本国憲法第13条に違反して無効）」とする決定を出した。裁判官15人全員一致の判断。外観要件[注 48]は高裁に差し戻す[845]。
  - イスラエルのエル・アル航空、テルアビブのベン・グリオン国際空港発・千葉県の成田国際空港行の直行便が本日を最後に当面運休[846][b 38]。
  - 参議院議員で文部科学大臣政務官兼復興大臣政務官の山田太郎が大臣政務官の職を辞したい旨の申し出があり、内閣はこれを承認した。26日、後任に参議院議員の本田顕子を当てることを決定した[847]。
  - 福島第一原子力発電所の増設ALPS建屋で、浄化処理途上の汚染水を移送する配管の洗浄作業中に、洗浄水が作業員に飛散するという事案が発生した。作業員5人に飛散し、4人に身体汚染があった。うち2人は、病院に搬送された[848]。
- 10月26日
  - 韓国の最高裁判所大法院は、長崎県対馬市の寺（観音寺）から盗まれて韓国に持ち込まれた仏像の所有権を巡り、観音寺の所有権があると判決を出した。韓国の浮石寺は、本来の所有権を主張していた[849]。
  - JAPAN MOBILITY SHOW開幕（-11月5日）。「東京モーターショー」から改名。
- 10月27日
  - 2019年に発生した池袋暴走事故で、事故の遺族が既に禁錮5年の刑が確定した元通商産業省工業技術院院長の飯塚幸三に対して損害賠償を求めた裁判で、東京地方裁判所は飯塚に1億4000万円の賠償金を支払うよう命じた[850]。
  - 李克強中華人民共和国国務院総理が逝去。内閣総理大臣の岸田文雄及び外務大臣の上川陽子が弔意メッセージを発出[851]。2018年、李は公賓で訪日[852]。
- 10月28日
  - G7大阪・堺貿易大臣会合（-10月29日）[853]。29日、G7貿易大臣声明を採択[b 39][854]。
  - 燃ゆる感動かごしま大会 特別全国障害者スポーツ大会開催（-10月30日）。
  - 国際連合総会は、中東における即時かつ持続的な人道的休戦を求める決議を採択、賛成は120[855]。日本は棄権[856]。
- 10月29日
  - 8月29日から行方不明となっていた長野県大町市に住む高校1年の女子生徒が、この日の朝宮城県仙台市内で発見され無事保護された[857]。その後、長野県警は未成年者誘拐容疑で岩手県奥州市の28歳の派遣社員の男を逮捕した[858]。
  - 天皇と皇后が東京競馬場に行幸、天皇賞（秋）に親臨（天覧競馬）[859]。イクイノックスが優勝[860]。
- 10月30日
  - G7首脳、「広島AIプロセスに関するG7首脳声明」を発出[861]。
  - 外務省と徳島県の共催で、12か国から計16人の駐日各国大使（夫妻）の視察が行われた。上勝町ゼロ・ウェイストセンターやいろどり、今年4月に開校した神山まるごと高等専門学校などの徳島県内で行われているSDGsの取り組みを視察（-10月31日）[862]。
- 10月31日
  - 東京都豊島区池袋に「アニメ東京ステーション」がオープン[863]。
  - 午後1時10分頃、埼玉県戸田市の病院で発砲事件が発生[864]。さらに2時15分頃には同県蕨市の郵便局で、女性2人を人質に取って立てこもる事件が発生[864]。その後、埼玉県警は翌11月1日未明、戸田市内に住む86歳の男を人質強要処罰法違反容疑で逮捕した[865]。
  - 法務副大臣の柿沢未途から職を辞したいとの申し出があり、内閣はこれを承認した。2023年江東区長選挙を巡って、区長側に有料広告の利用を提案したとみられている[866]。

### 11月
- 11月1日
  - （現地時間）退避を希望していた全ての日本人10人及びそのパレスチナ人家族8人の計18人が、ガザ地区からエジプトに陸路で退避[注 49][867]。
  - 佳子内親王、ペルー訪問（-11月10日）[868]。
  - ジブリパークのうち「もののけの里」開園[869]。
  - 愛媛県大洲市で林野火災が発生。林野被害は20ヘクタールに及んだ。軽症が1人。同月8日に鎮火[870]。
- 11月2日
  - 外務大臣の上川陽子が、イスラエル及びヨルダン、パレスチナを訪問（-11月5日）[871]。3日、イスラエル外務大臣のエリ・コーヘンと外相会談[872]。パレスチナ外務・移民庁長官のリヤード・マーリキー（英語版）と外相会談[873]。翌4日、ヨルダン副首相兼外務・移民大臣のアイマン・サファディ（英語版）と外相会談[874]。[875]
  - イスラエルに在留する邦人20名及び外国籍家族2名、韓国人やベトナム人など及び外国籍家族の計46人が、航空自衛隊のKC-767によりイスラエルを出発。3日、到着[876]。
- 11月3日 - 内閣総理大臣の岸田文雄が、フィリピン及びマレーシアを訪問（-11月5日）[877]。3日、日・フィリピン首脳会談[878]。創設後初の案件となる政府安全保障能力強化支援（OSA）において、特にフィリピン海軍（英語版）に沿岸監視レーダーシステム、額で6億円を供与[879]。5日、日・マレーシア首脳会談[880]。
- 11月5日
  - 京セラドーム大阪で行われたプロ野球・日本シリーズで阪神がオリックスを7-1で下し、阪神が1985年以来38年ぶり2度目の日本一となる[881]。
  - 立憲民主党所属で元首相の菅直人衆議院議員（東京都第18区）が次期衆院選不出馬を表明[882]。
  - 広島県海田町長選挙が投開票され、無所属で新人の竹野内啓佑が初当選[883]。これに際し、産経新聞が投票締切前の18時30分から約1時間にわたり、自民党が推薦した候補が落選した記事を誤って自社のニュースサイトで配信していたことが判明し、謝罪した[884]。
- 11月6日
  - 国立科学博物館、READYFORでのクラウドファンディングで、約9.2億円の寄付が集まったと発表[885]。
  - 内閣官房長官の松野博一は、岸田文雄偽動画拡散問題に関して記者会見で問われ、「AIを用いて作成したとみられる岸田総理の偽動画、いわゆるフェイク情報がSNSで拡散されたと承知していますが、個々のSNS上の投稿についてコメントすることは控えたいと思います。その上で、一般論で申し上げれば、（政府の情勢を…）政府の情報を偽って発信することは、場合によっては民主主義の基盤を傷つけることにもなりかねず、行われるべきではありません。また、どのような意図であれ、偽情報の投稿は社会を混乱させたり、他人に迷惑をかけたり、罪になる場合もあるので、そのような行為はくれぐれも慎んでいただくようお願いしたいと思います」と述べた[886]。
  - 政治家女子48党、みんなでつくる党に名称を変更[887]。
- 11月7日
  - G7外相会合（-11月8日）[888][889]、成果文書として「G7外相声明」を発出[890]。
  - 防衛大臣の木原稔は、記者会見で、「射撃場（日野基本射撃場）に向かう車両の中で外部に向かって中指を立てる不適切な行為を行った隊員がいたという御指摘については、これは事実であるということを確認をいたしました」「（射撃訓練の再開日に）不適切な行為を行った隊員がいたということ、そういう事実は大変遺憾に感じてます」と語り、その上で、「今後、確認を進める中で判明した事実に基づき厳正に対処してまいります」と述べた[891]。東海テレビ放送などが報じている[892]。同射撃場は、今年6月に日野基本射撃場発砲事件が発生している。
- 11月9日 - MLB選手の大谷翔平が、小学校全約2万校にジュニア用グラブを3個ずつ寄贈する旨を発表した[893]。
- 11月12日
  - 八幡市長選挙が投開票され、新人の川田翔子（無所属）が初当選[894]。
  - 飯塚市長選挙が投開票され、新人の武井政一（無所属）が初当選[895]。
  - 青梅市長選挙が投開票され、新人の大勢待利明（無所属）が初当選[896]。
  - 釜石市長選挙が投開票され、新人の小野共（無所属）が初当選[897]。
  - 真鶴町長選挙が投開票され、新人の小林伸行（無所属）が初当選[898]。
  - 2023年福島県議会議員選挙[899]。
- 11月13日
  - 藤井聡太竜王名人、内閣総理大臣顕彰授与[900]。
  - 財務副大臣の神田憲次から職を辞したいとの申し出があり、内閣はこれを承認[901]。後任に赤沢亮正[902]。現内閣の政務三役において、3人目の辞任。
- 11月14日
  - バドミントンにおいて、BWFワールドツアーSuper500に分類される『ジャパン・マスターズ』が今年より開始。熊本県で「熊本マスターズ」開幕（-11月19日）[903]。
  - 国際博覧会担当大臣の自見英子は、2025年日本国際博覧会（大阪・関西万博）においてエストニアとメキシコから「国内事情により、参加を辞退したいとの正式な通知があった」と記者会見で述べた。この時点で、参加表明した国及び機関の数は、160か国・9機関[904]。
- 11月15日
  - 東京都江東区区長の木村弥生が、本日付で辞職。10月30日より、副区長が区長の職務を代理[905]。12月10日、江東区長選挙を予定[906]。
  - 内閣総理大臣の岸田文雄が、アジア太平洋経済協力（APEC）首脳会議に参加するため、アメリカ合衆国サンフランシスコを訪問（-11月19日）[907][908]。16日、日加首脳会談[909]・日韓首脳会談[910]・日米首脳会談[911]・日中首脳会談[912]。
- 11月16日
  - HANEDA INNOVATION CITY全面開業[913][914]。
  - 愛知県・岐阜県でラリージャパン（-11月19日）。
- 11月17日
  - 実の父親と母親の自殺を手助けしたとして自殺幇助の罪に問われた歌舞伎俳優の四代目市川猿之助に対し、東京地裁は懲役3年、執行猶予5年の有罪判決を言い渡した[915]。その後、11月20日付で判決が確定した[916]。→6月27日のできごと参照
  - 参議院本会議で、特別職の職員の給与に関する法律及び二千二十五年日本国際博覧会政府代表の設置に関する臨時措置法の一部を改正する法律案が可決、成立[917]。
  - キルギス共和国大統領のサディル・ジャパロフ夫妻が訪日（-11月20日）[918]。20日、日・キルギス首脳会談[919]。
- 11月18日
  - 創価学会名誉会長（同会第3代会長）・池田大作の死去（11月15日、享年95）が公表される[920]。
- 11月19日
  - 長門市長選挙が投開票され、現職の江原達也が再選[921]。
  - 阿南市長選挙が投開票され、新人の岩佐義弘が初当選[922]。
  - 日本郵船が運航するバハマ籍自動車運搬船「Galaxy Leader（英語版）（ギャラクシー・リーダー）」が紅海のイエメン沖を南下中にフーシ（ホーシ）派の勢力に拿捕された。船員に日本人は含まれていない。外務省は、フーシ派などに対して船舶及び船員の早期釈放を強く求めるよう働きかけをしている[923]。
- 11月21日 - 朝鮮民主主義人民共和国が、日本政府に打ち上げを予告（11月22日-12月1日[924]）していた人工衛星を搭載したロケットを発射。日本政府は、「弾道ミサイル」と称し、軌道上の沖縄県に全国瞬時警報システム（Jアラート）を発出[924]。
- 11月22日
  - JR東日本クロスステーションフーズカンパニーが展開する「Becker's」がブランド展開を終了。同柏店が同日22時に閉店[925]。
  - 公明党訪中団（団長-山口那津男）、訪中（-11月23日）[926][927]。
- 11月23日
  - 兵庫県及び大阪府で、阪神タイガース・オリックスバファローズ優勝記念パレード。
    - 兵庫県会場は、神戸市三宮（東遊園地前-フラワーロード-国際会館前交差点左折-三宮中央通り-元町通1交差点左折-鯉川筋-メリケンパーク）。午前に阪神、午後にオリックス[928]。
    - 大阪府会場は、大阪市御堂筋（北浜3交差点-新橋北交差点）。午前にオリックス、午後に阪神[929]。

  - 第100回ラグビー早慶戦が国立競技場で行われ、早稲田大学が慶應義塾大学に43-19で勝利[930]。
  - ソウル高裁、旧日本軍の慰安婦ら16人が日本政府に損害賠償を求めた訴訟の控訴審で、原告の訴えを認め日本政府に賠償を命じる判決を下した[931][932]。
  - 中華人民共和国から贈呈され佐渡トキ保護センターで飼育されていたトキ「洋洋」死亡、享年27[933]。同様に贈呈されたトキ「友友」とペアを組み、これまでに29羽のヒナを巣立たたせ、多くの孫やひ孫も巣立たせるなど、日本国内でのトキの保護増殖の成功に貢献。伊藤信太郎環境大臣は、洋洋の貢献と中国の協力に謝意を示した[934]。
- 11月24日
  - 麻布台ヒルズ開業。そのうち「森JPタワー」の高さは330メートルで、あべのハルカスを超えて高さ日本一になった[935]。
  - 佐賀県内の農場から、家禽の死亡頭数の増加がみられる旨の通報を受け、同県が農場を立ち入り検査し、鳥インフルエンザの簡易検査を実施したところ陽性であることが判明した。翌25日、当該家禽について遺伝子検査の結果、高病原性鳥インフルエンザの疑似患畜であることを確認。今季国内1例目[936]。
- 11月25日 - 明治安田生命J1リーグ第33節のヴィッセル神戸-名古屋グランパス戦が御崎公園球技場（ノエビアスタジアム神戸）で行われ、2-1でヴィッセル神戸が勝利。ヴィッセル神戸は同リーグで初優勝を果たした。ヴィッセル神戸には、今夏までスペインの名選手アンドレス・イニエスタが在籍していた。
- 11月26日
  - 第10回日中韓外相会議（韓国・釜山海雲台）[937][938]。
  - 高知県知事選挙が投開票され、現職の浜田省司（無所属）が再選[939]。
  - 高知市長選挙が投開票され、新人の桑名龍吾（無所属）が初当選[940]。
  - 米沢市長選挙が投開票され、新人の近藤洋介（無所属）が初当選[941]。
- 11月27日
  - 初のあいち県民の日。1872年同日に愛知県（改称前：名古屋県）と額田県が合併し、現在の同県が誕生。昨年、県政150年を記念し、同県民の日に係る条例を制定。同月21日から27日までを「あいちウィーク」と定め、同県の施設等が割引や無料で利⽤できたり、期間中1日が「県民の日学校ホリデー」として学校休業日になることがある[942]。
  - ベトナム社会主義共和国主席のヴォー・ヴァン・トゥオン夫妻が訪日（-11月30日）[943]。同日、日・ベトナム首脳会談[944]。
- 11月29日
  - 参議院本会議で、令和五年度一般会計補正予算が可決、成立[945][946]。また、令和五年度特別会計補正予算が可決、成立[947]。
  - 参議院本会議で、北朝鮮による衛星打ち上げを目的とする弾道ミサイル技術を使用した発射に抗議する決議案が可決[948]。
  - 参議院本会議で、地方交付税法及び特別会計に関する法律の一部を改正する法律案が可決、成立[949]。
  - 参議院本会議で、国立研究開発法人宇宙航空研究開発機構法の一部を改正する法律案が可決、成立[950]。
  - イスラエル及びガザ情勢に関するG7外相声明発出[951]。
  - 午後2時50分頃、鹿児島県屋久島付近の洋上でアメリカ空軍横田基地所属V-22（オスプレイ）が墜落[注 50][953]。12月6日、米空軍特殊作戦群は乗員8人の死亡が確認された旨を発表[954]。
- 11月30日
  - 国会議員5人、共同の記者会見で新政党「教育無償化を実現する会」を発表。前原誠司（国民民主党）・嘉田由紀子（同）・斎藤アレックス（同）・鈴木敦（同）・徳永久志（無所属）が参加予定。なお、国民民主党所属国会議員4人は離党届が受理されていない。同議員らは会派「国民民主党・新緑風会」の会派離脱届も提出しているが、受理されていない。
  - NHK-BS『NHK BSプレミアム（103ch）』がこの日を以って通常放送終了。なお、翌12月1日の午前5時まで放送は続いており、最終通常番組は「ナイル源流を行く」だった。以降は、「NHK BS」「NHK BSプレミアム4K」への移行に関するお知らせの番組が流される。また、統合先の「NHK BS1」及び「NHK BS4K」の名称がこの日を以って変わった。
  - 北海道電力の石油火力発電所「伊達発電所」1号機休止。2号機は24年3月末で休止予定[955][956]。
  - 武蔵野市の松下玲子市長退任[957]。12月24日、武蔵野市長選挙が執行された[958]。
  - 内閣総理大臣の岸田文雄、第28回気候変動枠組条約締約国会議（COP28）出席（-12月3日）[959]。
  - COCONO SUSUKINO開業[960]。

### 12月
- 12月1日
  - NHKの新しい衛星放送チャンネル、NHK BSとNHK BSプレミアム4Kが放送開始[961]。
  - 社会民主党党首選挙が告示され、現職の福島瑞穂党首の他に立候補がなかったため、無投票で連続3選[962]。
  - 日本国政府、北朝鮮の核その他の大量破壊兵器及び弾道ミサイル関連計画その他の北朝鮮に関連する国際連合安全保障理事会決議により禁止された活動等に関与する者に対する資産凍結等の措置を実施[963]。
  - 内閣官房長官の松野博一、米国側に対して（オスプレイの）事故発生を受けて国内配備のオスプレイについて捜索救助活動を除いて飛行に係る安全が確認されてから飛行を行うよう正式に要請してきていると述べ、日本政府の随時の要請にもかかわらず、飛行安全の十分な説明のない中でオスプレイの飛行が行われている事について「懸念」を有している旨を記者会見で答えた[964]。
  - 補完的保護対象者の認定制度開始[965][966]。
  - 日・カタール首脳会談[967]。
  - 日・トルコ首脳会談[968]。
  - 心情等伝達制度の運用開始[969]。
- 12月2日
  - 日・ヨルダン首脳会談[970]。
  - 日・イラン首脳電話会談[971]。
  - 日伊首脳会談[972]。
- 12月3日
  - 津久見市長選挙が行われ、新人の石川正史（無所属）が初当選[973]。
  - 能勢電鉄妙見の森ケーブルおよび妙見の森リフトがこの日限りで廃止。
- 12月4日 - 気候行動ネットワークの「化石賞（Fossil Of The Day）」で日本が2位に選出、授与された[974]。
- 12月6日
  - ノルウェー王国首相のヨーナス＝ガール・ストーレが訪日（-12月8日）[975]。7日、日・ノルウェー首脳会談[976]。
  - 参議院本会議で、官報の発行に関する法律案が可決、成立[977]。官報の発行に関する法律の施行に伴う関係法律の整備に関する法律も可決、成立[978]。
  - 参議院本会議で、大麻取締法及び麻薬及び向精神薬取締法の一部を改正する法律案が可決、成立[979]。
- 12月7日
  - G7首脳テレビ会議。ウクライナ大統領のウォロディミル・ゼレンスキーも参加。岸田は、ウクライナ情勢に関して10億ドル規模の追加支援の決定及びこの追加支援など総額45億ドル規模の支援の用意がある旨を表明[980]。ゼレンスキーは謝意[981]。
  - マーシャル諸島共和国大統領のデービッド・カブアが訪日（-12月10日）[982]。8日、日・マーシャル諸島首脳会談[983]。
  - 北海道函館市で、イワシとサバなどが大量に漂着した。現時点で原因は不明。その魚を食べないように勧告された[984]。
- 12月8日
  - G7茨城水戸内務・安全担当大臣会合（-12月10日）[985]。
  - 衆・参予算委員会。与野党質問者が政治資金パーティー収入の裏金問題を含む「政治とカネ」などを質問。この日、松野博一、高木毅、世耕弘成など安倍派幹部に関する疑惑を各社がスクープ[986][987][988]。
- 12月9日
  - 2023/2024 ISUグランプリファイナルが中国北京で行われ、女子シングルで坂本花織が初優勝した[注 51]。
  - 皇后は還暦をお迎えになる[989]。
- 12月10日
  - 江東区長選挙が投開票され、新人の大久保朋果（無所属）が初当選[990]。
  - 福井市長選挙が投開票され、新人の西行茂（無所属）が初当選[991]。
  - MLB選手の大谷翔平、次の所属チーム先にロサンゼルス・ドジャースを選ぶ決断をしたと発表。今季まで大谷はロサンゼルス・エンゼルスに6年間在籍していた[992]。
  - 小田急電鉄の特急ロマンスカー「小田急50000形電車（VSE）」が完全引退[b 40]。
  - 陸上自衛隊中部方面後方支援隊祝園分屯地所属の自衛官が殺人の容疑で逮捕。今月2日に外出許可され、その後に所在不明になっていた。同月3日の京都市東山区の刺殺事件に関与したとみられている。12日、防衛大臣の木原稔は「言語道断であり、誠に遺憾」の旨を述べた[993]。
- 12月11日 - 参議院本会議で、国立研究開発法人情報通信研究機構法の一部を改正する等の法律案いわゆる改NICT法案が与党などの賛成多数により可決、成立した[994]。
- 12月12日
  - 衆議院本会議で、立憲民主党によって提出された政治資金パーティー収入の裏金問題を理由とする内閣官房長官の松野博一の不信任決議案が自由民主党と公明党の反対により反対多数で否決された[995]。
  - 国内最高齢者だった巽フサ（1907年4月25日、116歳）が逝去。国内最高齢者は糸岡富子（1908年5月23日、115歳）になる[996]。
- 12月13日
  - 衆議院本会議で、政治資金パーティー収入の裏金問題を理由とする内閣不信任決議案が立憲民主党により提出され、自由民主党や公明党の反対により反対多数で否決される[997]。
  - 参議院本会議で特定不法行為等に係る被害者の迅速かつ円滑な救済に資するための日本司法支援センターの業務の特例並びに宗教法人による財産の処分及び管理の特例に関する法律案いわゆる旧統一教会の被害者救済の法案が自由民主党、公明党、立憲民主党、日本維新の会、国民民主党の賛成多数で可決、成立した[998]。
  - 参議院本会議で、国立大学法人法の一部を改正する法律案が自由民主党、公明党、国民民主党、日本維新の会の賛成多数により可決、成立[999]。
  - 改正旅館業法施行。営業者が、特定の要求(迷惑行為)を行った人の宿泊を拒むことができるようになる[1000][1001]。厚生労働省は障害者が合理的な配慮を宿泊施設に求めることは宿泊拒否の理由にならないとしたものの、障害者団体などからは障害者が宿泊拒否され差別を助長する可能性があるとの懸念が出ていた[1002]。
  - 国民民主党は両院議員総会で新党の結成表明した前原誠司代表代行、斎藤アレックス衆議院議員、鈴木敦衆院議員、嘉田由紀子参院議員の4人を党の結束を乱したなどとして全会一致で除籍処分することに決めた。また、比例選挙区から出馬した斎藤と鈴木両議員には議席を党に返すべきだとして議員辞職勧告の処分となった[1003]。
  - 第212回国会（臨時会）閉会[1004]。
  - 厚生労働省、国内で初めてのエムポックス患者死亡例を確認したと発表[1005]。
  - 教育無償化を実現する会、正式結成。総務省は、14日に政治資金規正法に基づく政治団体の届出を受理した[1006]。
- 12月14日
  - 内閣官房長官の松野博一が内閣総理大臣の岸田文雄に辞表を提出。後任には前外務大臣の林芳正が就任[1007][1008]。
  - 経済産業大臣の西村康稔が岸田に辞表を提出。後任には前法務大臣の斎藤健が就任[1007][1008]。
  - 総務大臣の鈴木淳司が岸田に辞表を提出。後任には前総務大臣の松本剛明が就任[1007][1008]。
  - 農林水産大臣の宮下一郎が岸田に辞表を提出。後任には元内閣府特命担当大臣地方創生担当の坂本哲志が就任[1007][1008]。
  - 内閣府副大臣の堀井学、外務副大臣の堀井巌、文部科学副大臣の青山周平、経済産業副大臣の酒井庸行、防衛副大臣の宮澤博行、財務大臣政務官の佐藤啓が辞表届を提出[1009]。午後、内閣府副大臣に古賀篤、外務副大臣に柘植芳文、文部科学副大臣に阿部俊子、経済産業副大臣に上月良祐、防衛副大臣に鬼木誠、財務大臣政務官に進藤金日子が着任[1010]。
  - 政治資金パーティー収入の裏金問題を理由に萩生田光一自由民主党政務調査会長、高木毅自由民主党国会対策委員長、世耕弘成自由民主党参院幹事長が辞表を提出[1007]。
  - 政治資金パーティー収入の裏金問題を理由に上野通子内閣総理大臣補佐官、佐藤啓財務大臣政務官、和田義明防衛大臣補佐官が辞表を提出[1007]。
  - 衆議院議員の柿沢未途が、自由民主党に離党届を提出。同党は受理した[1011][1012]。
- 12月15日 - 朝鮮学校の高校無償化を求める「金曜行動」が500回を迎えた。文部科学省前で数百人が声を上げた[1013][1014]。
- 12月16日 - 日本ASEAN友好協力50周年特別首脳会議（-12月18日）[注 52][1015]。
- 12月17日 - 三鷹跨線人道橋の渡り納めイベント最終日。解体工事は12月に開始[1016]。
- 12月18日
  - 「ウクライナ復興支援サッカー・チャリティーマッチ」が国立競技場で行われ、アビスパ福岡とFCシャフタール・ドネツクが試合を行った[1017]。2-2で引き分け。
  - アジア・ゼロエミッション共同体（AZEC）首脳会合開催[1018][1019]。
- 12月19日
  - 外務省人事異動で、中華人民共和国駐箚特命全権大使の垂秀夫やロシア連邦駐箚特命全権大使の上月豊久などが辞職[1020]。
  - 千葉県議会で、千葉県多様性が尊重され誰もが活躍できる社会の形成の推進に関する条例が可決、成立[1021]。
- 12月20日
  - 東京都議会で、パレスチナ自治区ガザ地区における人道目的の停戦等の実現に関する決議が全会一致で可決された[1022]。
  - 国土交通省が、ダイハツ工業の型式指定申請における不正行為の報告を受けた。同社は、全ての現行生産車の出荷を自主的に停止[1023]。
  - 大阪府富田林市・河南町・太子町・千早赤阪村に路線を持つバス事業者の金剛自動車がこの日限りで全路線を廃止し、バス事業から撤退[1024]。
- 12月21日 - 韓国大法院、三菱重工業及び日本製鉄に損害賠償を求めた訴訟で、同企業側の上告を棄却。原告の元徴用工らの勝訴が確定した[1025]。
- 12月22日
  - 自民党総務会で、党政調会長に渡海紀三朗、党国対委員長に浜田靖一を充てる人事が了承された[1026]。
  - （現地時間）国際連合安全保障理事会で、「国際連合安全保障理事会決議2720」が採択された。日本は賛成票を投じた[1027]。
  - 防衛装備移転三原則一部改正[1028][1029]。
  - 日本国政府、日本がライセンス生産を行なっているパトリオットミサイルの米国への移転について、「防衛装備移転三原則」（本日一部改正）に伴い、国家安全保障会議で審議した結果、海外移転を認め得る案件に該当することを確認したと公表[1030]。
- 12月23日
  - 上皇、90歳（卒寿）をお迎えになる[1031]。仙洞御所で各行事[1032]。
- 12月24日
  - 志賀町長選挙が行われ、新人の稲岡健太郎（無所属）が当選[1033]。
  - 武蔵野市長選挙が行われ、新人の小美濃安弘（無所属）が当選[1034]。
  - 国道169号（奈良県下北山村上池原地内）で崩土が確認された[1035]。
- 12月27日 - 2019年11月1日より休止となっていた東京都交通局上野懸垂線が正式に廃止[1036]。
- 12月28日 - 韓国最高裁（韓国大法院）、元徴用工や元朝鮮女子勤労挺身隊員らが三菱重工業と日立造船に損害賠償を求めた訴訟計3件の上告審で、両社の上告をいずれも棄却。賠償の支払い等を命じる判決が確定した[1037][1038]。
- 12月30日 - （現地時間）国連安全保障理事会で、「国際連合安全保障理事会決議2721」採択。日本は賛成[1039]。
- 12月31日
  - 翌日の行政区再編に伴い、浜松市の中区、南区、西区、東区、北区、浜北区はこの日限りで廃止[1040]。
  - 第74回NHK紅白歌合戦。クイーン+アダム・ランバート、SEVENTEEN、Stray Kids、NewJeans、LE SSERAFIMを含む国内外の歌手が出演。

## 社会

### 政治

#### 選挙
- 1月22日 - 2023年山梨県知事選挙
- 2月5日
  - 2023年愛知県知事選挙[1041]
  - 2023年北九州市長選挙
- 4月9日 - 第20回統一地方選挙前半戦（都道府県知事・議会議員選挙、政令指定都市市長・議会議員選挙）[1042]
- 4月23日
  - 第20回統一地方選挙後半戦（市区町村長・議会議員選挙）[1042]
  - 2023年日本の補欠選挙
    - 衆議院山口県第4区・和歌山県第1区の2選挙区の欠員は、選挙訴訟が係属中のため、2022年10月の補欠選挙が実施出来なかった為、2023年に延期され、本来の衆議院千葉県第5区・山口県第2区と第25回参議院議員通常選挙大分県選挙区
- 10月22日
  - 2023年日本の補欠選挙
    - 衆議院長崎県第4区（衆議院解散された場合は中止）
    - 参議院第25回徳島県・高知県選挙区
- 実施見込みの選挙

- 第26回参議院議員通常選挙も選挙訴訟が係属中のため、現在補欠選挙ができない。

### 経済
- 大学3年生（2025年卒業）における採用直結のインターンシップが解禁された[1043]。
- アメリカドル建ての名目国内総生産（名目GDP）がドイツに抜かれ、日本は4位に後退[1044][1045]。

### 教育
- 1月14日 - 大学入学共通テストが開始。15日まで。本年は全国679会場で実施し出願者は約51万人。前年には問題流出騒動や刺傷事件、共通テスト痴漢祭りに伴うネット投稿の発生したことを受けて、警備や監視を強化[1046]。
- 4月2日 - 私立高等専門学校「神山まるごと高等専門学校」開校[1047][1048][1049]。

#### 道路
- 2月1日 - 千葉外房有料道路無料開放[1050]。
- 3月12日 - 山陰近畿自動車道岩美道路の浦富IC-東浜IC間が開通[1051]。
- 3月18日 - 道の駅越前たけふ開駅[1052]。
- 3月19日
  - 伊豆縦貫自動車道河津下田道路の河津七滝IC-河津逆川IC間が開通[1053]。
  - 中部縦貫自動車道大野油坂道路の大野IC-勝原IC間が開通[1054]。
- 3月21日 - 道の駅まえばし赤城開駅[1055]。
- 4月19日 - 道の駅いわて北三陸開駅[1056]。
- 4月22日 - 道の駅蓮如の里あわら開駅[1057]。
- 4月28日 - 道の駅常総開駅[1058]。
- 6月2日 - 道の駅若狭美浜はまびより開駅[1059]。
- 6月25日 - まきのさんの道の駅・佐川開駅[1060]。
- 11月19日 - 国道417号冠山峠道路開通[1061]。
- 12月2日 - 国道118号袋田バイパス開通[1062]。

#### 鉄道
- 6月2日 - 羽田空港アクセス線の起工式を都内で開いた。[1063]

#### 航空
- 4月9日 - 宮古島沖陸自ヘリ航空事故。
- 6月4日 - 全日本空輸（ANA）、ボーイング特別塗装機「ピカチュウジェットNH」就航。
- 9月1日 - 全日本空輸（ANA）、ボーイング特別塗装機「イーブイジェットNH」就航[1064]。

### イベント
- 8月11日〜8月13日 - 「ポケモンワールドチャンピオンシップス 2023 横浜みなとみらい」開催[1065]。日本での開催は初。

### その他
- 自殺者数は、暫定値で総数が21,818人、小中高生の自殺者数が507人だった[1066]。

## 自然科学

### ノーベル賞
（日本人または日本出身者が受賞した場合に記載）

## 天候・天災・観測等

### 気象・地象・天象
- 気象

#### 自然災害
- 台風
  - 7月28日〜8月11日 - 台風第6号が発生。特に沖縄県で被害をもたらした。総務省消防庁は、1人が死亡、86人が負傷したと発表[d 1]。
  - 8月8日〜8月17日 - 台風第7号が発生。特に近畿地方・鳥取県、関連して静岡県で被害をもたらした。総務省消防庁は、65人が負傷したと発表[d 2]。
  - 9月5日〜9月8日 - 台風第13号が発生。特に千葉県・茨城県・福島県で被害をもたらした。総務省消防庁は、9人が負傷したと発表[d 3]。
- 大雨・洪水
  - 6月2日 - 台風第2号及び梅雨前線の影響で、国内各地（特に和歌山県・静岡県・愛知県）で大雨が降った。総務省消防庁は、6人が死亡[注 53]、2人が行方不明、48人が負傷したと発表[1067]。
  - 6月29日〜7月12日 - 西日本（特に九州北部・中国地方西部・北陸地方）を中心に広範な地域で大雨が降った。総務省消防庁は、13人が死亡、1人が行方不明、15人が負傷したと発表[1068]。
  - 7月14日～7月16日 - 東北地方（特に秋田県）を中心に大雨が降った。総務省消防庁は、1人が死亡、4人が負傷したと発表[1069]。

- 地震・津波
  - 5月5日 - 石川県能登地方を震源とするM6.5（速報値のM6.3から更新）の地震が発生。この地震によって同県珠洲市で最大震度6強、同県能登で長周期地震動階級3を観測[1070]。
  - 10月5日 - 11時00分頃に鳥島近海を震源とするM6.5の地震により津波が発生。気象庁が伊豆諸島に津波注意報を発表。八丈島八重根八重根で30センチの津波を観測[1071]。
  - 10月9日 - 午前5時25分頃に鳥島近海（父島の北西370km付近）ごく浅い場所で、マグニチュード（速報値）不明の地震が発生。気象庁は、千葉県九十九里・外房、同県内房、伊豆諸島、小笠原諸島、高知県、宮崎県、鹿児島県東部、種子島・屋久島地方、奄美群島・トカラ列島に津波注意報を発表。八丈島八重根で最大0.6m、三宅島坪田・神津島神津港で最大0.5m、高知県土佐清水・中之島で最大0.4mなどを観測[b 41][b 42][b 43]。
  - 12月2日 - 午後11時37分頃にフィリピン付近の深さ不明の場所で、マグニチュード7.7（速報値）の地震が発生。気象庁は、千葉県内房、伊豆諸島、小笠原諸島、静岡県、愛知県外海、三重県南部、和歌山県、徳島県、高知県、宮崎県、鹿児島県東部、宮古島・八重山地方に津波注意報を発表[1072]。奄美群島・トカラ列島を追加[b 44]。伊豆諸島八丈島八重根で最大0.4m、伊豆諸島神津島神津港・伊豆諸島八丈島神湊・和歌山県御坊市祓井戸・和歌山県串本町袋港・高知県土佐清水・奄美群島奄美市小湊で最大0.2mなどを観測[b 45]。
- 大雪

### 観測（天象含む）
- 4月20日 - 西日本の太平洋側で部分日食が観測される。

## 文化と芸術

### 流行

#### 流行語
ユーキャン新語・流行語大賞
以下に本年の受賞語を列記する。なお、肩書きや役職などは受賞当時のものである。
- 年間大賞
  - アレ（A.R.E）（岡田彰布）

- トップテン入賞
  - 新しい学校のリーダーズ／首振りダンス （新しい学校のリーダーズ）
  - OSO18／アーバンベア（佐藤喜和）
  - 蛙化現象
  - 生成AI（落合陽一）
  - 地球沸騰化
  - ペッパーミル・パフォーマンス
  - 観る将
  - 闇バイト
  - 4年ぶり／声出し応援

- 選考委員特別賞
  - I'm wearing pants!（アイム・ウェアリング・パンツ）（とにかく明るい安村）

### 映画
実写映画
- 3月 - 『シン・仮面ライダー』（監督・脚本：庵野秀明）が日本で公開予定。
- 6月30日 - インディ・ジョーンズ シリーズ最新作の『インディ・ジョーンズと運命のダイヤル』がアメリカなどで公開予定（日本でも本年夏公開予定）。
- 7月14日 - ミッション:インポッシブルシリーズの最新作となる『ミッション:インポッシブル/デッドレコニング PART ONE』（監督：クリストファー・マッカリー）がアメリカなどで公開予定（日本でも本年公開予定）。『トップガン マーヴェリック』の公開が延期されたことに伴い、本作も玉突きで延期された。
- 8月11日 - 着せ替え人形バービーを実写化した映画『バービー』が日本で公開。
- 11月3日 - ゴジラシリーズの国産新作映画が7年ぶりに公開予定。監督は山崎貴。
- 12月22日 - 映画「スター・ウォーズ」シリーズ新作3シリーズのうちの第1作目が公開予定（2025年12月19日に2作目、2027年12月17日に3作目が公開される予定）。
- 2021年にTBS系で放送された日曜劇場『TOKYO MER』の劇場版が日本で公開予定。

アニメ映画
- 2月17日 − 人気ジャズ漫画『BLUE GIANT』のアニメーション映画作品が公開予定。
- 4月28日 - 任天堂の「マリオシリーズ」の新作アニメ映画『ザ・スーパーマリオブラザーズ・ムービー』が日本で公開。なお、北米では7日に公開される。
- 7月14日 - スタジオジブリ制作の新作アニメーション映画『君たちはどう生きるか』が日本で公開。監督は宮崎駿。

### テレビ
- 1月8日 - NHK大河ドラマ第62作『どうする家康』（主人公：徳川家康）放送開始（-12月17日）。
- 3月12日 - NHK×日テレ コラボウィーク（-3月19日）。
- 3月25日 - 俳優の中村倫也と日本テレビアナウンサーの水卜麻美がTwitter上にて連名で結婚したことを発表[1077][注 54]。
- 4月1日 - テレビ朝日が制作する長寿番組『タモリ倶楽部』が放送終了。約40年の節目で幕を閉じる[1078]。ミニコーナー「空耳アワー」などが人気を博した。

#### お笑い
コンテスト番組の優勝者
NHK上方漫才コンテスト
- スナフキンズ（吉本興業）

ABCお笑いグランプリ
- ダブルヒガシ（吉本興業）

M-1グランプリ（テレビ朝日系）
- 令和ロマン（吉本興業東京本社）

R-1グランプリ（フジテレビ系）
- 田津原理音（吉本興業）

キングオブコント（TBS系）
- サルゴリラ（吉本興業東京本社）

女芸人No.1決定戦 THE W（日本テレビ系）　
- 紅しょうが（吉本興業東京本社）

THE SECOND 〜漫才トーナメント〜（フジテレビ系）
- ギャロップ（吉本興業大阪本社）

### アニメ
アニメーション映画

テレビアニメ

- 3月24日 - テレビアニメ『ポケットモンスター』シリーズにおいて、1997年4月1日から26年に亘り主人公だったサトシと相棒のサトシピカチュウ（サトピカ）が勇退。日本国外も『ポケットモンスター めざせポケモンマスター』の放送が終了次第、順次切り替えられる。日本では4月14日より、リコとロイを主人公とする『ポケットモンスター』の放送が開始。

### ゲーム
- 3月28日 - ニンテンドー3DSならびにWii Uにおける、ニンテンドーeショップのサービスがこの日午前9時に終了。ソフトの新規ダウンロードが不可になった。同時に、ポケモンバンクは無償化[注 55]。
- 5月12日 - 任天堂がゼルダの伝説 ティアーズ オブ ザ キングダムを発売。発売から3日間で1000万本を突破し、同社で最も早く1000万本突破したゲームとしてギネス世界記録を達成した[1087]。
- 7月20日 - 株式会社ポケモンが睡眠日誌系モバイルアプリケーション『Pokémon Sleep』を日本でリリース。
- 7月21日 - ピクミンシリーズの新作『ピクミン4』（Nintendo Switch）が発売[1088]。
- 10月6日 - 株式会社ポケモンが発売、任天堂が販売するNintendo Switch用ソフト『帰ってきた 名探偵ピカチュウ』リリース。
- 夏 - スクウェア・エニックスが『ファイナルファンタジーXVI』（PS5）を発売予定[1089]。
- 冬 - スクウェア・エニックスが『ファイナルファンタジーVII リメイク』の続編となる『ファイナルファンタジーVII リバース』（PS5）を発売予定（三部作の2作目、2023年度冬季予定）[1090]。

### 芸術
文学

- 『街とその不確かな壁』（村上春樹）

出版

音楽

- 『アイドル』（YOASOBI）
- 『青のすみか』（キタニタツヤ）
- 『美しい鰭』（スピッツ）
- 『オトナブルー』（新しい学校のリーダーズ）
- 『絆ノ奇跡』（MAN WITH A MISSION×milet）
- 『ケセラセラ』（Mrs. GREEN APPLE）
- 『唱』（Ado）
- 『SPECIALZ』（King Gnu）
- 『第ゼロ感』（10-FEET）
- 『勇者』（YOASOBI）

## スポーツ

### 総合競技大会
- 特別国民体育大会（冬季大会：〈青森県・岩手県で開催〉 / 本大会：燃ゆる感動かごしま国体）
  - 2020年に開催予定だった第75回国民体育大会の本大会（燃ゆる感動かごしま国体）と第20回全国障害者スポーツ大会（燃ゆる感動かごしま大会）が新型コロナウイルス流行の影響で開催できず本年に延期され、特別国民体育大会（特別大会）として開催予定[1091]。

### 各競技

#### 野球
- プロ野球

- - 6月20日 - セ・パ交流戦で、横浜DeNAベイスターズ（監督：三浦大輔）が優勝[1092]。
  - 8月18日 - 福岡ドーム（福岡PayPayドーム）で行われたパシフィック・リーグの福岡ソフトバンクホークスと埼玉西武ライオンズの試合で、福岡ソフトバンクホークス所属の石川柊太がノーヒットノーランを達成した。達成は88人99回目（一覧）。試合は8-0で福岡ソフトバンクホークスが勝利。
  - 9月9日 - 千葉マリンスタジアム（ZOZOマリンスタジアム）で行われたパシフィック・リーグのオリックス・バファローズと千葉ロッテマリーンズの試合で、オリックス・バファローズ所属の山本由伸がノーヒットノーランを達成した。2年連続で2度目。全体で100回目。試合は4-0でオリックス・バファローズが勝利。
  - 9月14日 - 阪神タイガース（監督：岡田彰布）は、JERA セントラル・リーグの読売ジャイアンツとの伝統の一戦が阪神甲子園球場で行われ、4-3で制し、2005年以来18年ぶり6回目の同リーグ優勝（アレ）を果たした。岡田が昨年10月16日に就任記者会見を開き、334日目に快挙。
  - 9月20日 - オリックス・バファローズ（監督：中嶋聡）は、PERSOL パシフィック・リーグの千葉ロッテマリーンズとの試合が京セラドーム大阪で行われ、6-2で制し、2021年から続く同リーグ優勝3連覇を達成した。
  - 10月26日 - 2023 プロ野球ドラフト会議 supported by リポビタンD。1位指名の競合に係る抽選は7回。
  - 11月5日 - SMBC日本シリーズ2023第7戦が大阪ドーム（京セラドーム大阪）で行われ、阪神タイガース（監督：岡田彰布）がオリックスバファローズを7-1で退け、3勝3敗最終戦で関西ダービーを制し、1985年以来2回目の優勝。
- 高校野球
  - 4月1日 - 第95回記念選抜高等学校野球大会（主催：毎日新聞社、日本高等学校野球連盟）決勝戦が阪神甲子園球場で催行され、山梨学院（山梨、2年連続6回目）が報徳学園（兵庫、6年ぶり22回目）に7-3で勝利し、初優勝を果たした。山梨県勢においても春夏通じて初の優勝[1093]。
  - 4月2日 - 第24回全国高等学校女子硬式野球選抜大会決勝戦が東京ドームで催行され、神戸広陵（兵庫）が花巻東（岩手）に6-0で勝利し、2019年大会以来3度目の優勝[1094][注 56][1095]。
  - 8月1日 - 第27回全国高等学校女子硬式野球選手権大会決勝戦が阪神甲子園球場で催行され、神戸弘陵（兵庫）が岐阜第一（岐阜）に8-1で勝利し、2年ぶり3回目の優勝[1096]。
  - 8月23日 - 第105回全国高等学校野球選手権大会（主催：朝日新聞社、日本高等学校野球連盟）の決勝戦が阪神甲子園球場で行われ、慶應義塾（神奈川、5年ぶり15回目）が2連覇を目指した仙台育英（宮城、2年連続30回目）に8-2で勝利し、1916年の第2回大会以来107年ぶりに優勝した。神奈川県勢の優勝は、2015年に東海大学付属相模高校が優勝した第97回大会以来8年ぶり。
  - 9月10日 - WBSC U-18ワールドカップの決勝が台湾台北市の台北市立天母野球場で行われ、明徳義塾高校監督の馬淵史郎率いるU-18男子日本代表がチャイニーズタイペイ代表を2-1で退け、日本代表は大会初優勝を果たした。
  - 10月11日 - 特別国民体育大会 燃ゆる感動かごしま国体の高等学校野球競技準決勝が行われ、雨天による中止から仙台育英（宮城）と土浦日大（茨城）の両方が優勝した。
- MLB日本人選手
  - 大谷翔平（ロサンゼルス・エンゼルス）
    - 今シーズン、日本人初のMLBアメリカンリーグの最多本塁打を獲得。本数は44本。
    - 今シーズンの最優秀選手賞（MVP）をロナルド・アクーニャ・ジュニアと共に満場一致で獲得。双方満場一致は、全米野球記者協会史上初[1097]。
    - アメリカンリーグ・ハンク・アーロン賞を受賞[1098]。

  - 菊池雄星（トロント・ブルージェイズ）
  - ダルビッシュ有（サンディエゴ・パドレス）
  - 前田健太（ミネソタ・ツインズ）
  - 吉田正尚（ボストン・レッドソックス）
  - 鈴木誠也（シカゴ・カブス）
  - 千賀滉大（ニューヨーク・メッツ）
  - 藤浪晋太郎（オークランド・アスレチックス、ボルチモア・オリオールズ）
- WBC
  - 3月9日-3月16日 - 東京ドームで2023 ワールド・ベースボール・クラシック1次ラウンドB組10試合および準々決勝2試合開催。
    - 9日に森保一サッカー日本代表監督[1099]、10日は内閣総理大臣の岸田文雄がそれぞれ始球式参加[1100]。

  - 3月21日（現地時間・日本時間翌22日） - 決勝戦が行われ、日本代表が3-2でアメリカに勝利し優勝。

#### サッカー
- Jリーグ
  - J1
  - J2
  - J3
  - Jリーグカップ
- 天皇杯
- AFCチャンピオンズリーグ
- FIFAクラブワールドカップ
- なでしこリーグ
  - プレナスなでしこリーグ1部
  - プレナスなでしこリーグ2部
- 皇后杯
- サッカー日本代表
  - 3月24日 - 国立競技場で行われ、日本男子代表はウルグアイ代表に1-1の引き分け。
  - 3月28日 - 長居球技場（ヨドコウ桜スタジアム）で行われ、日本男子代表はコロンビア代表に1-2で惜敗。
  - 6月15日 - 豊田スタジアムで行われ、日本男子代表はエルサルバドル代表に6-0で勝利。
  - 6月20日 - 市立吹田サッカースタジアム（パナソニックスタジアム吹田）で行われ、日本男子代表はペルー代表に4-1で勝利。
  - 7月22日 - 2023 FIFA女子ワールドカップグループCの第1試合がニュージーランド・ハミルトンのワイカト・スタジアムで行われ、日本女子代表はザンビア代表に5-0で勝利。
  - 7月26日 - 2023 FIFA女子ワールドカップ・グループCの第2試合がニュージーランド・ダニーデンのオタゴ・スタジアムで行われ、日本女子代表はコスタリカ代表に2-0で勝利。
  - 7月31日 - 2023 FIFA女子ワールドカップ・グループCの第3試合がニュージーランド・ウェリントンのウェリントン・リージョナル・スタジアムで行われ、日本女子代表はスペイン代表に4-0で勝利。日本代表は、グループCを3戦全勝し、1位で通過した。
  - 8月5日 - 2023 FIFA女子ワールドカップ・ノックアウトステージ・ラウンド16がニュージーランド・ウェリントンのウェリントン・リージョナル・スタジアムで行われ、日本女子代表はノルウェー代表に3-1で勝利。
  - 8月11日 - 2023 FIFA女子ワールドカップ・ノックアウトステージ・準々決勝がニュージーランド・オークランドのイーデン・パークで行われ、日本女子代表はスウェーデン代表に1-2で惜敗。大会8強。
  - 9月10日 - ドイツ・ヴォルフスブルクのフォルクスワーゲン・アレーナで国際親善試合が行われ、日本男子代表はドイツ代表に4-1で勝利[1101]。
  - 9月12日 - ベルギー・ヘンクのセゲカ・アレーナで国際親善試合が行われ、日本男子代表はトルコ代表に4-2で勝利。
  - 10月6日 - アジア競技大会（アジアン・ゲームズ）のサッカー女子決勝が中華人民共和国・杭州市の黄龍スポーツセンターで行われ、日本代表が朝鮮民主主義人民共和国代表に4-1で勝利し、大会優勝。
  - 10月7日 - アジア競技大会（アジアン・ゲームズ）のサッカー男子決勝が中華人民共和国・黄龍スポーツセンターで行われ、U-23日本代表がU-23大韓民国代表に1-2で惜敗、大会準優勝。韓国は3大会連続制覇。
  - 10月13日 - 新潟県新潟市の新潟スタジアム（デンカビッグスワンスタジアム）で国際親善試合が行われ、日本男子代表はカナダ代表に4-1で勝利。
  - 10月17日 - 兵庫県神戸市よ御崎公園球技場（ノエビアスタジアム神戸）で国際親善試合が行われ、日本男子代表はチュニジア代表に2-0で勝利。

#### 相撲
- 大相撲
  - 1月8日-1月22日 - 大相撲令和5年1月場所。西大関・貴景勝光信（常盤山部屋、兵庫県芦屋市出身）が12勝3敗で幕内最高優勝。
  - 3月12日-3月26日 - 大相撲令和5年3月場所。東関脇・霧馬山鐵雄（陸奥部屋、モンゴル・ドルノド県出身）が12勝3敗で初の幕内最高優勝[注 57]。
  - 5月14日-5月28日 - 大相撲令和5年5月場所。東横綱大関・照ノ富士春雄（伊勢ヶ濱部屋、モンゴル・ウランバートル出身）が幕内最高優勝。元大関で東十両5枚目の栃ノ心剛史（春日野部屋、ジョージア・ムツヘタ出身）が引退。
  - 7月9日-7月23日 - 大相撲令和5年7月場所。東関脇・豊昇龍智勝（立浪部屋、モンゴル・ウランバートル出身）が12勝3敗で初の幕内最高優勝[注 58]。今場所より、霧馬山から四股名改め霧島鐵力（陸奥部屋、モンゴル・ドルノド県出身）が新大関に昇進。
  - 9月10日-9月24日 - 大相撲令和5年9月場所。西大関・貴景勝貴信（常盤山部屋、兵庫県芦屋市出身）が11勝4敗で幕内最高優勝。今場所より、豊昇龍智勝（立浪部屋、モンゴル・ウランバートル出身）が新大関に昇進。
  - 11月12日-11月26日 - 大相撲令和5年11月場所。

## 誕生
誕生した事に特筆性のある人物等（世襲制の跡継ぎ、絶滅寸前の生物の誕生、等）を記載しています。それ以外については、Category:2023年生を参照してください。